# バンプレストオリジナルの用語一覧
バンプレストオリジナルの用語一覧（バンプレストオリジナルのようごいちらん）は、ゲームソフト「スーパーロボット大戦シリーズ」を始めとするバンプレストの作品に関連した用語の一覧である。

## 概要
本項では据え置き機シリーズ、携帯機シリーズにおけるバンプレストオリジナルの用語について記述する。複数のシリーズに跨って登場したり、シリーズごとに設定が異なる単語については分割して記述する。
用語の意味についての解説は、ゲーム中で途切れ途切れにしか明かされないものなどもあり、正確に意味を把握できないことが多い点に注意が必要である。『OG』シリーズの場合、特典小冊子、『電撃スパロボ!』、スーパーロボット大戦ORIGINAL GENERATIONプラキットシリーズなどで説明が補完されるが、携帯機シリーズなどは攻略本に掲載されるわずかな設定がすべてである。
以下、英字名称のあるものは北米版『OG』における表記。国内版と北米版『OG』で名前が違うものは（日本版 / 北米版）の順に表記する。

## 機動兵器関連

### あ行
アーマードモジュール
アサルト・スカウター
アサルト・ドラグーン
イマジナリィロード
ヴァリアブル・フォーメーション（フォーメーションOOC）
ヴァルキュリアシリーズ
ウラヌスシステム
エクサランス
オニキス化
オルゴン・エクストラクター
オーバーゲート・エンジン

### か行
核融合ジェネレーター
カルケリア・パルス・ティルゲム
神の石
グラビコンシステム
クリスタル・ハート
クリシュナ・ハート
クロスゲート・システム
クロスゲート・パラダイム・システム
ゲイム・システム
ゲシュタルト

### さ行
斬艦刀
α / OG……特機構想に基づき、主にグルンガスト系列の機体に装備されている巨大な実体剣。大質量を活かし戦艦クラスの巨大な目標を叩き切ることが可能。ゼンガー・ゾンボルトの代名詞となっている。その巨大な刀身で『OVA』や『DW』ではMAPWのように大量の敵機をまとめて破壊していた。
零式斬艦刀
最初に開発された斬艦刀でグルンガスト零式に装備された。姿勢制御用にPT用のバーニアが備え付けられた全長82mものブロードソードで、開発には示現流の達人リシュウ・トウゴウが携わっている。スラスターによる自力航行が可能な点は後発の各種斬艦刀には無い利点だが、開発自体に莫大なコストがかかる上に扱いも難しく、それ以降のグルンガストタイプにはしばらく装備されることはなかった。これを扱えるのはリシュウと弟子のゼンガーのみ。刀身は大鉈のような形状をしており、マリオン・ラドムからは「出刃包丁」と揶揄された。
参式斬艦刀
グルンガスト参式の2号機をゼンガーが受領することになり、新たに参式専用の斬艦刀の開発が行われた。形状記憶液体金属を採用しており、通常時は日本刀型だが液体金属が刀身を覆い超大型の剣に展開するなど、ある程度刀身の形状パターンを変化させることが可能となった。これにより零式斬艦刀の弱点であった取り回しの悪さを解消し、運用効率を大幅に上昇させることに成功した。リシュウの言によると切れ味も零式斬艦刀を凌ぐらしい。後にゼンガーが乗り換えたダイゼンガーは本来の武装に不具合があったため、参式斬艦刀を受け継ぎ使用している。スレードゲルミルの斬艦刀も参式斬艦刀がマシンセルによって変貌したもの。破損した際は液体金属を補充する必要がある。
護式・斬冠刀（ごしき・ざんかんとう）
無限……神夜の愛剣で、彼女の背丈ほどもある大剣。本体は片刃で、峰には「月燐（がちりん）」という投擲用の三日月剣が10数本装着されており、剣を振ると同時に飛び出して敵を斬り付ける。作中では本体で直接斬る回数よりも月燐の攻撃回数の方が遥かに多く、月燐が主力武器となっている（ただし本体も攻撃の締めに使われることが多い）。神夜が軽々とこの武器を使えるのは軽い金属で出来ているためと零児に説明しているが、真偽は不明。
霊式斬艦刀
プロジェクト クロスゾーン……ゼンガーが生身で振るう、第四の斬艦刀。フォルムは参式斬艦刀に近く、鍔部分にダイゼンガーの意匠が取り込まれている。元々はゼンガーの所持している日本刀でそれに神夜がゼンガーの霊力を感じたことから彼女の手によりその力を開放した結果この姿へと変化した。
次元コンバーター
次元斬
α……バンプレイオスが使う技。ただし、武器としてではなくゲートの力を利用して超長距離ワープを行う際の移動手段として用いられる他、閉鎖空間から通常空間に復帰する時にも使われた。別名XNディメンション。
システムXN
システムLIOH
シシオウブレード（参式獅子王刀） (Shishioh Blade)
OGシリーズ……PTやAM用の実体剣。外見は日本刀そのもの。リシュウ監修の下で鍛造された。VG合金製の刀身を持ち硬度・柔軟性共に優れる。グルンガスト参式3号機やガーリオン・カスタム“無明”が使用する他、ボーナスアイテムとしても登場する。名称は源頼政が鵺を退治した際、褒賞として下賜された刀「獅子王」から。
参式獅子王刀は特機仕様のサイズであり、参式斬艦刀の刀身展開前の形状とよく似ている。
無限……神夜の専用武器として獅子王刀という武器が存在する。
修羅神
シリーズ77
時流エンジン
スペースノア級万能戦闘母艦

### た行
ダイナミック・ゼネラル・ガーディアン
ダイレクト・フィーリング・コントロール
ダイレクト・モーション・リンク
ダブルG
→ダイナミック・ゼネラル・ガーディアン
超機人
対消滅エンジン
特機
→グルンガスト
ディーン・レヴ
ディス・レヴ
ティプラー・シリンダー
テスラ・ドライブ
トロニウム・エンジン
トロンベ
OG / α……エルザム・V・ブランシュタイン（レーツェル・ファインシュメッカー）が搭乗する機体の呼称。独語で「竜巻」という意味。元はエルザムの愛馬の名前で、エルザムはそれにあやかって乗機ならばたとえ戦艦であろうと「トロンベ」と呼称する。エルザム専用にカスタマイズされた機体は黒を基調としたパーソナルカラーに塗られ、ブランシュタイン家の紋章がマーキングされる。さらに機体の名称も「- ・トロンベ」となる。アウセンザイターは名称に「トロンベ」とつかないが、名付け親がレーツェル本人のためか一貫して「トロンベ」と呼ばれる。なお、馬のトロンベの体毛も黒である。

### な行
念動フィールド

### は行
パーソナル転送システム
ヒーロー戦記……惑星エルピスにおけるモビルスーツやパワードスーツなどの機動兵器に搭乗する際に使用する転送システム。アナハイム・エレクトロニクス製。これを使うことにより、瞬時に機体を呼び出すことが出来る。パーソナルと名が付くように機体と転送システムは一対の関係となっており、これがあれば自由に機体を呼び出せるため、パーソナル転送システムを盗まれたということは、実質機体が盗まれたも同然である（作中、アムロが受け取り前のνガンダムのものを、シュウがグランゾンのものを盗まれている）。基本的に機体を呼び出す際は「コール○○（機体の名称）」と叫ぶが、この言葉でないと呼び出せないというわけではない。機体を戻す時は「リターン」と叫ぶ。
パーソナルトルーパー
バニシング・トルーパー
鋼機人（ヒューマシン）
ファブラ・フォレース
ブラックホールエンジン
プラズマ・ジェネレーター
プラズマ・リアクター
プリズム・ファントム
フルカネルリ式永久機関
憑依（ポゼッション）

### ま行
マニューバー
マルチウォーカー

### ら行
ラースエイレム
ラースエイレムキャンセラー
ラプラスウォール
ラプラス・コンピューター
リオンシリーズ
量子波動エンジン
レース・アルカーナ / シュンパティア

### アルファベット
A.D.
→アサルト・ドラグーン
AI1
AM
→アーマードモジュール
AMNシステム
A.S.
→アサルト・スカウター
ASRS（アスレス）
OG……「Anti Sensor and Rader Suffia-field」（対感知装置球状フィールド、意味と発音の近い英語綴りは「- Radar Sphere -」）の略称。ノイエDCやシャドウミラーが使用していた高性能ECM。アースクレイドルで開発された。発生させた球状フィールドの表面に沿って電磁波を屈曲させる効果があり、これによりレーダーに電磁波が返されなくなる。この技術により連邦軍はノイエDCらの奇襲を幾度も許すことになった。Jモードという通信を妨害するモードがある。
CISバリエーション
C.U.B.E.（キューブ）エンジン
DFC
→ダイレクト・フィーリング・コントロール
DGG
→ダイナミック・ゼネラル・ガーディアン
DML
→ダイレクト・モーション・リンク
Gシリーズ
→グルンガスト
Hシリーズ
→ヒュッケバイン
ISA
OGs……「空母の役割を果たす機動戦艦と、そこに搭載された人型機動兵器による電撃戦」（Integrated Synchronizing Attack）戦術構想の略称。DC側ではキラーホエールを核にAMが、連邦側ではスペースノア級、ヒリュウ改を核にPTが、それぞれこの構想を実現している。またガイアセイバーズの旗艦として建造されたエア・クリスマスもこの構想を前提とした軍艦である。
LIEONシステム
MAP兵器（MAPW） (Mass Amplitude Preemptive-strike Weapon / Mass Area Pre-emptive Weapon)
α / OGほか……マップ上に存在するユニットを直接戦闘しないで攻撃する兵器。反撃を受けずに、一度に範囲内の複数のユニットに対し使用可能。逆に敵に使われた時は大損害に繋がりうる。基本的にはプレイヤーが使うゲーム用語だが、『第3次α』において軍事用語として登場し、『OG』においてはさらに"Mass Amplitude Preemptive-strike Weapon（大量広域先制攻撃兵器）の頭文字”という設定が付けられた。
MODEL-X
MW
→マルチウォーカー
ODEシステム
PT
→パーソナルトルーパー
Rシリーズ
R-WEAPONシリーズ
SMAP（エスマップ）
TEエンジン
TC-OS
TGCジョイント
T-LINKシステム
T-LINKフライトシステム
T・ドットアレイ
VG合金
X.E.N.O.N.（ゼノン）エンジン
→C.U.B.E.（キューブ）エンジン
XNディメンション
α……次元斬の別名。正式名称は「X Number Dimension」。「任意地点への次元接続」という意味。イングラムによって基礎理論が構築されていたが、開発が難航していた（バンプレイオスの開発が難航していた要因の1つでもある）。しかしイルイからクロスゲートへの接続方法を教えられた事で完成した。第3次α時点では開発期間の関係で、限定的な機能のみしか使用できない状態であった。完全な状態となった場合、バンプレイオス自体をゲートとして次元移動や次元封印すら可能になると言われている。

## エネルギー・物質関連
EOT (Extra-Over Technology)
α / OG……Extra Over Technologyの略称。地球以外に起源を持つ超技術を指す。『α』では主に墜落したマクロスより得られたものが多い。由来は同じくマクロスに登場したOTM。αシリーズでは「イオト」、OGシリーズではそのまま「イーオーティー」と読む。OGシリーズではメテオ3から得られ、PTの開発、テスラ・ドライブの改良、VG合金、AMシーブズなど多くの恩恵をもたらした。EOTはEOT特別審議会の管理下に置かれており、技術利用は軍事部門のみに限られていた（EOT特別審議会崩壊後はどうなっているか不明）。なおEOTは理論が確立していないオーバーテクノロジーにのみ用いられる言葉であり、解析が完了したものは通常の技術として扱われる。
現在OG世界の地球には、メテオ3やネビーイームによるバルマー系（ゼ・バルマリィ帝国）、ゾガル（ゲスト）よりもたらされたゾヴォーク系（インスペクター〈ウォルガ〉、ゲスト〈ゾガル〉、ゴライクンル等）、修羅界を通じてもたらされたソーディアン系（ラディ・エス・ラディウス4）の3系統のEOTが存在している。特にソーディアンからは、OGにて初めて転移技術の実物入手（一応それ以前にシャドウミラーのシステムXNと次元転移を起こしうるエクサランスの時流エンジンが入手されたが、システムXNはギリアムが破壊、時流エンジンの転移は暴走時の不測の現象であり、タイムスリップを起こしてしまう危険性もある事から解体、データも消去された）に成功している。他、EOTの定義からは外れるが解明されていない超技術として、超機人・妖機人、クロスゲート、ナシム・ガンエデン（太古のバルマー系）といったオーパーツや地底世界ラ・ギアスの錬金術、平行宇宙の技術（シャドウミラー、修羅神、コンパチカイザー）といった物も存在する。
DEC（ディメンション・エナジー・クリスタル）
Zシリーズ……次元力を汲み上げエネルギーとする触媒となるレアメタル。次元結晶とも呼ばれる。数年前にリモネシア共和国で発見された非常に希少な物質であり、高額で取引されている。別次元からエネルギーを取り出す超次元エネルギー工学の研究に不可欠であり、他国では産出されないため、リモネシアにとって独立を維持するための重要物資であったが、破界篇の時点で既に枯渇の危機に瀕していた。性質は『マクロスF』に登場するフォールドクォーツと酷似しているが、同一の物質ではないとのこと。インサラウム勢力のアダモン級にも搭載されている。また、第3次Zで入手できるZチップは高純度のDECのようなものであるらしく、次元修復時にはGN粒子、フォールドクォーツ、ZONEと共に世界中の人々の意思を繋いだ。
オリハルコニウム
オルゴン
サイトロン
フューリーの技術の根幹を成す粒子。機動戦艦ナデシコにおけるレトロスペクトの同種らしく、フィールド内のサイトロンを凍結することで時間そのものを停止させてしまう「ラースエイレム」が実装化されている。
境界の力
BX……ファルセイバーの力の源となる謎の無限エネルギー。ここでは境界と守護点についても記述する。
その正体は太古よりもさらに古い時代に勃発した「異世界大戦」という並行世界全土を巻き込んだ次元間戦争の最中、争いを憂えた当時の賢人達によって作られたものである。
賢人達が争いを収めるために取った方法は、世界間の繋がりを断絶するためのフィールドを形成するというもので、このフィールドが「境界」と呼ばれている。いわばこれは世界を隔てる壁であり、これを形成するエネルギーが境界の力、それを維持するために造り出されたシステムの管理者「次元の守人」がファルセイバーである。
ファルセイバー共々、生み出された場所は全並行世界の中心に位置する世界であり、それがBX本編の舞台である「終にして始まりの地」である。
境界の形成によって異世界大戦は終結したものの、まだ戦争を止めていなかった世界が「始まりの地」を経由することで次元移動を行い戦闘を続行したため、「始まりの地」そのものが戦場となってしまった。これが本編の3万年前に発生したミケーネとの戦争であり、この戦いで守人であるグリッターファルセイバーは四つの至宝に分かれ維持管理能力を喪失。緊急措置として古代人最後の一人であるユキの肉体に「記憶の至宝」と共に境界の力を継承し、自身はユキの守護者として続投することとなった。
ユキが力を継承した後は彼女共々休眠していたが、奇械島で重力炉の暴走による重力崩壊が発生しかけた（発生そのものはデスカプリース隊により阻止されている）衝撃で境界の組成が崩れ網目状となり、その隙間をくぐりデストルークやジャーク帝国、バイストン・ウェルのオーラバトラー達が襲来することとなった。しかし、存在規模の大きな者は転移が出来ないため、バルギアスや暗黒大将軍、皇帝ワルーサは回りくどい手段を取らざるを得なくなっている。さらに一方通行で「始まりの地」へ来ることしか出来ないため、全世界の破壊を目論むバルギアスは自在な行き来のために境界の力を狙っている。
ユキの肉体は現在「記憶の至宝」と本人の魂を核に境界の力がその姿を形成した状態であり、人の姿を維持しているのが四つの守護点である。これは地球の東京、火星の極冠遺跡近辺、惑星アーストの無重力の谷、ELSの母星に一つずつ存在していたが、ELSの星のものは寿命で星が消滅したためにもろとも消滅、アーストのものは魔王ジークジオンの封印に使われていたため呪術師ビグザムによって破壊、火星と地球のものはディボーティーによって破壊され、境界の力はバルギアスへと奪われることになってしまった。最終的にはデストルークの世界においてバルギアスが打倒されたことで奪回されるが、半分はバルギアスに奪われたまま消滅してしまったため、境界の維持をグリッターファルセイバーが担当、その核となる「生命の至宝」をユキに与えて蘇生し、その子へと受け継がれていくことになった。なお、ジスペルが姿を現した場合には彼がバルギアスを倒して境界の力を完全な形で回収、ユキに返還している。ジスペルの打倒後、四つの至宝は再びグリッターファルセイバーに集い、ユキは普通の人間に戻ることになった。
次元力
Zシリーズ…… Zシリーズの物語中核の一つとなっている。次元や時空をも操ることができるとされるエネルギー（場合によってはエネルギーとすら言えない）で、正式な名前は「オリジン・ロー」。「大いなる力」とも言われており、手に入れた者は太極に到達し、この世の全てを制するとされている。複数の並行世界に跨って影響を及ぼし、太極の意志、そしてスフィアの所有者（ジ・エーデルはカオス・レムレースを介して）がこれを使うことができる。また、アサキムも限定的ながら使用可能。『Z』の設定では、太極の意志によって使用される場合は世界のリセットの際である。これを行うか否かは「使者」によって決められ、本編ではエンジェルがそれを担当した。リセットが決定された場合、その具現としてメガデウス「ザ・ビッグ」の軍団が出現し、世界を破壊する。黒歴史エンドに進んだ場合、これを垣間見ることができる。
その正体は、恒星に由来する破壊と再生を司るエネルギー。星の瞬きとはすなわち次元力の輝きである。また、この世界観において地球は、太陽に由来する次元力を集約する特殊な場であり、そこから見ると、オリジン・ローの流れは天を廻っているように見えるという。中でも太陽の通り道である黄道十二星座（を構成する恒星）は強い次元力を持ち、由来する次元力を引き出す鍵が存在し、それがスフィアである。
現在の技術では無限動力としての使用が限界だが、スフィア・リアクターはさらに、次元力の本来の作用である事象の制御を行うことが出来る。
スフィア
Zシリーズ……  Zシリーズの物語中核の一つとなっている謎の存在。アサキムが捜し求める謎の物体である。物体・エネルギーの差こそあれ、基本的に緑色の球体であるらしい。本来あらゆる並行世界にそれぞれ1つしか存在しないが、大時空震動により様々な並行世界が融合した『Z』の世界には同時に複数存在している。
全部で12個存在し、それぞれに対応する黄道十二星座の名称がある。全てが何らかの機動兵器と共にあるらしい（例えばスフィアの一つ「偽りの“黒羊”」は元々オーパーツとして研究されていたが、共鳴したアイムを操り、アリエティスを建造・組み込みを行わせている）。
それぞれ属性として特定の「意志」を司っており、合致する「意志」の持ち主をリアクターとして目覚める。また、これらのリアクターは「（星宮の守護天使名）・ザ・（共鳴条件）」という洗礼名を持つ。
内訳はバルゴラの「悲しみの“乙女”」、ガンレオンの「傷だらけの“獅子”」、ブラスタ→リ・ブラスタの「揺れる“天秤”」、アリエティスの「偽りの“黒羊”」、ジ・インサーの「尽きぬ“水瓶”」、ジェミニオン・レイの「いがみ合う“双子”」、尸逝天の「沈黙の“巨蟹”」、プレイアデス・タウラの「欲深な“金牛”」、ガン・アーレスの「怨嗟の“魔蠍”」、アウストラリウスが所有する「立ち上がる“射手”」、アサキムの所有する「知りたがる“山羊”」と「夢見る“双魚”」である。
スフィア同士にはその属性に応じた相性があり、己の意思を貫徹する「揺れる“天秤”」と己を省みない慈愛を力とする「尽きぬ“水瓶”」は相性が良く、嘘を暴く「知りたがる“山羊”」は嘘を力の根源とする「偽りの“黒羊”」にとって最も相性の悪いスフィアであるが、その「偽りの“黒羊”」は嘘をつく、つまり己の意志を偽ることで力を得るため、自分の感情に向き合ってその衝突を力とする「いがみ合う“双子”」を無力化できる。ただし、これは両者の力が拮抗している場合に意味があり、力の差があると良い相性でも共鳴せず、悪い相性でも優位に立てない。
特定の感情・行為に反応して能力を発揮し、力を使うとスフィアが光り輝き、独特の共鳴音を発する。対応する星座が宿す次元力を引き出すための鍵であり、共鳴が進むと「黒の英知」に触れることも可能となる。
その正体はかつて惑星エス・テランで作り出された、次元力制御システムである人造神「至高神ソル」が自我に目覚め、「御使い」の行動を戒め己の存在への悔悟から自分を破壊した際に「黒の英知」と共に生まれた12の断片。スフィアの一つ一つがソルの感情を司る存在である。
OGシリーズ……OG世界にもそれらしき物体があるらしく、「十二の鍵を集め、至高天を目指す」目的があったことをダークブレインが明かしている。ギリアムも過去に同じ目的を持っていたらしい。
牡羊座
「偽りの黒羊」のスフィアとしてアイム・ライアードが所持。アリエティスで運用されている。
「嘘」によって覚醒・活性化する（劇中ではルルーシュやスザクの「嘘」に反応して因子を高めていた）。故にリアクターは力を引き出すために息をするように嘘を吐き続けなければならない。反作用は言語の混乱。感情が高ぶると喋る内容が意味の通らない言葉の羅列となり、同調が極度に進むと文字化けのようなセリフになってしまう。その本質は「真実と虚偽の境界の喪失」であり、喋る言葉は嘘か真実なのか判別不能となり、己の死という真実すら偽りにし、虚構の自分を実体として存在させることができる。
このスフィアは元々はアイムのいた世界で発掘されたオーパーツであったが、共鳴前から確固たる意志を持っており、経歴を詐称してオーパーツ解析チームに入ったものの思うように結果が出せず、進退窮まっていたアイムの意志を取り込んで意のままに動かし、器となるアリエティスを作らせた経緯を持つ。相反する感情を嘘で制御することにより「いがみ合う双子」を無力化できるが、これは通常のスフィアとしての相性であり「いがみ合う双子」が真のサード・ステージに至っていた場合はスフィアを制御する力により、逆に無力化されてしまう。
特殊能力としてのスフィア・アクトの効果は不明（破界篇・再世篇には存在しない能力のため）。疑似スフィアの能力は気力140以上で10マス以内にいるユニットの照準値を低下させる。
牡牛座
「欲深な金牛」のスフィアとしてストラウスことエルーナルーナ・バーンストラウスが所持。プレイアデス・タウラで運用されている。
「欲望」によって活性化する。エルーナルーナの場合は戦闘に対する欲求で活性化している。崩壊の条件もまた単純で、欲求がなくなったところで無力化する。
スフィア・アクトは他者の力を奪い取ること。ゆえに、「奪われる痛みに耐える」ことが力となる「傷だらけの獅子」と相性が良い。特殊能力としての能力はフェイズ開始時に自分から10マス以内にいるユニットのENを40減少させる（疑似スフィアも同じ）。
双子座
「いがみ合う双子」のスフィアとしてヒビキ・カミシロが所持。ジェニオン・ガイで運用されている。元々はガドライト・メオンサムが所持し、ジェミニアで運用されていたが、時獄戦役末期にヒビキに奪取された。
「相反する感情」によって覚醒・活性化する。ガドライトの場合は故郷を失った憤怒と無力への諦観、ヒビキは運命に屈する絶望と運命に抗う希望が力を引き出す鍵となっている。ガドライトは「サード・ステージ」に移行したリアクターであり、「表に出る感情を反転させる」力でスペースノイド・アースノイドの対立をあおり、開戦へと仕向けていた。
ガドライトが反作用を受けていなかったため、サード・ステージに入ると反作用がなくなると考えられていたが、実際には「精神破壊」という反作用が存在した。「いがみ合う双子」の力を強く引き出すには相反する感情をより強める必要があるのだが、どちらかを選ぶと力が使えないのに対し、どちらも選べないという迷いの状況に陥ると、感情の振れ幅がゼロになる、つまり立ち往生の状態になって精神が破壊されてしまう。ヒビキはバルビエルとの闘いにおいて究極の選択を強いられた結果、希望に頼れず絶望にも堕ちられない板挟みになり、人格が崩壊してしまった。ガドライトが反作用を受けていなかったのは、最初からこの領域に挑まなかった、つまり反作用を受けるべき状況になかったためである。
真の力を引き出すには、相反する感情の衝突ではなく、相反する感情を両立させ、その上でそれを乗り越えることが必要。いわば、プラスとマイナスの狭間から抜け出し、それを外から己がものとすることが必要となる。これは、元々相反する感情を司っている他のスフィアを統合する能力が原因。
なお、このスフィアは感情のバランスが崩れると制御が利かなくなり停止してしまう。また、相反する二つの感情を意志によって制御する、つまり嘘をつかさどる「偽りの黒羊」との相性は最悪。
後に明かされた真実によれば、「いがみ合う双子」は12のスフィアの核となる存在であり、スフィアそれぞれが司る感情を統合・制御する役割を持っている。ガドライトが至ったのは通常のスフィアとしてのサード・ステージであり、真のサード・ステージに至った場合のスフィア・アクトは「霊子とのシンクロ」。生命は元より、物質からエネルギーまで、宇宙の全てに宿る意志たる霊子と人間を同調させ、真化融合を擬似的に起こす。他のスフィアへ干渉し、制御することも可能であり、本来なら最悪の相性である「偽りの黒羊」すら無力化することができる。特殊能力としての能力は複数存在し、ガドライトが持っているジェミニアの能力は「気力130以上でフェイズ開始時に全ての敵パイロットの気力が3減少する」、ジェミニオン・レイの場合は「気力150以上で全自軍パイロットの技量が10上がる」。疑似スフィアの場合、ジェミニアの能力の効果範囲が自機から10マス以内に減少し必要気力が140になる。
リアクターの洗礼名は「アムブリエル・ジ・オーバーライザー」。
蟹座
「沈黙の巨蟹（ちんもくのきょかい）」のスフィアとして尸空が所持。尸逝天で運用されている。
「虚無」によって覚醒・活性化。
虚無とは人間の持つ要素のうち、表に決して出て来ない「死」の体現であり、「太虚」と呼ばれる、「消えようとする力」の因子が必要となる。ゆえに、生きている人間ではこのスフィアを発動させることは決して出来ず、かと言って死者にも不可能である。
生きながら太虚の因子を持つ死者の魂の導き手、すなわち「鬼宿」の一族のみがこのスフィアのリアクターとなり得る。そのため、揺ぎ無い意志によって「生きようとする力」を励起し、「生きている」ことを体現する「揺れる天秤」のスフィア・アクトを受けると虚無が乱され、力が崩壊してしまう。
スフィア・アクトはその虚無により、他者の情動を凍結させること。尸空もまた「サード・ステージ」に移行したリアクターであり、この力でZ-BLUEの精神の高揚を抑圧していた。特殊能力としては気力130以上（天獄篇では140以上）で、自機から10マス以内にいるユニットはSPの回復ができなくなる。パイロットの技能はおろか強化パーツや歌による回復も不可能になる。疑似スフィアも同一。
至高神ソルの「死への衝動」を司っており、かつて至高神ソルが自ら死を選ぶことができたのも、このスフィアの感情があったからこそである。
リアクターの洗礼名は「ムリエル・ザ・ゲート」。
獅子座
「傷だらけの獅子」のスフィアとしてランド・トラビスが所持。ガンレオンで運用されている。
「痛み」の叫びによって覚醒、「忍耐」によって活性化し、力を使う度に反作用でランドの体に負荷がかかるというリスクがある。スフィアの力を使うと想像を絶する耐え難い激痛（ランド並みの肉体と精神で何とか耐えられるほど）を与えるが、一過性のもので、次元力を使わなければ何も起こらない。これに耐えられず悲鳴を上げてしまうと、次元力が暴走して時空振動を引き起こしてしまう危険性をはらむ。他のスフィアと違い特殊な状態にあり、ガンレオンとセットで時空間を彷徨っていたり、メールが死亡した際、ガンレオンから抜け出して融合し、本来とは逆に命を吹き込んで蘇生させた（ただし、身体の成長は停止している）。このためか本来共鳴者ではないメールの意思によってスフィアの力が解放されるようになり（逆にリアクターであるランドの方はスフィアの起動が出来ない）、これはスフィアがガンレオンに戻っても同じであった。
スフィアの中ではもっとも覚醒の度合いが低い。これは、マグナモードの起動とその間の攻撃という僅かな時間しか稼動しないため、稼動の度合いによって覚醒が進むスフィアには都合の悪い事態となっていることによる。ガンレオンの動力源はスフィアと何らかの燃料で動くエンジンであるが、多元戦争時には同時にメールの中にもスフィアが分割されて存在していたことが天獄篇で明らかになっている。
連獄篇においてはランドの覚醒の進行とガンレオン自身の意志によりステージシフトが起きており、マグナモードを常時起動可能となっている。
スフィア・アクトは痛みに耐えて戦う強い意思を仲間に伝播させる、つまりは根性を見せる力。痛みを与えてくる「欲深な金牛」との相性が良好。特殊能力は気力150以上で全自軍ユニットの防御が10上がる。疑似スフィアの能力は気力140以上で自身から10マス以内に存在する敵ユニットのHPがフェイズ毎に10％ずつ減少する。
リアクターの洗礼名は「ウェルキエル・ザ・ヒート」。
乙女座
「悲しみの乙女」のスフィアとしてセツコ・オハラが所持。ガナリー・カーバーに搭載され、バルゴラ・グローリーによって運用されている。
「悲しみ」によって覚醒・活性化する。ガナリー・カーバーの出力とセツコのパイロットとしての技量が飛躍的に上昇（セツコが主人公の場合のみ）した。反作用は「感覚の過敏化」。リアクター自身にスフィア・アクトが発動することで感覚が鋭敏になるが、轟音を聞いた時に耳が一時聞こえなくなるように、戦闘が終わる＝バルゴラを降りてスフィア・アクトから外れると、反動が来て五感が機能しなくなり、徐々に慢性化していく。プレイヤー部隊側にあったスフィアではもっとも早くサード・ステージへの移行が進んでおり、再世篇でセツコが「悲しみの感情を探知する」ことができたのはサード・ステージへの移行が進んでいたためである。
スフィア・アクトは他者の心にリンクし、哀しみを持って負の念を中和すること。そのため、憎しみを力とする「怨嗟の魔蠍」のスフィアを無力化することが出来る。特殊能力は気力150以上で全自軍ユニットの回避が10上がる。疑似スフィアの能力は気力140以上で自身から10マス以内に存在する敵ユニットのSPがフェイズ毎に5ずつ減少する。
リアクターの洗礼名は「ハマリエル・ザ・スター」。
天秤座
「揺れる天秤」のスフィアとしてクロウ・ブルーストが所持。ブラスタに搭載され、後にリ・ブラスタに移動されている。
当初は「動揺」によって活性化すると思われ、当初は特にスフィアは大きな動きを見せておらず不都合を負った様子はなかったが、後に「迷いの中でも折れることのない強い意志」によって覚醒・活性化し、反作用によってその強い思考以外の他のことを全く考えられない状態になった。しかし、筋金入りの守銭奴であるクロウは無意識でも金の音は聞こえているため、これを利用して正気を保つ「コイン・ドロップ・システム」によって自意識を保っている。しかし、このシステムは守銭奴のクロウ以外には効果がないため、仮に彼以外の者が共鳴すると自力での反作用に対する対処が困難で他者に直接・間接的問わず被害を及ぼす可能性を孕んだ極めて危険なスフィアである。サード・ステージへの移行が進んでもその反作用を完全に克服することはできなかったため、CDSの使用が欠かせない。
元々はクロノ保守派が保持していたスフィアであり、エルガンが離脱時に持ち出したものをアクシオン財団に渡し、そこからスコート・ラボに持ち込まれた。サイデリアルはスフィアとリアクターを生かしたまま組織に迎えることを目指しているが、このスフィアはリアクターが抵抗の意志を示した場合、無理に従わせると力が崩壊してしまうため、その場合は抹殺あるのみとしている。
このスフィアの本質は、揺ぎ無い意志によって「生きようとする力」を励起し、「生きている」ことを体現する部分にある。スフィア・アクトはその意志を伝播し、存在の力を励起すること。ゆえに、「生きながら死んでいる」虚無を力とする「沈黙の巨蟹」を無力化することが出来る。特殊能力は気力150以上で全自軍ユニットの命中が10上がる。疑似スフィアの能力は気力140以上で自身から10マス以内に存在する敵ユニットの移動力が3減少する。
リアクターの洗礼名は「ズリエル・ジ・アンブレイカブル」。
蠍座
「怨嗟の魔蠍」のスフィアとしてバルビエル・ザ・ニードルが所持。アン・アーレスで運用されている。
「憎悪」によって覚醒・活性化する。スフィア・アクトは他者の心に秘められた憎しみを暴走させることであり、「サソリの毒」と形容される。さらにバルビエルはナノマシンと併用することで広範囲にスフィア・アクトの効果を伝播させる。しかし、憎しみは拒絶の感情であると同時に愛情や信頼の裏返しでもあるため、それを哀しみ共感、受け入れることを力とする「悲しみの乙女」のスフィア・アクトによって無力化されてしまう。また、あくまで憎しみを生み出すのではなく、解放する能力であるため、心に秘めた憎しみが乏しい人間に対しては相対的に効果が薄くなる。特殊能力は気力140以上で自身から10マス以内に存在する敵ユニットの装甲値が低下する。疑似スフィアも能力は変わりない。
リアクターの洗礼名は「バルビエル・ザ・ニードル」。
射手座
「立ち上がる射手（たちあがるしゃしゅ）」のスフィアとしてアウストラリスこと次元将ヴィルダークが所持。戦闘義体ヴィルダークで運用されている。ヴィルダークはこれを元の持ち主であったリアクターを倒し、奪い取った。
「反抗心」によって覚醒・活性化する。誰かに屈して従うと、その力は壊れる。
スフィア・アクトは他者に反抗し、攻撃的なプレッシャーによってその力を削ること。特殊能力は気力140以上で自身から10マス以内に存在する敵ユニットの与える最終ダメージが0.9倍に減少する。疑似スフィアの能力も同一。
リアクターの洗礼名は「アドナキエル・ザ・ジェネラル」。
山羊座
「知りたがる山羊」のスフィアとしてアサキム・ドーウィンが所持。シュロウガ・シンで運用されている。
「好奇心」によって活性化する。真相を明らかにする、嘘を見抜くといった能力を持っており、暴いた対象の過去を他人に見せることが出来る。アサキムの台詞から、前の所持者は女性らしく、その力でアサキムの過去を覗いて闇に落ちたらしい。虚構を司る偽りの黒羊との相性は最悪であり、嘘を暴かれることによって無力化されてしまう。スフィア・アクトの特殊能力は疑似スフィアにのみ設定されており、気力140以上で自身から10マス以内に存在する敵ユニットはバリアが使用できなくなる。
水瓶座
「尽きぬ水瓶」のスフィアとしてユーサー・インサラウムが所持。聖王機ジ・インサーで運用されている。
「愛」によって覚醒・活性化し、反作用で次元力を使う度に内部から負荷がかかって肉体が崩壊し、サード・ステージへ移行できなければ最終的には肉体の完全消滅という形で死に至る。スフィアの中で一番覚醒が難しいらしく、王に不可欠な要素が覚醒条件となっており、並大抵の慈愛では覚醒せず、覚醒したら反作用によってスフィアを奪われなくても死ぬだけであり、それを回避するにはサード・ステージへ移行しなければならない。これを最大限に発揮させるためには、国の滅亡を救うほどの慈愛が必要であり、そのためアイムは聖インサラウム王国を滅びの危機に瀕するように仕向けた。アサキムもこのスフィアの覚醒のためにそのように仕向けるつもりだったので、所有していること自体が国を滅びに向かわせる要因となっている。なお、その本質は「自己判断による他人の救済」であると言え、「自己判断による選択の尊重」を本質とする「揺れる天秤」とは尊重する相手が他人か自分かというだけで似た本質を持つ。
スフィア・アクトの特殊能力は疑似スフィアにのみ設定されている。特殊能力は気力140以上で自身から10マス以内に存在する敵ユニットは、EN回復が不可能になる。
魚座
「夢見る双魚」のスフィアとしてアサキム・ドーウィンが所持。シュロウガ・シンで運用されている。
「夢」によって覚醒・活性化する。夢が破れて挫折する、あるいは叶って満足すると力が崩壊する。
スフィア・アクトの特殊能力は疑似スフィアのみに設定されており、気力140以上で自身から10マス以内に存在する敵ユニットの運動性が低下する。
スフィアに共鳴した者は最後の1人になるまで次元を超えた戦いを繰り広げるとされており、アサキムはこの戦いを「聖戦」と呼ぶ。最終的には1人の手に12個が握られることで太極への道が開かれるらしい。スフィアは共鳴する前に所有者が死亡すると新たな主を求めて次元を彷徨う性質（この際にアサキムの推測によれば、前の所有者の意志が次の所有者に何らかの影響を及ぼすこともあるという）を持っており、スフィアを奪うには共鳴後に所有者を殺すなど特定の手段が必要があるらしく、例えばアサキムは他にもシュロウガでの殺害にこだわっていた。またヒビキの場合、「いがみ合う双子」を搭載したジェミニアと自身のジェニオン・ガイが酷似した姿を持っていたことから収斂現象が発生、制御を失ったガドライトからスフィアを強引に奪取している。また、多元時空のような例外があるとはいえスフィアの基本性質上、各次元に散らばった状態であり、収集者は次元を超える力を持っている必要がある。つまり、この戦いに参加できるのは“呪われし放浪者”のみである。また、基本的にセカンド・ステージ以降のリアクター同士でなければ奪取は出来ない。
ただし、共鳴しても殺されず天命を全うした場合は例外で、同調が解け、器となっている機動兵器ごとその場に残って休眠に入り、新たなリアクターを待つことになる。
強奪したスフィアは当初はファースト・ステージであり、次元力を行使したりオリジン・ローの流れに触れることによってステージが上がる。
スフィアの正体は人間の様々な感情の具現であり、太極はその集合体であり、矛盾を孕みながらも生き続け、存在し続ける人間の化身。その中で唯一「プラスとマイナス」という二極の感情を力とする「いがみ合う双子」は、陰陽の概念から成る太極のミニチュアとしての側面を持ち、ゆえにこそ他の11を統べる力を持つ。そのためこのスフィアだけは、条件さえ揃えばリアクター以外の者が起動させることも可能。天獄篇においては真の時空修復のため至高神Zを乗っ取るべく、Z-BLUE全員でヒビキに同調し、束ねた意志を持ってスフィア・アクトを発現させた。そして、多元世界が超多元世界へと修復されたことでスフィアはその役目を果たして至高神Zに取り込まれた8つは因果地平の彼方へ消滅、Z-BLUEの手にあった残りの4つも機能を停止。死したリアクター達の魂も輪廻の環へと解放されることとなった。
スフィア・リアクター
Zシリーズ……スフィアに共鳴し、その力を行使する存在。また、発現する能力、代償はスフィアによって違い、「悲しみの乙女」のように後々まで継続する場合もあれば、「傷だらけの獅子」のように一過性の場合もある。また、他人の存在が必要なものと不要なものが存在する。反作用を受けるのは最初に共鳴したスフィアのものであり、別のスフィアを奪い取った場合は力を行使してもその反作用を受けることはない。スフィアの活性具合によって段階があり、最も活性化した状態の「サード・ステージ」へ移行したスフィア・リアクターはスフィアの司る属性に応じた事象の制御を「スフィア・アクト」として発生させることが可能となる。代償の正体はスフィア自身が事象の制御を行えるかをリアクターに課す試練であり、故にこそ力を引き出す感情を阻害するような代償を与える（悲しみの乙女ならば"悲しみ"を感じる為の五感を奪う、傷だらけの獅子ならば"忍耐"に対して耐えがたい苦痛を与える、揺れる天秤ならば"折れない強い意志"を奪う為一つの事しか考えられなくなる等）。これを乗り越えた者のみが「サード・ステージ」へ至ることができる。
人造スフィア
Zシリーズ…… 次元力を操作するために開発された人の手による鍵。オリジン・ロー、源理の力、大いなる力を手に入れるために、各勢力で盛んに研究・開発が行われているが、その危険性から次元力も含めてその研究が禁じられている場合もある。各項目の詳細は用語一覧や機体一覧を参照。
カオス・カペル/カオス・レムレース
ジ・エーデル・ベルナルによって開発された機体で、限定的ながらも次元力を制御するシステムが搭載されており、特にカオス・レムレースはバルゴラ又はガンレオンのスフィアのデータを得たことで高い完成度を持っており、並行世界への干渉や生命エネルギーを利用することもできる。
次元力反応炉/DEC反応炉
前者はインサラウム製・後者はアクシオン財団製。DEC（ディメンション・エナジー・クリスタル）を燃料に次元力を汲み上げ、膨大なエネルギーを発生させることができる。付属して時空震動システムや次元移動機能を有する。
アークセイバーシリーズ
インサラウム機動兵器は、その全てがスフィア搭載機である聖王機ジ・インサーを源流としたレプリカの側面を持つため、次元力を動力源とし、限定的ながら次元力制御を可能としている。基本的に、ナイトオブナイツ専用機であるディアムド以外は、団員の個性や要望に合わせて建造される。また、各機体の名称は宝石を由来としている。
D（ディメンション）エクストラクター/Dエクストラクター+/DエクストラクターS
アンブローン・ジウスによって開発された疑似的な量産型スフィア。次元力を抽出して搭載機の動力源となるだけでなく、搭乗者の意思に反応して出力・攻撃力・防御力を高める。反面、搭乗者の心が不安定であったり、迷いがあると不調を起こすこともある。また、精神力で次元力制御を行っていることを応用して、周辺エリア内の生物が持つ無意識下の不安や恐怖を増幅させることも可能である（ZONEの出力が不可欠だが）。Sはジ・エーデル・ベルナルが改造したもの。
ZONE/マイクロZONE
周辺の物体から存在が世界に在るための次元力を引き出してエネルギーを得ることができる装置で、Zodiac Of New Energyの略である。存在の力である次元力を吸収されたものは、生物・無生物問わず砂のようになって崩れ落ちててしまう。DECを使用したレンズを中心部に搭載しており、これを破壊することで機能停止に追い込めるが、中心点は次元力による断層障壁を張っているため、並大抵な攻撃力では傷一つ付けられない。対策としては、スフィアのように次元力を発生させ続けるものを撃ちこむことで世界からの次元力抽出を妨げられる。構造上、内部では膨大な次元力の奔流が発生しており、スフィアの共鳴者はこの中でその本質である「オリジン・ロー」の流れに触れることでスフィアの力をより引き出せるようになる（器の機動兵器が共鳴者に合わせて最適化される）。なお、中心部は普段青だが、暴走状態だと赤くなる。開発当初から制御に問題があり、当初は緊急停止できず聖インサラウムを滅ぼしてしまい、ZONEの力に依存するルーク・アダモンは直接攻撃を受けると力のバランスが崩れて障壁が消えたり洗脳が解けてしまい、ZONEブレイカーによる瞬発的な次元力の干渉で機能不全を起こす。計6つのZONEが設置されたが、確実に機能停止しているであろうZONEはガイオウが破壊した1つで、火星のZONEは世界の代わりにアサキムから次元力を吸っているだけで実質まだ稼働中、残り4つはZONEブレイカーで停止しているだけなのでアンブローンが行ったように外部から次元力を撃ち込めば再起動する可能性も否定できない。なお、ZONEは次元力を引き出さなければ、たくさんの人の意思を増幅し発信する（トライアはこれを「スピーカーとアンプ」と表現した）ことができ、アクシズ落としを装ったシャアによる次元修復時にミスリル、ソレスタルビーイングの協力で地球上に散布されたGN粒子とフロンティア財団提供のフォールドクォーツ、Zチップにより集められた人々の意思を集約する役目を果たした。後に機動兵器に搭載可能なレベルまで小型化したマイクロZONEが開発されている。小型のためか周囲の次元力を吸収しすぎて破壊することはない模様。
ZONEブレイカー
スフィアや世界そのものに代わり、ZONEがのぞむ次元力を提供する瞬間的出力を高めたDエクストラクターといえる。ZONEのバランスを崩すほどの次元力を生むために当初は使用者の命をかける必要があったが、後に改良された模様。ZONEブレイカーを使用したZONEは機能不全で停止しているだけなのか、外部から次元力を撃ち込むことで無理矢理再稼働させることもできる。詳細は不明だが、カルロスがガイオウから受け取ったリヴァイヴ・セルを元にしているらしい。
TS-DEMON（ティーエス・デーモン）
ジェニオン・ガイの動力となっている次世代型次元力制御機構。「いがみ合う双子」を模した人造スフィアであり、オリジナル同様「相反する感情の衝突」をトリガーにモードシフトを行う。正式名称は「Tactical System- Dimention Energy Management Operation Next」。
人造スフィアの中ではもっとも完成度の高いものの一つだが、「いがみ合う双子」と異なり事象制御は出来ず、また出力自体も大幅に劣る。そのため、開発直後にリミッターが施され、機能の大半を封印した仮の姿で運用されていた。ヒビキやAGはこの「仮の姿」をジェニオンと呼び、本来の姿をジェニオン・ガイと呼称するが、本来の「ジェニオン」は強襲形態を示す。
G.A.I.モードを起動した後はセカンドモードに切り替わり、それがさらに「ヘルヘイム」「ミドガルズオルム」「ヴァナルガンド」「ニーベルング」の4パターン存在。これらを切り替えることで事象制御を行い攻撃するのだが、当初は出力不足によりニーベルングは使用不能であり、「いがみ合う双子」を奪取したことで解禁された。また、この時ヒビキがリアクターの資質を持っていたことから、「いがみ合う双子」を制御し、そのコントロールを行うようになっている。
さらにジェミニオン・レイへと変形する際にサードモードである本来の姿「戦術システム　ディアボロス・エクス・マキナ」へと切り替わり、新たな攻撃プログラム「バルムンク」が解禁される。この時表示が「Tactical System-Diabolus Ex Machina ON」に変わる。
ジェミニア
修復の際にジェニオンに奪われた「いがみ合う双子」に代わる人造スフィアが搭載された。地球よりも格段に次元力の研究が進んでいるサイデリアルの技術で造られており、スフィア・アクトこそ使えないが、動力としてはスフィア搭載時と変わらぬ性能をジェミニアに与えていた。
フェイク・スフィア
御使いの持つスフィアのコピー。元々スフィアとは御使いが自分たちのために作り出した至高神ソルの残骸の一部ということもあり、他の勢力が模倣した贋作に対して、真に迫った性能を誇る。さらにスフィアの力を引き出す為だけに生み出された人造生命体ネオ・リアクターと併用することで、オリジナルの持つスフィア・アクトすら使用できる。オリジナルのスフィアの性質に対応した12個が用意され、これを恒星間航行の可能な文明すら2機あれば滅ぼせるゼル・ビレニウムに搭載することでてアドヴェントは絶大な戦力を作り出した。
ソーラリアン
スコート・ラボが中心となり開発された、地球とそれに協力するすべての勢力の技術者達の英知の結晶たるオリジン・ロー制御システム。Zクリスタル、DEC反応炉、次元力を無限に汲み出すエスター（彼女自身の保護の意味もある）など考えうる限り最高の地球側次元科学の到達点であり、もはや人造スフィアというより至高神ソル（無論規模は隔絶して異なる）に相当しうるシステムといえる。

時粒子
ズフィルード・クリスタル
ゾル・オリハルコニウム合金
ターミナス・エナジー
特異点
旧シリーズ・OGシリーズ……グランゾンを参照。
Zシリーズ……旧シリーズ・OGシリーズと違い、数学的特異点とは別の意味を持つ。そのため機体の動力源とはなっていない。Zシリーズにおける特異点とは「世界情勢の中心に位置する人物」を指しており、原作で特異点だったオーガスの桂とオルソン以外にも、セカンド・ブレイクの際にはZEUTHの面々、『第2次Z』ではZEXISの面々もまた特異点となってしまった。『第3次Z』では新生時空振動の際にシャアとフロンタルも特異点となっている。また、「その存在が世界の行く末をも左右しうる巨大な何か」を大特異点と定義している。
トロニウム
プラーナ
マシンセル
無限力（むげんちから）
第3次α……単語そのものは「伝説巨神イデオン」の用語。知的生命の意思集合体にして運命そのものでもある無限の力であり、意思を持った超エネルギーの集合体。アカシック・レコードとも呼ばれる。「正の無限力」と「負の無限力」の二つが存在する。劇中ではゲッター線、イデ、ビムラーなどが正の無限力に属するものとして描写された。また対極の「負の無限力」は、コスモ曰く「反イデ」。クォヴレーのシナリオで言及されており、ディス・レヴの動力を始めとする悪意や怨霊の集合体だとされている。ケイサル・エフェスはこの「負」の無限力の化身と言える。
MX……『MX』の世界もまた無限力に支配された世界であるらしく、ガデスや渚カヲルによりそのことが明言されている。ガデスは「死と新生」の運命から逃れるためハイリビードを狙い、カヲルは『第3次α』の世界で『MX』の世界と酷似したキーワードを持つ世界が滅びの運命からは逃れられず滅亡したことを語っている。
メテオ3 (Meteor 3)
OGシリーズ……新西暦179年、アイドネウス島に落下した隕石の名称。西暦時代に落下した二つの隕石に続く三番目の隕石であることから名づけられた。世間一般にはただの隕石として公表されていたが、メテオ3は落着寸前に減速しており何者かの意図をうかがわせていた。
EOTI機関による調査の結果、人工物であることが判明。内部からは地球外知的生命体に由来する数々の超技術「EOT」、レアメタル「トロニウム」、そして異星人の保有する人型機動兵器の概念図が発見され、特に軍事技術面において人類に飛躍的な進歩をもたらした。
その後、ある「危険性」を予測したビアンにより、調査の完了したメテオ3には重力アンカーが仕掛けられ厳重に封印される。その危険性はL5戦役の最終局面において現実のものとなった。
ラズムナニウム
C.U.B.E.（キューブ）

## 組織・企業関連

### あ行
暁の牙
第2次Z 再世篇……破界篇でカルロスの煽動で作られたテロ組織、世界解放戦線（W.L.F.）の残党が結成した傭兵団。特に武闘派だった面々が結成したが、その実態はどのような依頼でも自分たちの利益になれば受けるという節操のない集団であり、犯罪組織に近い。
アクシオン財団
第2次Z 破界篇……第2次Z世界でのトップクラスの経済力を持った組織で、テロリストなどとも繋がりがあったが、カルロスがインペリウムに参加した後は世界からの鼻つまみ者となってしまった。破界事変の後に解散に追い込まれる。
アシュアリー・クロイツェル社
アプリリウス同盟軍
Z……アクシズが地球圏に帰還した際に新連邦に対抗するためにエゥーゴ、ザフト、宇宙革命軍、アクシズによって結成された同盟。のちにエゥーゴはブレックスの暗殺を期に脱退。ルート次第ではアクシズもデュランダルを危険視し脱退する。
アンセスター
イスルギ重工 (Isurugi Industries)
OG……造船、発電所設備、航空機製造などを総合的に扱う大企業。本社は日本に置く。特に航空宇宙分野で実績を持ち、軍需産業界でも大手。連邦軍向けにF-32戦闘機やペレグリン級宇宙艦を生産する一方でEOTI機関とも関係があり、DC戦争時にはAMの製造を行った。リオン系AMはDCおよびコロニー統合軍の主力機であり、後に連邦軍でも主力量産機となったが、それにはイスルギの有する地球圏随一の生産力が影響していた（ビアン博士は当初からこの点を考慮していたと言われる）。L5戦役中にレンジ・イスルギ社長が死亡し、娘のミツコが後を継いだ。なおDCに与した背任行為に対しては、DC戦争後は連邦政府に協力姿勢を示していることから不問に処されている。ミツコ新社長は利益第一の方針を強化し、連邦軍のみならずゲリラや異星人にも自社製品を売り込むなど手段と取引先を選ばず活動した。またプロジェクトTDの囲い込みやウォン重工業のM&Aを成功させ、マオ・インダストリー社の買収も画策した（これはリン・マオ社長に拒絶された）。事業拡大が進む一方、新型機動兵器の開発ではマオ社ほど顕著ではなく、ガーリオン以降は多少の派生型のみに留まっているが、シャドウミラーとの交渉により「この世界には存在しない兵器」のデータを得るなどしている。その他、詳細不明の新型機とそれによって構成される自社専属の部隊設立を計画している模様。『第2次OG』ではアルテウルに接近し、レリオン、ケルベリオン、サイリオンなど新型のAMやエア・クリスマスといった新型兵器を優先的に提供しガイアセイバーズを全面的に支援した。
イディクス
インスペクター
ヴァルストークファミリー
ウォン重工業
エアロゲイター (Aerogaters)
α……帝国監察軍の地球側の名称。
OG……L5戦役（『OG』）で地球に攻めてきた異星人の地球側の呼称。南極事件で接触した異星人もエアロゲイターとされている（使用した戦艦こそエアロゲイター製だったが、実際に接触した異星人はゲストであった）。
スーパーロボットスピリッツ……『OG』と同じく、L5戦役で地球に襲来した異星人の名称。本作では地球側が付けたコードネームではなく、自らエアロゲイターと名乗っていた。その正体は未来の地球、惑星ゾラの支配者イノセントの宇宙勢力であるネオ・イノセントの地球防衛システムだった。過去の世界を侵略してきたのは、未来でネオ・イノセントと敵対する帝国軍（ゼ・バルマリィ帝国）に操られたためであることがエンディングで判明する。
エグゼクター
ZSPD……時空修復により安定し平穏が訪れたはずの多元世界に突如として現れた謎の無人機軍の総称。その正体は謎の黒きオーバーマン・XAN-斬-を制御装置とする「エグゼクターシステム」である。時空崩壊後の破壊と再生の破壊の部分を担わせるために黒歴史の時代の人類が残したシステムであり、エグゼクターという名称はシステム名からとられている。その役目は時空崩壊後、残る文明の痕跡を徹底的に破壊し、地球を完全な更地に戻してしまうためのもの。最後の起動は12000年前であり、分岐した世界のうちランドがいた世界において発動されている。保有戦力は当然ながら全て無人機であり、各地のマウンテンサイクルを貯蔵庫としている。月光蝶の力を持つターンタイプ、オーバーフリーズ能力を持つオーバーデビルとその眷族達、キングゲイナーは別格の力によって主力とされている。XAN-斬-はそれらの統括管理・制御を受け持つマスターコアである。時空修復をきっかけとして作動し各地のマウンテンサイクルから出現した後、戦力の一部である∀ガンダムとキングゲイナーを引き入れて世界を破壊しようとしたが、再集結したZEUTHによってXAN-斬-が破壊されたため、機能を停止する（ただ、XAN-斬-は内心では文明破壊に対し否定的であり、システムを破壊してもらいたいと思っていたようである。そのため、人のいる場所を攻撃対象から外し、無人の施設のみを破壊していた）。
エルンスト機関
オクトパス小隊（カチーナ小隊）
OGシリーズ……ヒリュウ改所属のPT・AM・特機混成部隊。初期メンバーはカチーナ・タラスク（コールサインはオクト1）、ラッセル・バーグマン（オクト2）で、当初はF-28戦闘機を運用する飛行部隊であった。DC戦争 - L5戦役にかけてはタスク・シングウジとラーダ・バイラバンもメンバーとして扱われ、L5戦役終結後にタスク（オクト4）とレオナ・ガーシュタイン（オクト3）が正式に配属された。『OG』および『OG2』では「カチーナ小隊」と呼称されていたが、『DW』以降現在の名称で統一されている。なお『DW』では初登場した南極事件の時点でPTを運用しており、タスクがオクト3としてパイロット登録されていた。それに伴い、『DW』DVD第9巻収録の第26話ではレオナのコールサインがオクト4になっている。
オルケストル・アーミー
無限…フォルミッドヘイムの特殊部隊。10年戦争時にフォルミッドヘイム側の戦力として戦果を上げたが、そのほとんどが10年戦争時に失われた。ゲーム本編に登場するオルケストル・アーミーの構成員は、エイゼルとカッツェを除き「再編成組」（ヘンネ談）で、10年戦争後に壊滅したオルケストル・アーミーをエイゼルが再構成したもの。赤と黒の2色で構成された、専用の服を着ていることが特徴。ファントム、ナハト、アーベントは10年戦争時にフォルミッドヘイムがオルケストル・アーミーと共に戦力として投入したものだが、戦後理由は不明ながらフォルミッドヘイムのコントロールを離れている。オルケストルとはフランス語でオーケストラのこと。
EXCEED…新フォルミッドヘイムに所属。人手不足らしく、ヘンネが世界中を飛び回って入隊希望者を募っている。世界統合後にブロウニング・ファミリーからアシェン・ブレイデルが復興支援の名目で派遣されて来ており、10年戦争末期に部隊を辞めたカッツェ・コトルノスも事実上復職している。
オルトロス隊
OE…ミューカス、インベーダー、機械化帝国などの地球外からの脅威に晒される中、連邦とジオンで戦争をしている場合ではないと判断したキシリア・ザビが和平工作を目的に設立した部隊。ジオン側の味方と言って差し支えない部隊だが、立場上コネクト・フォースとも交戦する場合もある。構成員はキシリアに賛同するジオン系の他、連邦系の軍人も加わっている。

### か行
外宇宙方面軍
カイメラ
ガイアセイバーズ
第2次OG……修羅の乱の後、地球連邦大統領グライエン・グラスマンにより創設された大統領直轄の部隊。地球連邦軍から独立した特殊部隊で、公表前から「GS」の通称で知られていた。本拠地は旧アイドネウス島を再度要塞化した「グランド・クリスマス」。
部隊は蘇ったイーグレット・フェフが作り出したマシンナリー・チルドレンのみで構成されたアルファ・セイバー（隊長はエグレッタ・ウーノと名乗るイーグレット・ウルズ）、ドゥバン・オーグが隊長を務めるベータ・セイバー、アルベロ・エストが隊長を務めその配下にアルジャンクラスのブーステッド・チルドレンで構成されたガンマ・セイバー、ジンライと量産型ジンライのみで構成されたデルタ・セイバー、そして他の部隊のよりも権限が強化され、独立行動が許されているアーマラ・バートン単独のオメガ・セイバーで構成されている。
ゲスト襲来の情報を事前に掴んでおり、ゲストの第1次地球降下作戦を完全に阻止することで鮮烈なデビューを飾る。大統領を同行しての作戦行動中、鋼龍戦隊に「反連邦勢力との接触」というでっち上げの嫌疑を掛けて戦力の接収を強行、謀略によりグラスマン大統領の乗った専用機を破壊させ、鋼龍戦隊に大統領殺しの汚名を着せ反逆者として追われるように仕向けた。
しかし特異点崩壊の現場において、シュウの策略によりゲストの司令官であるゼゼーナンとアルテウルの会談を偽装した映像が全世界に流れたことで、連邦議会から釈明を求められる立場になる。さらに連邦上層部と秘密裏に結ばれた協定を無視しガイアセイバーズが鋼龍戦隊を追撃したため、連邦軍からは潜在的な敵と判断される。ギャスパル元帥の意を受けた鋼龍戦隊によりグランド・クリスマスへの攻撃が敢行され、主だった部隊長は戦死、アルテウルも乗艦ごと行方不明になった。
いずれは「GS特権」(The privilege of the GAIA SABERS)=PGSによって独立権限が法的に保障されるはずであったが、実際には議会で審議中の段階であった上、鋼龍戦隊を反逆者に仕立て上げるというアルテウルの目的が達成されたこともあり、作中では日の目を見なかった。
実態は、アルテウル・シュタインベックを名乗るユーゼス・ゴッツォの傀儡であり、ガイアセイバーズで開発されたAI1などの成果物はすべてアダマトロンを成立させるためのパーツでしかなかった。組織の去就は不明だが、ハードルートではアルテウルと関わりの深かった者は全員逮捕されたことが語られている。
ガディソード
クライ・ウルブズ
クレディオ
CC……カイルスの前身となるプレイヤー部隊の前に突如出現した機械生命体。戦いでしか得られない自身の渇きを満たすために何度も戦いを挑み、時には死んだ人間を手駒として復活さたり、記憶を奪って自身が作った世界へ閉じ込めさせたりもする。その真の目的は、彼等の生みの親であるクレディオが望む「クレディオが未来永劫戦う事ができる戦士を育て上げ、その戦士達をクレディオの世界へ転移させる」というものであり、それを満たせない場合はその世界を滅ぼして他の世界へ転移する。最終的にカイルスによって全て倒される。
グローリー・スター
クロノ
第3次Z……人類の進化を監視する組織であり、その根は軍・財界・政界問わず幅広く張られ、地球連邦軍強硬派の後ろ盾でありそのことが軍部の暴走を招いている。時の為政者が自分たちの障害となる者は、誰であろうと殺す主義でありZ世界のジオン・ズム・ダイクンの暗殺は表向きはザビ家とされているがクロノが黒幕である。
新世時空震動で多元世界が再統合される前からそれぞれの並行世界に存在し、かつてイオリア・シュヘンベルクやエルガン・ローディックが参加していたことから少なくとも300年以上前から組織されたことが想定されるが、一枚岩ではなくイオリアとエルガンが脱会前に改革派という派閥を作っている。
その教義は「神の存在」たるラプラスの箱を守ることにある。保守派がスペースノイドの弾圧を進めるのは、「箱」の正体が宇宙世紀憲章石碑のオリジナルであり、オリジナルにのみ刻まれたスペースノイドの権利保障の章立てが連邦政府にとって不都合であるのが理由。
エルガンの死で後ろ盾を失った改革派は瓦解寸前だったが、アドヴェントの加入により持ち直している。また、改革派は保守派の離反者であるが、保守派と戦うために様々な手を講じている。それがコズミック・イラのコーディネイターであり、メガノイドである。ジョージ・グレンや破嵐創造も改革派のメンバーであった。
その歴史は、人類の宇宙進出と歩みを同じくする。それぞれの並行世界において、月に到達した人類が、あるものを発見した。それは、「人類は進化することを許されない種である」と記された何者かによる地球人へのメッセージであった。その時から、地球人は異種の知的生命体により、その歴史、その世界、その存在を「飼育」されて来た。それを残した、エルガン言うところの「管理者」は各国首脳に絶対的な力を見せつけ、存続と引き換えに服従を強要。かくして、「管理者」に、進化の監視の代行を任された人間達の組織が誕生した。これがクロノの発足である。それ以降の歴史の全ては、クロノ、つまりは「管理者」によって操作されたものであった。
「管理者」の命令により、クロノは様々な手段で人類を統制した。その最たるものが、人類を進化させる「火の文明」から「太陽の輝き」へ移る場、つまり宇宙への進出を監督することだった。それ自体は人類存続に必要であったため、クロノは移民者の自由を制限し、人類の宇宙への適応阻止を試みた。その意に沿わない、あるいは人類の進化を唱える人間……すなわちジオン・ズム・ダイクンや革命家ヒイロ・ユイのような人間をことごとく抹殺することによって。
宇宙世紀の世界では、その状況に異を唱えたクロノの一部の人間、リカルド・マーセナスを始めとする者達が事実を公表し、人々の審判を仰ごうとした。その計画は宇宙世紀憲章という形を取ったが、ラプラス事件によって闇に葬られた。かくしてクロノによる人類の統制は続いた。一年戦争すらも、スペースノイド弾圧の口実として仕組まれたものであった。
なお、「管理者」の正体は太極の使いたるサイデリアルである。これらの事実は、組織を脱会したエルガン・ローディックとイオリア・シュヘンベルグが、ソレスタルビーイング号のヴェーダの最奥部、レベル8に映像メッセージとして封印しており、メガラニカに封印されたラプラスの箱の公開に合わせ、ヴェーダ内部のリボンズ・アルマークによって世界全土に公開されるよう仕組まれていた。
ゲスト
コロニー統合軍
ゴラー・ゴレム隊

### さ行
ザ・データベース
サイデリアル
第3次Z連獄篇・天獄篇……スフィア・リアクターを中心とする詳細不明の謎の組織。複数の惑星を統御する星間連合組織であり、本隊は覇権争いのため銀河中心部で行動している。知的生命体の住む惑星に侵攻しては勢力下に置き、スフィア・リアクターを探している。また、スフィアの研究では並ぶもののない技術力を持ち、次元力の利用についてもぬきんでている。
地球の次元力を引き出すには地球にいなければならないため、スフィアを手に入れて距離の問題を解決しようとしている。
御使いがスフィアを集めるために組織した下部組織だが、名目上のトップである次元将ヴィルダークは反乱を目論んでいた。

ジェミニス
第3次Z時獄篇……惑星ジェミナイに存在した特殊部隊。新世時空震動前のサイデリアルの襲撃でジェミナイが滅ぼされ、そのままサイデリアルの下部組織として取り込まれる。
始原文明エス
W……「前の宇宙」のオメガ星団第13太陽系第5惑星に存在していた文明。
宇宙の死が近いことを知り、人々は日々を無気力に過ごしていた。「聖バレンタインの光」で生死不明になったブレスフィールド・アーディガンは前の宇宙にボソンジャンプで飛ばされており、ブレスは始原文明エスの人々に「思い出は何にも代えがたい。だから、金になる」と励まし、それが「知の記録者」を生み出すきっかけとなった。次元制御技術をはじめ高度な技術を持っている。始原文明エスの人々自身が次元制御技術を用いて次の宇宙へ脱出することは出来なかったらしく、最後の行為としては知の記録者を送り出すに留まった。
シャドウミラー
十二支族
修羅
新・国際連合
W……世界を統一していた世界連合国家の崩壊後、各国に主権が戻され、各国の意見統一の場として結成された。
新地球連邦
Z……さまざまな世界が交じり合った多元世界となった地球に誕生した勢力。それぞれの地球側の最大勢力が一つに合わさって生まれたが、ティターンズやロゴス、賢人会議の影響で腐敗の温床となっている。名称は機動新世紀ガンダムXより。
新帝国インペリウム
第2次Z 破界篇……カラミティ・バースの1件で誕生した、「破界の王」ガイオウを頂点とする領土なき帝国。
実体は巨大移動要塞グレート・アクシオンと数名の人員だけであるが、戦力として多くの次元獣を使役しており、その圧倒的な力を背景に全世界へ宣戦を布告。ハルネス連邦など多くの国を壊滅させたがZEXISに打ち破られた。
スクール
スーパーロボット学園
学園……通称「スパロボ学園」。物語の舞台となる学園。
私立であるが軍直属の戦闘指揮官養成機関であり、軍が開発した戦闘シミュレーション「スパロボバトル」を教育に取り入れている。無論、普通の高校のように数学などの授業もある。敷地は広く、グラウンドの傍らにはユニットデータを手に入れることのできる施設がある。また、裏山側には木造の旧校舎が存在する。入学するには厳しい試験をパスしなければならないが、編入試験はそれ以上に厳しいらしい。また服装には一定の決まりはあるようだが、形こそ類似していても色が違ったり、番町のように学ランを着ている者達もいる。
スペースマン
W……宇宙飛行士、宇宙船船員など、宇宙空間での仕事を生業とする者たちの総称として使われる言葉。宇宙ではわずかな失敗が命取りとなるため、スタンドプレイを戒め規律と連携をなによりも重視する。また相互扶助の意識が高く、困っている同業者には進んで援助の手を差し伸べることが多い。ヴァルストークファミリーは自分達がスペースマンであることに誇りを持って行動している。
聖インサラウム王国
第2次Z 破界篇……マルグリットやシュバルのいた世界にあった国家だったが、ガイオウに壊滅させられ、騎士たちは次元獣になってしまった。
第2次Z 再世篇……正式名称が判明。また、インサラウムは完全消滅したわけではないことも判明した。次元科学と呼ばれる科学技術に優れた国家であり、制御次元獣や人造次元獣、人工リヴァイブセルを生み出した。
かつてインサラウムは、先史文明の遺跡に残された技術によって発展していったが、その根幹である次元技術は禁忌とされ使用は制限されていた。しかし、ガイオウ侵攻を防ぐために禁忌であった次元科学を解放。次元力を抽出する「ZONE」と呼ばれる建造物を利用してガイオウに対抗しようとするも、未熟な次元科学ではZONEを制御しきれず、結果大陸すべての物質から次元力を抽出してインサラウムは死の世界になってしまったというのがインサラウム壊滅の真相である。ガイオウが倒れた後、新生インサラウムの建国を目指して『第2次Z』の世界へと侵攻する。
生存している国民の総数は5億人で、終戦後はトレーズらとの間に結ばれていた密約により、マルグリットを新たな指導者として火星へ入植した。インサラウムがあった世界での所在地は不明だが、第45話においてアンブローンの口から『第2次Z』の世界においてリモネシア共和国がある場所とインサラウムの首都は緯度・経度が同じ場所にあったことが明かされている。
第3次Z 天獄篇……インサラウム滅亡のさらなる真相が明らかになっている。それによるとイドムの介入によりガイオウが襲来、滅亡したことになっている。そのため、間接的には御使いに滅ぼされたとも言える。過去のインサラウムでZ-BLUEがガイオウと遭遇し、ガイオウは考えを改めてインサラウムを去った。結果、インサラウムは滅亡を回避し、平行世界で新たな未来を歩むこととなった。
世界解放戦線（W.L.F.）
第2次Z 破界篇……世界各地で無差別破壊を引き起こしている国際テロリスト組織。その実態は各地で壊滅されたテロリストの残党の寄せ集めで、リモネシア共和国とアクシオン財団の援助で存在を維持されているだけに過ぎなかった。アイム・ライアードがガイオウを呼び寄せるための計画「プロジェクト・ウズメ」によってリモネシアと共に消滅した。
第2次Z 再世篇……残党のうち武闘派のグループが新たに傭兵団「暁の牙」を結成している。
ゾヴォーク（太陽系外星間連合）

### た行
ダニエル・インストゥルメンツ社
告死鳥戦記……
チーム・ジェルバ
第3次α……セレーナとエルマが所属していた特殊部隊。ミッション・ドールの遂行中にスペクトラ率いるゴラー・ゴレム隊の攻撃を受け、セレーナを残し壊滅する。
OGDP……メンバーであるセレーナとアルバーダが、ミッション・デビルを遂行中に地上人召喚事件に巻き込まれてラ・ギアスへ転移。その後シュウ・シラカワの一行と行動を共にすることになる。
OGMD……ある特殊任務中（ミッション・ドールと思われる）に、スペクトラ率いるゴラー・ゴレム隊の攻撃を受け壊滅。生き残ったセレーナも重傷、エルマは大破するが、第13特殊作戦PT部隊に所属するヴェスナーとリェータに助けられる。
チームTD
αシリーズ……プロジェクトTDによって造られた宇宙船ハイペリオンのクルーの総称。メンバーはアイビス・ダグラス、ツグミ・タカクラ、スレイ・プレスティ。のちにセレーナ・レシタールがスカウトされたがセレーナは辞退している。
地球連邦軍 (Earth Federation Army)
OGシリーズ……地球連邦政府直轄の正規軍。旧西暦時代の国連特別軍を母体としている。文民からなる安全保障委員会が軍人からなる統合参謀本部を統括する文民統制の方針の下で運営される。地球全域を12の地域に分割、それぞれに支部を置き管理しており、各支部がそれぞれ陸海空軍を保有する。『OG2』からは各支部が「方面軍」に改組された模様。連邦政府に比べ、一つの組織として統一された組織構造を有しているが、旧西暦時代のそれぞれの国軍の特徴を引き継いでいるため支部ごとに特色が異なる。また制服も多様で、主にパイロットが着用する飾緒つきの軍服、ほぼ同型で胸元にスカーフをあしらった将官用タイプ、『OGs』において追加されたワインレッドの女性用タイプ、艦内もしくは地上勤務の者に多い三角襟のタイプ、支部司令官や艦長クラスが着用する肩章つきのオーバーコートタイプ、統合参謀本部勤務の高級将校が着用する紺のオーバーコートタイプなどが存在するほか、独自の制服を着用している者も多い。
地球連邦政府 (Earth Federal Government)
OGシリーズ……ダブル・インパクトを皮切りに発生した世界的混乱ののち、国際連合の内暫定組織を発展させ誕生した政治機構。ただし地球全土を統治するような強固な政体ではなく、役割は構成国家間の経済や行政の調整に留まる。また、西暦時代に抱えていた国家・民族間の紛争といった負の遺産も引き継いでいる。長は大統領が務める。
知の記録者
→ザ・データベース
帝国監察軍
ディバイン・クルセイダーズ
デストルーク
特殊戦技教導隊
OG……PTのモーションパターン構築と戦技研究のため、新西暦182年に各方面から集められたエリート軍人により結成された部隊。当時のメンバーは隊長のカーウァイ・ラウ大佐、カイ・キタムラ少佐、テンペスト・ホーカー大尉、ゼンガー・ゾンボルト大尉、エルザム・V・ブランシュタイン大尉、ギリアム・イェーガー中尉の6名。
彼らはマニュアル操作でゲシュペンスト・タイプRおよびタイプSを用いた模擬戦を繰り返しPTのモーションパターンデータを作成。これらはTC-OSの基礎となり、PT操縦の簡易化に多大な貢献を果たした。しかし宙間テスト中にカーウァイ大佐が搭乗機のタイプSと共に行方不明になる事故が発生、部隊の存在意義を問題視され184年に解散した。現在でも連邦軍内部では半ば伝説的な存在となっている。
DC戦争ではメンバーが敵味方に分かれて戦うことになり、テンペストは黒海沿岸での戦闘で死亡。L5戦役時に残る4人が再集結し、エアロゲイターに洗脳・改造されたカーウァイと再開。涙を呑んでかつての隊長を倒すこととなった。
OG2 / OVA……新生教導隊が結成され、ハワイのヒッカム基地でビルトファルケンを運用するがノイエDCに強奪される。メンバーは隊長のカイ少佐、ライディース・F・ブランシュタイン少尉（SRXチームからの出向）、ラトゥーニ・スゥボータ少尉。インスペクター事件終結後はSRXチームに復帰したライに代わりラミア・ラヴレス少尉、アラド・バランガ曹長、ゼオラ・シュバイツァー曹長が加入。またマオ社のラーダ・バイラバンも外部スタッフとして参加している。
OGMD……ツェントル・プロジェクト関係者であったヒューゴ・メディオ少尉とアクア・ケントルム少尉が預かり扱いとして参加。
第2次α……ゼンガーとレーツェル（エルザム）の会話にのみ登場。
特殊脳医学研究所 (ICS)
αシリーズ……日本にある脳の研究機関で、略称は特脳研。ケンゾウ・コバヤシはここに所属し、T-LINKシステムを開発した。
OGシリーズ……かつてはアギラ・セトメやクエルボ・セロも所属していた研究機関で、アヤ・コバヤシやマイ・コバヤシ、ユキコ・ダテはここの被験体であった。
トレイラー
W……主に物資の運搬や旅客輸送を商売にしている人々の総称。かつては宇宙開発の担い手として縦横無尽の活躍をしていたが、やがて流通を管理しようとする連合政府から疎まれるようになり、規制によって次第に活躍の場を失っていった。現在では輸送だけでなくトラブルの解決や傭兵まがいの商売を行う「何でも屋」的な職業と見なされている。中には宇宙海賊にまで身を堕としてしまったトレイラーもいるため、海賊と同様の存在と思い込む人間も多い。
トロイエ隊

### な行
ネオ・アクシズ
ヒーロー戦記……今まで敵対関係だったショッカーやデルザー軍団などのテロリスト達が一斉に手を組んで出来上がった組織。ジオン公国と縁のある国、アクシズを軍事クーデターで乗っ取り、ネオ・アクシズを名乗り世界各国に宣戦布告した（アクシズを乗っ取るまではただ「テロ組織」としか呼ばれていなかった）。構成員はショッカーを初めとする仮面ライダーの秘密結社や怪獣、バルタン星人を初めとする異星人のほかにも、裏取引でジオン公国から寝返らせたマ・クベなどが所属している。総統はテロリスト達をまとめ上げた仮面の男アポロン（正体はギリアム・イェーガー）。幹部は異次元人ヤプール、シャドームーン、パプテマス・シロッコ。なお最終決戦で3人の幹部の内、ヤプール人以外は全員生存している。
ネオ・バディム
SH作戦……新西暦195年において、スペースコロニーの独立を掲げ活動する反TDF過激派テロ組織。かつてのバディムの名をゲン担ぎで名乗る。その過激な思想を他の組織にも押し付け、従わない者には制裁を加えるなど、他の反TDF組織の間でも危険視されている（劇中でもネオジャパンコロニーをトーラスで襲撃している）。ユーゼスによる歴史改編が起きるまではモビルスーツを使う、ただの一過激派テロ組織に過ぎなかったが、歴史改編後は首領にユーゼス、40年前からユーゼスが連れてきた、神官ポー、クールギン、異次元人ヤプールが幹部を勤め、モビルスーツに加え、旧バディムの戦力や絶滅したと思われていた怪獣を戦力とする巨大な悪の組織となり、40年間の腐敗で弱体化したTDFを壊滅寸前に追い込んでいた。
ネオ・イノセント
スーパーロボットスピリッツ……エアロゲイターの正体。『戦闘メカ ザブングル』の舞台である未来の地球、惑星ゾラの支配者イノセントの宇宙勢力。帝国軍と戦争をしていたが、帝国軍の圧倒的な力に苦戦。遂に封印されていた、DG細胞を使った兵器、エアロゲイターシステムを起動させるが、レビ・トーラー諸共洗脳され、過去の時代でスーパーロボットのデータ収集に使われてしまう。
ノイエDC

### は行
バアル
第2次Z 再世篇……かつてガイオウやアポロニアス、ロージェノム、トリスタンとイゾルデが戦っていた全知的生命体の敵の総称で、現時点では反螺旋族とインベーダーが該当しているがそれ以外については詳細は不明。
第3次Z 時獄篇……1万2千年の周期に訪れる宇宙の終焉の際、人類とその時の世界全てを滅ぼすために出現する存在。第2次Zから登場したインベーダーと本作で登場した宇宙怪獣が該当しており、反螺旋族は実際にはバアルではなく、バアルとそれを更に上回るスパイラルネメシスを含む根源的厄災を恐れ、彼等の攻撃対象でもある「シンカの兆し」を捨てた事で彼等と行動を共にしているだけだった。
第3次Z 天獄篇……宇宙に存在する二つの力である「生命を生み出す力」の反対を司る「消滅しようとする力」が生み出した存在であり、実際には宇宙怪獣のみだが、御使いによってインベーダーなどあらゆるものがバアルにされてしまった。だが、その御使い自体が行っている行為そのものが消滅しようとする力を増幅させ、1億2000万年による宇宙の大崩壊を引き起こす元凶となり、彼等自身が真のバアルだった。
バディム
SH作戦……新西暦155年頃の混乱の時代に活動していた、地球征服を企む悪の組織。フーマとネロス帝国および、壊滅したETFの残党が同盟を結ぶことにより誕生した。かねてからフーマ、ネロス帝国の両者と関係が深かったダークも参加している。新西暦195年においては、TDFの独立遊撃部隊ガイアセイバーズによって壊滅させられたと伝えられていた。
α……新西暦50年代に猛威をふるった謎の犯罪組織。連邦軍特殊部隊ガイアセイバーズによって壊滅させられた。ヴィレッタは偽名としてこの名を用いていたため、ヒイロ達に怪しまれていた。αシリーズの世界観では、新西暦179年のマクロス落下まで宇宙人の存在は認識されていなかったため、SH作戦に登場したバディムとは大きく異なる組織と推測される。
破嵐財閥
第○次 / α……破嵐万丈が火星から持ち帰った大量の金塊を資金源に立ち上げた財閥。第○次シリーズではロンド・ベル隊を、『α』シリーズではそれに加えSDF、DC、プリベンターの支援を行った。前者は『第4次』のエンディング、後者は『第2次α』の中盤で万丈の意思により解体された。原作には存在しないゲームオリジナルの設定であり、自軍部隊を経済的にサポートする貴重なバックボーンであった。総帥は破嵐万丈が務めるが、彼のワンマン経営ではなく運営には複数の人物が携わっている。
ピースクラフト
SH作戦……反TDFのゲリラ組織で、イングラム（ヴィレッタ）・プリスケンがR-GUNのパイロットとして所属している。コロニーの独立と地球圏の平和を提唱しており、かつて、完全平和主義を唱えていたサンクキングダム王家の名称からとっている。急進派であるネオ・バディムとは、対立状態にある。
ビーター・サービス
Z……シエロ・ビーターが経営する企業で、機動兵器から戦艦まであらゆるものを修理するのが本業だが、用心棒として雇われて行動することもある。シエロが行方不明になり、ランドが経営を行ってからは、修理屋よりも破壊屋として呼ばれることが多くなっている。
ファイアバグ
第2次Z……ブリタニア・ユニオンの汚れ仕事を請け負う特殊部隊で、かつてクロウが所属していた。クロウは「最低最悪の部隊」と評し『破界篇』では詳細を語らなかったが、『再世篇』でファイヤバグそのものが登場したことで詳細が判明した。エスターの故郷が壊滅した現場を見届けたのもこの部隊（と、当時その部隊に所属していたクロウ）であったという。「放火魔」の部隊名のごとく文字通り世界に戦争の火種をばらまいて回っていた。解散後も隊長のマリリン・キャットらは傭兵となって相変わらずやりたい放題の悪行を働いていた。後にインサラウムに傭兵部隊として迎えられるが、最終決戦の直前にマリリンが隊員を全員解雇した（そのため火星での最終決戦にはマリリン以外の隊員は参加していない）。いわゆる侵略者であるインサラウムに部隊ごと寝返ったり、傭兵として好き勝手に悪行を働くなど特定の国家や組織への忠誠心は皆無。隊員も人格的に問題ある人物が多いが腕だけは確かで、戦闘能力だけならば精鋭レベルである。クロウの十八番のコンバットパターンである「アサルトコンバットパターン・ファイズ」は、この部隊の得意とするコンバットパターン。
第3次Z 時獄篇……火星での決戦前にマリリンが隊員を全員解雇しているため、生き残りが未だに暴れ回っている。新たな姫としてマリリンと声が似ている千鳥かなめを自分達の元へ迎えいれようと陣代高校を襲撃するが失敗し、その後隊員達はテレサ・テスタロッサに方針を転換するがことごとく失敗する。
第3次Z 天獄篇……アマルガムやサイデリアルを渡り歩いていたが、火星でクロウに全戦力を破壊され壊滅。マリリンの遺言により、インサラウムの復興に従事することになった。
フューリー
ブランシュタイン家
ブルースフィア
OGドラマCD……ヘルゲートでの戦いの際、作戦指揮を執っていた艦隊旗艦のコードネーム。混同しやすいが、『スーパーロボット大戦D』のプレイヤー部隊名は「ブルー・スウェア」である。
フレモント・インダストリー社（FI社） (FI Corporation)
64……ムゲ・ゾルバドス帝国の要求でアサルト・ドラグーンを開発した軍事企業。リアル系男主人公の搭乗機ソルデファーはこの際に作られたもの。ヴァルキュリアシリーズを開発したZ&R社は競合相手にあたる。
OG……ラミアによる「向こう側」の説明に名称のみ登場。シャドウミラーが使用するソルプレッサも同社製。「こちら側」にはFI社、Z&R社とも存在しない模様（イルムが「聞いたことがない」と発言）。
ベーオウルブズ (The Beowulves)
OG2……「向こう側」の世界における連邦軍特殊鎮圧部隊。隊長はキョウスケ・ナンブ大尉。ゲシュペンストタイプを中心に構成されているようだが、ラミアによると『OG2』時点での特機が混成されているハガネ・ヒリュウ隊と同等の戦力を持っていた模様。部隊の前身はATXチーム。
OGs……『OG2』同様「向こう側」の連邦軍特殊鎮圧部隊だが、ある理由から敵味方見境なく攻撃する殺戮集団と化しており、味方である連邦軍にも恐れられている。
ボランティア部
第3次Z 時獄篇……陣代高校に籍を置く学生パイロットたちが、授業に出席せずに済むようにする方法として結成された部活動。発案者はかなめ。名目上は「校外（国内外問わず）でのボランティア活動のレポートを提出することで、授業に出たことの代わりとする」とされているが、流石にそれだけで全ての単位を認定することは出来ず、ストーリー後半には出席日数不足による留年が問題となりつつある。活動には陣代高校の部員のみならず、高校生以下の未成年者も参加している。

### ま行
マオ・インダストリー (Mao Industries)
α / OG……PTの開発・製造を手掛ける大手兵器製造会社。月面ケイリー高原に建造された恒久都市のセレヴィス・シティ郊外に本社を構える（なおマオ社周辺のマップは、『新』の月面マップの構成を基本的に継承している）。新西暦176年創業。創業者はティン・マオ。現社長はティンの娘リン・マオ。常務はユアン・メイロン。元々は月面における作業用機械の製造・販売を行っており、立地を活かし現場の声をいち早く製品に反映させることで好評を獲得し、わずか数年で大手メーカーに比肩するほどの急成長を遂げた。リベラルな社風から多くの若手エンジニアが集まっており、研究者としてカーク・ハミル、マリオン・ラドムを迎え、史上初の人型機動兵器となるゲシュペンストの開発に成功して以降はPTの製造を独占することになった。またLTR機構、テスラ・ライヒ研究所と共同でEOTの解析を行い、その成果としてヒュッケバインシリーズなどを開発した。月でのシェアこそ大きいものの、業界の古参であるイスルギ重工に比べると企業規模は劣り、イスルギのミツコ社長からウォン重工業との合併（体のよい買収）を持ちかけられたこともある。近隣に存在するムーンクレイドルの管理も担当している。
御使い
第3次Z天獄篇……全ての宇宙で最初にオリジン・ローに触れ、それによって1億2000万年前に転生した惑星エス・テランに生まれしモノ達。その星の人間の精神がひとつに融合し、そこから人間の基本感情である喜怒哀楽を象徴する4人に分離した。「根源的災厄」の正体にして、神々の戦いたる真戦の勝者たる高次元生命体。「至高神ソル」に使え、神の力を操る。彼らにとって神とは、己が仕える至高神ソルのみであり、ハーデスやミカゲ、宇宙魔王は全て神気取りの愚か者だとされている。真化を果たした当初は、自らの責務として、いずれ真化を遂げて高次元生命体となるだろう種を導く役目を任じた。しかし、真理に目覚める種は多くはなく、歪んだ進化を果たして宇宙に争いを広げるものもいた。12000年周期で宇宙は生まれ変わり、その度に新たな種が生まれ、それを導いて次の12000年を迎える、というループを繰り返してきた。しかし、その行為は徐々に神の傲慢さを伴った行為へと変わっていった。そして12000年前、生み出されたオリジン・ロー制御システム「至高神ソル」だったが、意志に目覚めたソルは御使いたちの行いと、それに依拠する己の存在を否定し自らを破壊。スフィアと黒の英知に砕け、様々な並行世界へと飛び散った。しかし、1億2000万年に一度の大崩壊を逃れるにはソルの力が必要であり、そのためにスフィア・リアクターを求め、自省の行動として主導をとったアドヴェントを追放した。彼らは同族の生命を奪うことをありえないことと考えていたからである。なお、宇宙で起きる出来事が、地球の時間である「年」で計算されていたのは、彼らも地球人だからである。惑星エス・テランは、その世界の地球である。また、黒の英知とは「CHRONO Horizon」、「時の境界」のことである。
最上重工

### や行
ユウキ小隊
OG2 / OGS……ユウキ・ジェグナンが率いる部隊で、アーチボルトの指揮下にある。ゼオラとアラドもノイエDCに居た頃はこの部隊に所属していた。コールサインはカルチェラタン1がユウキ、カルチェラタン2がリルカーラ、カルチェラタン7がゼオラ、カルチェラタン8がアラドである。コールサインから「カルチェラタン小隊」と呼ばれることもある。

### ら行
ライフ（L.I.F.E）
64……異星人によって支配された地球を開放すべく様々なゲリラやレジスタンスが集まって生まれた地球解放戦線機構の名称である（Liberation Front of the Earth）の略称。スタッフの中でも特に実働部隊で好まれる呼び方。
ラストバタリオン
リ・テクノロジスト
ルイーナ
連邦大学
OG OVA……大阪にある大学。世界でも五指に入る優秀な大学とされる。バルトールの生体コア収集のための襲撃対象となり、多数の人間が拉致された。

### アルファベット
A3
CS2nd……
ATXチーム
EOT特別審議会
EOTI機関
ETF（Extra Terrestrial Force）
SH作戦……新西暦155年頃に活動していた悪の組織。光の国の戦士達や銀河連邦警察に追われた宇宙人や異次元人が集まって結成した、地球侵略をたくらむ集団。メフィラス星人とヤプール人が首領的な存在といえ、バルタン星人やガッツ星人、メトロン星人など多数の凶悪宇宙人が中枢を務める。宇宙人の侵略を嫌うネロス帝国とは敵対関係にあった。地球を他の宇宙組織から孤立させることに成功するが、ガイアセイバーズの活躍により崩壊。残党はバディムの結成に参加する。
DC
→ディバイン・クルセイダーズ
DEMコーポレーション
第3次Z……「プロジェクト・ジェミニ」を立案し、ジェニオンを開発したとされる怪しい企業、実際最初から存在しない架空企業であった。
DMXチーム
告死鳥戦記……ダニエル・インストゥルメンツ社直属の特殊部隊で、全機体に共通する事はADテープで全身を包帯のように巻いて所属を秘匿している事である。ダニエル・インストゥルメンツ社の無茶苦茶な要求によって戦死者が多く、修羅の乱での生存者はライオネル・ニールセンだけだった。
FDXチーム
告死鳥戦記……正式名称は「地球連邦軍第7特殊作戦PT部隊」、創設者はカルロ・サッキ。ダニエル・インストゥルメンツ社によって制作された機体や武器のデータ収集を兼ねた任務を遂行しており、敵の存在を完全に殲滅する行動や彼等の輸送機クレーエの飛行音が鳥の鳴き声のように聞こえたため、ノイエDCは「告死鳥」と呼び忌み嫌っていた。インスペクター事件、バルトール事件、修羅の乱で後の鋼龍戦隊の裏側で作戦を遂行していたが、修羅の乱でグレダス・ミモザ率いる「赤の兄弟」を道連れにする形で壊滅したというのは表向きで、解散後に生き残ったヴェスナー、リェータ、ジマーは「第13特殊作戦PT部隊」に所属して活動する事になる。
GreAT社
LTR機構
ロストテクノロジーリサーチ機構。各地の遺跡や、オーパーツなどを発掘、研究を行っている。エリ・アンザイらが所属している。超機人に関わる事件においてノイエDCの襲撃を受けた。
スーパーロボット大戦OG -ジ・インスペクター-でオーダーから引き継がれた後継組織だと語られている。
L&Eコーポレーション
OG外伝……ネオ・グランゾンとの戦闘後、エクサランスと時流エンジンの破棄を決めたラウル、フィオナ、ラージ、ミズホが設立する企業。ジャンク屋・修理屋を業務とする模様。社長はラウル。生き残ったデスピニスもここに引き取られた。社名のLとEは、エクサランスの最終フレーム名「ライトニング」と「エターナル」に由来する。
PTXチーム
α / OG……PTを使用した対異星人特殊部隊。メンバーは隊長のイングラム・プリスケン、リン・マオ、イルムガルト・カザハラ。使用機種はビルトシュバイン、ヒュッケバイン009、グルンガスト。『α』では結成のわずか3か月後にリンの父が暗殺されたためリンはチームを脱退したと思われ、さらにその1か月後にはイングラムはSRXチームを結成しているため、長く見積もっても4か月程度しか存在していなかったことになる（『OG』では不明）。
OGMD……イルムがリョウト・ヒカワ、リオ・メイロン、イングと共に新生PTXチームを結成。
SRXチーム
TDF（Terrestrial Defense Force）
SH作戦……新西暦155年では怪獣や地球侵略を目論む異星人の脅威から地球圏を守っていたが、怪獣が絶滅し異星人の侵略が途絶えて40年が経過した、新西暦195年ではスペースコロニーを強大な武力で支配する、地球連邦政府の力の象徴でしかなく主人公イングラム・プリスケン（ヴィレッタ・プリスケン）の所属するピースクラフトなどの穏健派とネオ・バディムなどの過激派と分かれるが様々な反TDF組織が活動している。
Z&R社
64……ヴァルキュリアシリーズを開発した兵器メーカー。
OG……ラミアによる「向こう側」の説明に名称のみ登場。シャドウミラーが使用するフュルギアも同社製。

## 計画・作戦関連
イージス計画
α……バルマー戦役終結直前に発生した超重力崩壊による重力波を重力シールド網によって相殺、無力化し、地球圏を保護する計画。作戦名はギリシャ神話に登場する邪悪や災厄を打ち払う防具アイギスに由来する。『α外伝』ではイージス計画の失敗により未来世界は荒廃し、ムーンレィスやアンセスターなどが生み出されるきっかけとなった。しかし重力波が地球圏到達直前にプリベンターが帰還、無事イージス計画は遂行され地球圏が滅ぶことはなかった。
第3次α……アポカリュプシス発動の前段階として地球に襲来した流星群から地球を守るために再び使用される。
OG……異星人の侵略に備える防衛計画および軍備拡張計画の総称。この計画によってSRX計画やATX計画の凍結が解除されたほか、ヒュッケバインMk-IIを制式量産機とすることが決定された。また、地球圏全体を巨大なエネルギーシールドで防御するという計画も立てられた。しかしミッション・ハルパーの影響でエネルギーシールドを張る計画は事実上凍結されている。
オペレーション・アイスブレイカー
第2次OG……ルイーナとの決戦のために連邦軍が立案した作戦。
オペレーション・オーバーゲート
OG外伝……修羅との最終決戦のためにギリアムが発案した作戦。ソーディアン・ダガー4機によって、ソーディアン内部へ直接攻め入る作戦。ただし立案段階ではダガーが手元になく、エクセレンは「行き当たりばったり」と評した。
オペレーション・クルセイダー
Z……エーデル・ベルナルが新連邦の実権を握るため、パプテマス・シロッコ・デューイ・ノヴァクと共に起こしたクーデター事件。この事件により賢人会議のメンバーだったクゼミ、プラヤ、ジャミトフ・ハイマンが殺害され、コーダはデューイに恭順、ロード・ジブリールはバスク・オムと共に逃亡して抵抗、大統領もジョゼフ・コープランドからフィクス・ブラッドマンになるなど、新連邦の首脳陣が丸ごと入れ替わった。しかし、やることは賢人会議と大した違いが無かった上、ある程度統制の取れていた賢人会議と違って、エーデル、シロッコ、デューイ、ブラッドマンが好き勝手に行動したために多元世界の混乱が広がっただけであった。
オペレーション・ハルパー
α……ゴラー・ゴレム隊に占有されたクロスゲートを奪還するためにαナンバーズが行った作戦。しかし、作戦中に機界最強7原種がオービット・ベースを襲撃する事件が起こり、さらにゲートが発動してαナンバーズを衛星軌道上に転送してしまったため、失敗に終わっている。
オペレーション・プランタジネット (Operation Plantagenet)
OG……地球連邦軍による、テスラ研および北米ラングレー基地奪還の作戦名。メキボスのMAPW使用とシャドウミラーの介入、アーチボルド・グリムズの裏切りにより作戦は失敗した。この作戦におけるノイエDC側との共同戦線、シャドウミラーの離反、ノイエDCのバンやハガネ艦長ダイテツの戦死は、名称の由来となったプランタジネット朝のイングランド王リチャード1世が参加した第3回十字軍において、当時対立していたフランスとの共同戦線、フランスの離反、同じく参戦していたフリードリヒ1世が非業の死をとげた史実に基づいたものと考えられる。
オペレーション・ブレイクアウト
OGDW……コロニー統合軍による連邦本部ジュネーブ降下作戦（オペレーション・ユグノー）を阻止するための作戦。ハガネ、ヒリュウ改の2隻により実行された。降下部隊はハガネのトロニウムバスターキャノンで殲滅、統合軍旗艦マハトはサイバスターに撃沈されオペレーション・ブレイクアウトは成功した。
オペレーションSRW
OG……L5戦役最終決戦でエアロゲイターの本拠地ホワイトスター（ネビーイーム）攻略時の作戦名。SRWはリュウセイは「Super Robot Wars（スーパーロボット大戦）の略」と言っていたが、実際のところは不明。
オペレーションスーパーロボットスピリッツ
スーパーロボットスピリッツ……破嵐万丈が発案した作戦。南米に潜むデビルガンダムやL5宙域に陣取るレビ・トーラーのジュデッカを倒す作戦。地球防衛軍は地球外脱出計画を発動させたため、万丈や彼の下へ集まった各スーパーロボットにより作戦は実行された。
オペレーション・レコンキスタ
F……ゲストによって占領された、地球上の連邦軍の主要拠点を奪還するための作戦。トレーズ・クシュリナーダが発案し、自ら陣頭指揮を執った。この作戦により、ゲストは地球上での拠点をほぼ失うことになり、ゼゼーナンはシャピロからの進言もあり、一時地球から撤退を余儀なくされた。なお、作戦名はキリスト教徒による国土回復運動（レコンキスタ）から。
第2次OG……ゲストによって占領された月の奪還作戦。命名はギャスパル・ギラン。連邦軍とヒリュウ改によって行われた。この過程で枢密院の使者であるメキボスや、独自行動をしていたシュウ一行も参加し、最終的にはゲスト3将軍がゼゼーナンに反旗を翻し、ムーンクレイドルでゼゼーナンが討たれたことで作戦は終了。3将軍はゲストの艦隊で待機となり、メキボス、シュウ一行を加えたヒリュウ改は、ハイペリオン、グランゾンの力を借りてバラルとルイーナの障壁の隙間を突破して地球に帰還。ハガネと合流してルイーナとの決戦作戦「オペレーション・アイスブレイカー」に参加することになる。
キルモール作戦 (Operation Mole Hunt)
OG2……アフリカのDC残党の討伐とアースクレイドル攻略を目的とした作戦。しかしDC残党のデザートクロス作戦が一歩先に発動したことで出鼻を挫かれ、発動することなく失敗する。
軍の極秘プロジェクト
OG……L5戦役（『OG』）で破壊されたジュデッカの破片を使って行われる予定のプロジェクト。
総人尸解計画（そうじんしかいけいかく）
第2次OG……バラルが地球に住む全人類を尸解（人間を捨てて、仙人に変化させる儀式）させるために進めている計画。
地球圏防衛計画
OG……ノーマン・スレイ少将の提唱によってスタートした総合軍事計画。この中でATX計画、SRX計画、スペースノア級万能戦闘母艦の建造計画、特機構想など、様々な対異星人用の兵器開発計画が推し進められた。
デザートクロス作戦
OG2……DC残党のバン・バ・チュンが考案したアフリカ全土の制圧作戦。シャドウミラーが参入したことで短期間で戦力を整え、さらに“ローズ”ことミツコ・イスルギがキルモール作戦の存在を事前に通達していたことで、キルモール作戦に先んじて発動しアフリカ地区の制圧に成功する。その後、世界に向けてノイエDCの設立を宣言した。
ツェントル・プロジェクト
特機構想
→グルンガスト
ノヴァンブル条約
バグラチオン作戦
MX……異星人および火星の後継者、ギガノス帝国に対する一大反攻作戦で、命名者は葛城ミサト。名称は第二次世界大戦でソ連軍がナチスドイツ軍に対して行った同名の作戦に由来する。この作戦の結果、ベガ星連合軍、火星の後継者は壊滅し、ギガノス帝国は機動要塞の崩壊で地球と和平を結び、機械帝国ガルファは本星を襲撃されてガルファ皇帝などが撃破された。なお、史実上の作戦名を使用したのはシリーズ初となる。
ハハヤ作戦
α……南アタリア島に向けて発射されたマスドライバーの質量弾をR-GUNパワードのHTBキャノン（正確にはゲッタードラゴンから供給されるエネルギーをHTBキャノンの機能で増幅した超高出力超射程ゲッタービーム）で破砕する作戦。命名は葛城ミサト。R-GUNのパイロットであるイングラムの他に、HTBキャノンを保持し射撃する担当としてゲッターチーム、非常時にマクロスを防御する担当としてEVAチームが作戦に参加した。しかし作戦発動前にゼントラーディが襲来したため、実行されずに終わった。
作戦名称は日本神話の神「天若日子」が持つ矢「アメノハハヤ(天羽々矢)」に由来。
ハロウィン・プラン
プランEF（エンドレス・フロンティア）
OG外伝……シャドウミラーの計画の一つ。平行世界（『OG』シリーズ本編の世界）ではなく、全く別の世界へ逃亡する計画。先陣を切ったトライロバイト級「ネバーランド」は『OG』世界ではなく、『無限のフロンティア』の世界へ漂着していた。首尾よく辿り着いた者たちも、ラミアとアクセルを除いて全滅しているため、結果として失敗に終わっている。
無限 / 無限ドラマCD……
プロジェクト・アーク
プロジェクト・イデアランツ
プロジェクト・オリュンポス
ヒーロー戦記……ネオ・アクシズが目論む「エルピスの全てを改革し、神々の楽園を創造する」計画。
OG2……ギリアム・イェーガーが「あちら側」の世界で名乗っていた偽名が「ヘリオス・オリンパス」。
OGクロニクル……新型機動兵器「ゲシュペンストXn」開発プロジェクト「オリュンポス・プロジェクト」として登場。実際にはハッカーがマオ社社員のアドレスからハッキングした没案の設計図断面を、冗談のつもりで機動兵器開発に関わる会社の人間に送りつけたものだった。プロジェクトの名称はハッカーの趣味で付けられたものだが、捜査することになったギリアムは身に覚えのある機動兵器やプロジェクトの名称に「タチの悪い冗談だ」と頭を抱えていた。
プロジェクトTD
プロジェクトW
W……詳細は不明。作中の様子から、正規軍から独立した新・国際連合事務局直属の治安維持部隊の結成を目的とする計画とみられる。このプロジェクトに従いメンバーが選定されヴェルターが結成された。
プロメテウス・エクスペリメント
第2次Z 再世篇……本編開始の1年前に行われた、ブリタニア・ユニオンの時空制御実験。この実験の結果次元獣ライノダモンMDが出現し、エスターの故郷が壊滅している。
星二号作戦
α……SDF艦隊によるネオ・ジオン最大の拠点ア・バオア・クー攻略作戦。命名者は葛城ミサト。『α』ではマクロスの落下によって中断された星一号作戦が由来。機動性の高いバルキリー部隊でソーラ・レイを制圧し、MSとスーパーロボット部隊でア・バオア・クーを制圧する算段であったが、突如介入したDr.ヘル軍団の新兵器ピグドロンにソーラー・レイを無効化された上に、ネオ・ジオン総帥ギレン・ザビはDr.ヘルと共に帰還したキシリア・ザビに暗殺される。キシリアからの休戦の申し出により、ネオ・ジオンとSDF艦隊は一時休戦する（キシリアは地球でBF団に匿われていた模様）。
ミッション・デビル
OGDP……修羅の乱で鋼龍戦隊のシュウの死亡報告に疑念を抱いた（ネオ・グランゾンの残骸が確認できなかった事が最大の要因）連邦軍高官達がネオ・グランゾンの残骸の探索、シュウの死亡が確実かどうかを確認するために遂行された任務。チーム・ジェルバのセレーナとアルバーダも捜索部隊の護衛を兼ねて任務を遂行していた。
ミッション・ドール
α……チーム・ジェルバが壊滅時まで遂行していた極秘任務。イルイ・ガンエデンの捜索と発見、および保護を目的としていた。そのため、チーム・ジェルバは、ゼ・バルマリィのゴラー・ゴレム隊に危険視され壊滅させられてしまうこととなった。
ミッション・ハルパー (Operation Harpe)
OG……グライエン・グラスマンを筆頭とする地球連邦の強硬派が起こしたクーデター事件。名称はバン・バ・チュンが演説中に「地球に必要なのは、イージスの盾ではなくハルパーの鎌なのだ」と称えたことに由来する。結局、ブライアン・ミッドクリッドが抵抗することなく大統領を辞任したため、ほぼ無血で成功した。ハルパーとはギリシャ神話に登場する鎌のような形状の刀剣で、ペルセウスがメデューサの首を切り落とした際に使用した武器。同じくペルセウスが携えたとされるアイギス（イージスの盾）と対比されるものである。
レイオス・プラン
ATX計画
SRX計画

## 事件関連
10年戦争
無限……物語開始の3年前に終結したフォルミッドヘイムとエルフィテイルの戦争。続編『EXCEED』で判明したその真実は、フォルミッドヘイムの王に成り代わったヴェーゼント・リヒカイトが「静寂の世界を作る」ために引き起こしたというものであった。戦争末期、エイゼル率いるオルケストル・アーミーによってヴェーゼント・リヒカイトがノース・オリトリアに封じられ、同時にアーミーが壊滅したことで戦争継続が不可能となり、フォルミッドヘイムの申し出により戦争は終結する。対外的には「王の戦死」が理由とされ、長らくその真相は伏せられて来た。
アースクレイドル内乱
α……「イージス計画が実行されなかった未来」= 惑星ゾラとなる未来で起きた、アースクレイドル内での内紛。マシンナリー・チルドレンによる地球の征服という目的を掲げたイーグレット・フェフにより引き起こされた。この内紛でアースクレイドルで冬眠した人類が死滅し、アンセスター誕生の遠因ともなった。
OG……「向こう側」の世界で起こった内乱。この戦いの後、「向こう側」のゼンガーは行方不明になっている。
異星人侵略戦争
SH作戦……新西暦154年に勃発した、異星人による地球侵略戦争。リュウセイ・ダテのSRXの活躍により終結したとされるが、詳細不明。
インスペクター事件
第○次 / 魔装機神……DC戦争の半年後に地球連邦軍・DC・異星人などの勢力間で起こった大規模な戦争。名称は地球を攻めて来た異星人が「異文明監察官」（= インスペクター）と名乗ったことに由来。最終的には異星人撃退後に突如敵対したシュウ・シラカワのネオ・グランゾンの破壊をもって終結。第3次スーパーロボット大戦とも呼ばれる。『第3次』のEDではこの事件の真相が世間に発表されたのは約20年後とされている。
OG……新西暦187年冬に起きた、地球連邦・ノイエDC・シャドウミラー・インスペクター・アインストの各勢力間で発生した大規模な戦争。アインストの首魁の撃破をもって終結したが、『OG2.5』のプロローグからするとアインストとの戦いは「インスペクター事件」には含まれない模様。なお、アニメ『ジ・インスペクター』においては、ノイヴォルフの撃破をもって終結しており、第3次と同様グランゾンも参加しているが、この時点では最後まで味方として活動している。
エルピス事件 (Elpis Incident)
α……名称および詳細は明かされないが、レーツェルがカトライアを失っていることを口にしている。OGとは経緯が異なるらしく、カトライアの死後、ライだけではなくエルザムもブランシュタインの名を捨てて出奔しており、またライもエルザムに対して憎悪の感情を持っていない。
OG……新西暦184年にコロニー・エルピスで起きた、毒ガステロ事件。コロニーの独立運動(NID4)を抑えるために地球連邦政府幹部のカール・シュトレーゼマンが画策したテロで、実行犯はアーチボルド・グリムズ。この事件で、エルザムはエルピスの住人を救うため妻カトライアもろとも毒ガス発生装置の仕掛けられた区域を撃ち抜き、事件を終結させた。この一件が原因で、後にライがブランシュタイン家を出奔している。なお、「向こう側」の世界ではテロは成功したためエルザム、マイヤーもこの事件で死亡している。
革命戦争
W……W第一部前に起きた地球圏を統治していた世界連合国家とスペースコロニー間の戦争。
カラミティ・バース
第2次Z……アイムらが引き起こした大きな時空震動により、リモネシア共和国が崩壊、ガイオウの出現、そして新帝国インペリウムの誕生といった一連の事件を指す。これにより次元境界線が混乱し、アサキム、ZEUTHの一部メンバー、ZEUTHと対立していたティンプとベック一味、さらにはバジュラの時空転移を招くこととなった。また、転移したZEUTHのメンバーはこのときからアサキムと同じ「呪われし放浪者」、すなわち戻るべき世界を持たない並行世界の旅人となってしまったことが示唆されている。
銀河大戦
第3次α……新西暦189年から2年余りに渡って続いた大戦。ゼ・バルマリィ帝国との決着、星間連合と地下勢力の侵略、使徒の復活、コーディネイターとナチュラルの対立、プロトデビルンの襲撃、別銀河から来たバッフ・クランとの争乱、機界31原種とソール11遊星主による銀河の危機、カルネアデス計画の発動など、これまでの戦いとは比較にならないほど大規模な戦争となった。最大の特徴はクロスゲート、もしくはゲートとも呼ばれるリング状の構造物の存在で、これにより地球周辺から銀河系中心部までが戦場となった。αナンバーズの活躍で敵対勢力を全て壊滅させ、ヤキン・ドゥーエ宙域の戦いを最後に人類同士の対立を終わらせ、ゼ・バルマリィ帝国の本星を襲撃して霊帝ルアフとシヴァー・ゴッツォを滅ぼし、カルネアデス計画最終ステージ神壱号作戦を成功させて銀河系中心部をブラックホールに沈めた。全てが終わったかと思われたその時、ゼ・バルマリィ帝国の創世神ズフィルードことケイサル・エフェスが現れ、新たな宇宙を創世すべくαナンバーズに戦いを挑んできた。究極の悪意と怨念の塊であるケイサル・エフェスの力は圧倒的で、一時は絶望の淵に追いやられるαナンバーズであったが、ナシム・ガンエデンとイデの導きで力を取り戻し、長く激しい戦いの末、遂にケイサル・エフェスを滅ぼした。全てが終わった後、地球は銀河系各地に本格的な移民を開始し、生存圏を広げていくのであった。
コペルニクス会談
Z……異星人との戦いが終結した際にディアナ・ソレルの呼びかけにより開かれた会談。出席者はZEUTH代表としてクワトロ・バジーナ、ホランド、シャイア・トーブ。アクシズ代表としてハマーン・カーン。ムーンレィスおよび新連邦未加入国家代表としてディアナ・ソレル。ザフト代表としてギルバート・デュランダル。新連邦代表としてパプテマス・シロッコ、デューイ・ノヴァク。司会進行にはロジャー・スミス、記録係はストナーが行った。多元世界の未来について話し合ったが、集まった勢力はいずれも（ZEUTHも含めて）気に入らない奴（敵対者）を力で叩き潰してきた、言ってしまえば「同じ穴の狢」であり、最初から意見などまとまるはずもなく決裂する。唯一共通の認識となったのは（敵対勢力による）ZEUTHへの敵対心のみなのが、この会議の内情を端的に表している。名前は開催地である月のコペルニクスから。なお、敵味方のトップが会談を行ったのはシリーズ初となる。
再世戦争
第3次Z 時獄篇……『第2次Z 再世篇』で聖インサラウム王国などの敵をZEXISが打ち破った一連の出来事のこと。
時獄戦役
第3次Z 時獄篇…… 新多元世紀0001年4月10日から、同年11月11日までの間にアオの星で発生した戦乱。裏で戦乱を煽るガドライト・メオンサムの暗躍などにより、スペースノイドとアースノイドの対立が顕在化、さらに宇宙魔王軍や再世戦争時とは別の群れのバジュラの襲来、新たに転移してきたアルテア界の侵攻や使徒の出現が起きる。これら混乱に対応すべく、旧ZEXISのメンバーを中心に特務部隊Z-BLUEが結成される。
その中でスフィアと太極、次元力が一連の事態の根幹に関わっていることが示唆され、同時にその力によるエタニティ・フラット構築を阻止すべくZ-BLUEは各地を転戦。最終的には地球近海での時空修復によりエタニティ・フラットは阻止され、ガドライト率いるジェミニスも壊滅。認識宇宙での決戦によりアンチスパイラルが打倒されたことにより戦乱は終結したかに思われたが、地球圏に帰還した直後、「サイデリアルの鬼宿」を名乗る男・尸空が出現。その撤退直後に時の牢獄は崩壊したが、連鎖反応でアオの星直近の空間が破壊。時の牢獄で隔てられていたもう一つの地球・ミドリの星と邂逅することとなった。
シャトル事故
COMPACT2 / IMPACT……キョウスケ・ナンブとエクセレン・ブロウニングが士官候補生時代に遭遇した事故。この事故の生存者はキョウスケとエクセレンのみであったため、それを疑問視した連邦軍によって両者は離れて任務に当たることになった。真相はアインストによって引き起こされたものであり、エクセレンはこの時に一度死亡したがアインストによって蘇生させられている。
OG……経緯は上述のものと同じ。公式には機体の不備が原因と発表されている。当時の連邦軍は原因についてメギロートが衝突したためと推察した（エアロゲイター機の残骸は全て回収されるのが原則だったが、衝突した物体の残骸は発見されなかった）ため、2人が生き残ったこととの因果関係は疑問視されなかったようである。なおキョウスケはイルムから当時の話をされるまで、救助されたもう一人がエクセレンであることを知らなかった。また、「向こう側」の世界においても発生しており、エクセレンはこの事件で死亡している。
修羅の乱
OG外伝……バルトール事件の直後に発生した、謎の構造物「ソーディアン」とそれを根城とする戦闘集団「修羅」、彼らに協力するデュミナス一派との戦いを指す。ヘルゲート攻略作戦失敗後、鋼龍戦隊（『OGIN』に倣い便宜上呼称する）はハガネ・クロガネ・ヒリュウ改の三艦に分かれ、分離行動を開始。クロガネ率いる遊撃部隊は、分離時にコンパチブルカイザーと操縦者のコウタ・アズマ、教導隊各員を編成し、函館地区において修羅将軍マグナス率いる部隊を撃退、地区の解放に成功。その直後に日本地区で発生した戦いにおいて、修羅を離反したフォルカ・アルバークが参入し、修羅の内部情報が一部明らかとなる。その後浅草地区においてデュミナス一派の襲撃を受けるものの、ハガネ部隊と合流し撃退に成功。さらにギリアム・イェーガーの発案により、ソーディアン攻略の壁となっていた結界「絶界宝」を突破する作戦「オペレーション・オーバーゲート」がスタート。同時期にテスラ・ライヒ研究所が謎の機動兵器「妖機人」の襲撃を受けるものの、再起動した龍虎王によって撃退され、事なきを得る。合流した鋼龍戦隊はテスラ研に集結、作戦の鍵となる「ソーディアン・ダガー」入手に動く。テスラ研近辺での囮作戦の際、襲撃して来たデュミナス一派によって囮部隊が窮地に陥るも、介入して来たアクセル・アルマーとアルフィミィにより危機を脱する。その後、戦隊は研究所を襲撃した修羅の部隊からダガーを入手、オペレーション・オーバーゲートを発動する。ソーディアン内部へ突入した戦隊は、修羅将軍三名を撃破し、最奥部で修羅王アルカイド・ナアシュと激突。修羅王を離反したフェルナンド・アルドゥク、アリオン・ルカダ両名の協力も得て修羅一派の撃破に成功した戦隊は、中枢部「奥の院」で修羅将軍ミザル・トゥバルを撃破、さらにアクセル・アルマーとアルフィミィ、シュウ・シラカワの協力を得てデュミナスを、転移機能の中枢部にて一派の生き残りであるデスピニスを加え、次元転移して来たダークブレインを撃破。作戦そのものはこれで終了したが、不安定となった空間で待機している際にシュウが突如離反。マサキ・アンドーを中心にこれを撃破し、全作戦が終了。その後、修羅の一派はフォルカを新たな修羅王とし、ソーディアンで異世界へと転移している。
春秋戦争
魔装機神……王都ラングランの壊滅を契機に地底世界ラ・ギアスで勃発した戦乱の呼称。シュテドニアス連合国が覇権の拡大を求めて神聖ラングラン王国に宣戦布告、電撃作戦で侵攻を開始。侵略されたラングランは国土の8割を失陥するも、終盤の一大イベント「地上人召喚事件」の余波で生じた間隙を突き、劣勢を跳ね返す事に成功。侵略に失敗したシュテドニアスは和平の条約を結ぶため交渉の席に就いた。抗争期間は約1年間といわれている。
OG……ラ・ギアス事件（地上人召喚事件）を参照。
新世時空震動
第3次Z 時獄篇……ZEUTHの面々がUCWへ帰還した直後に発生した時空震動で、それによってUCWとADW、他の多元世界が再統合されていた。それと同時に何者かによってZ-BLUEの面々の一部記憶（時獄篇で参戦していないZEUTH、ZEXISの面々、ランド、セツコ、クロウ、エスター）や潜在能力（野生化、SEEDなど）が封印され、エタニティ・フラットが作られようとしていた。
聖バレンタインの光
W……ヴェルターが完全壊滅した事件。新機界種戦終了直後にプラントへの核攻撃を知ったヴェルターが阻止のために宇宙に上がるが、ラダムとイバリューダーの挟撃を受ける。その際、ヴェルターを救うために現れたアーキオーガンが放った、捨て身の「アンク・アタック」の光が地上から確認されたのが丁度、連合宇宙歴100年2月14日であったことから付けられた名前。ラダムとイバリューダーに挟撃されつつも旗艦ヴァルストークは突破を敢行したが、直後に現れた正体不明の機動兵器の攻撃を受ける。これにより艦長ブレスフィールドと専属パイロットカズマ、ラダムを迎撃していたテッカマンブレードが消息不明となり、さらにヴァルストークは大破、航行不能となる。このため核攻撃への抑止力はなくなり、プラントへの核攻撃（血のバレンタイン）が実施され、コーディネイターとナチュラルによる戦争が勃発するのだった。
セカンド・ブレイク
Z……2度目に引き起こされた時空崩壊。時空境界線安定のため、連邦軍が開発した小型の時空震動弾の実験の際、それが世界全域に影響を及ぼした結果発生した。このとき現場に居合わせていたZEUTHは、部隊全体が特異点となってしまった。
第一次地球圏争乱
J……コズミック・イラ69年から71年にかけて行われた戦争。地球ではザフト、木連、リクレイマー、鉄甲龍、Dr.ヘル、デビルガンダム、地球外からはラダム、グラドス、ボアザン帝国といった勢力が飛来し入り乱れて戦った。この中でナデシコとアークエンジェルの2艦で構成される「地球連合軍第3艦隊特務分艦隊」は各地で目覚しい働きを見せたが、のちに軍を離反、反逆者として連合軍と敵対することになる。特務分艦隊はその後も独自の行動をとり、最終的にはほとんどの勢力を排除、あるいは無力化して争乱の終息に貢献した。その過程で「フューリー」と呼ばれる異星人種族が地球人類の造物主である事実が判明している。フューリーは予定外の進化を遂げ、地球移住の障害となった人類を排除すべく、ニュートロンジャマーキャンセラーの技術を連合に渡すことによってナチュラルとコーディネイターの共倒れを誘い、最終的には月の地殻を砕き地球に降り注がせることで全人類の抹殺を図ったが、これも特務分艦隊の手によって阻止され、彼らもまた人類と共存の道を歩むことになった。
第4次大戦
第○次 / 魔装機神……『第4次』（インスペクター事件から3か月後）で起きたロンド・ベル隊とエゥーゴの同盟軍、ティターンズ、DC・ポセイダル軍・ゲスト混合軍、ノイエDC、ガイゾックの各勢力間で起こった大規模な戦争。最終的にはロンド・ベル隊がDCとゲストの本拠地である火星に乗り込み、コロスとドン・サウザー、そしてテイニクェット・ゼゼーナンを討ち、戦争は終結した。この戦争後、地球とゾヴォークの間に友好条約が締結された。DC戦争やインスペクター事件のような呼称は公表されていないが、『魔装機神』第2章プロローグにてこの名で語られている。
ダブル・インパクト
αシリーズ……西暦2012年1月に落下した二つの隕石による災害の名称。この隕石によりニューヨークおよびワシントン、モスクワは壊滅的な打撃を受けた。二つの隕石は事件直前まで全く観測されることなく、衛星軌道上に突如出現し、同地を壊滅させた。後の調査で両隕石は人工物であることが判明したが、情報そのものは秘匿され、公にはされなかった。この事件のあとネットワークインフェルノや世界恐慌が発生し、局地紛争が激化する。
OGシリーズ……αシリーズと同様の事件。ニューヨークに落下した隕石は「メテオ1」、モスクワに落下した隕石は「メテオ2」と命名されている。これらの隕石は後に落下する「メテオ3」より小型で、人工物とはされていない。
天獄戦争
第3次Z 天獄篇……新多元世紀11月11日から発生した、星間軍事連合サイデリアルとの戦争。時獄戦役に加え尸空との戦いで疲弊していたZ-BLUEはサイデリアルの侵攻を防げず、蒼の地球の占領を許す。この後、翠の地球にいた旧ZEUTHのメンバーの一部やガルガンティア船団、フラタニティの協力を取り付けて戦力を増強したものの、ラース・バビロンの攻略には失敗。
さらに、アマルガムによりZ-BLUE構成母体の一つであるミスリルが壊滅し、戦力の2/3が銀河中心部へ飛ばされる。この後、合流した一行はソレスタルビーイング号を拠点にネオ・ジオンやその背後のクロノ、新地球皇国と戦い続け、その中で黒歴史の真相やスフィアの真実などを徐々に知る。そして、最終的に皇国の頂点に立つ皇帝アウストラリスこと次元将ヴィルダークを撃退し、蒼の地球の解放に成功。さらにELSとの対話にも成功し、宇宙怪獣は銀河中心殴り込み艦隊により殲滅。残された脅威である御使いと宇宙の崩壊を食い止めるためZ-BLUEはカオス・コスモスへ突入し、アサキムや御使いを打倒。そして、アドヴェントによって顕現した至高神Zをも撃退し、真の時空修復により宇宙の崩壊を食い止めることに成功。これにより、多元世界は新たに構築され、それぞれが重なり合った超次元世界としてのスタートを切った。そしてこれを以って、大時空振動から続いた長きに渡る戦いも終わった。
東京大震災
αシリーズ/OGシリーズ……西暦2011年に発生した東京を震源地とする大地震。これにより日本経済が大打撃を受け（なお、現実の2011年には東日本大震災が発生している）、それに伴い治安が悪化し、国連特別軍が駐留する事になった。『龍虎王伝奇 外伝』では稲郷兵馬、アリッサ・グリムズの両名がこれに巻き込まれていたことが判明している。
南極会談 / 南極事件（グランゾン事件）
旧シリーズ（第4次）……『第2次スーパーロボット大戦』以前に発生した、南極で行われた国際連合と「ゲスト」の会談をシュウがグランゾンで襲撃した事件。「グランゾン事件」「グランゾンの反乱」とも呼ばれる。シュウを追って地上世界に上がったマサキは事件直後の南極でシュウに遭遇している。
旧シリーズ（F）……『F』では『第4次』と異なる真相が語られている。テイニクェット・ゼゼーナンがグランゾンのブラックホール機関を暴走爆発させ、穏健派の特使達を暗殺し実権を握るのが目的だったが、その反応に第1使徒アダムが共鳴し、大規模なエネルギー放出によって大勢の死傷者が出た。この時、南極では人類とゾヴォーグの調印式が秘密裡に行われ、シュウ・シラカワ、碇ゲンドウ、タシロタツミ、ゼゼーナンといった人物も出席していた。ゲストの母国である共和連合には、『第4次』同様にシュウがグランゾンで襲撃した事件と伝わっていた。また地球側も自らがゲストの技術を独占しようとして発生した事故と認識していた。
OG……詳細は『第4次』と同様。表向きにはグランゾンのお披露目と、スペースノア級壱番艦シロガネの竣工式とされたが、その裏ではEOT特別審議会と異星人との和平交渉（実質的には地球が異星人に降伏する内容）が行われていた。それに反発するEOTI機関がシュウとグランゾンに会談を襲撃させて破談に追い込んだ。防衛任務に就いた者にはエアロゲイターとの会談と説明されたが、『OGs』でシュウに攻撃された異星人の戦艦からゲストの兵器であるガロイカが出撃している（戦艦自体はエアロゲイターの戦艦フーレに偽装されていた）。SRXチームは防衛任務に赴き、南極事件の現場に居合わせている。また、ヒリュウ改とATXチームも南極へ赴く予定であった。『DW』ではゼゼーナンらしき人物が登場しており、『第2次OG』で交渉相手の異星人がゲストだったことが、特異点崩壊事件の際にシュウの口から明かされている。
ナンバーズ虐殺事件
第2次Z……『コードギアス 反逆のルルーシュ』における、ユーフェミアが起こした日本人虐殺事件の事。事件の経緯は原作とほぼ同じだが、破嵐万丈の介入で犠牲者は原作よりも少なくなっている。この事件でブリタニア・ユニオンの支配に不満を持っていた人々の怒りが爆発し、各エリアで暴動が頻発するようになる。なお、原作と違ってゼロはすぐにはブラックリベリオンを起こしておらず、インペリウム等の戦いに決着をつけるため、ZEXISに再合流している。
ネオ・アクシズ戦争
ヒーロー戦記……CC098年に惑星エルピスで発生した戦争。最終的にはゼウスがネオ・アクシズ総統のアポロンを討ったことで集結した。
ネットワーク・インフェルノ
ダブル・インパクトの直後に発生した電脳災害。具体的に何が起きたのかについて詳細は不明だが、これにより情報産業の分野の技術は、1980年代レベルにまで退行。その被害は甚大で世界恐慌の切っ掛けとなり、世界各地で局地戦争を引き起こす事になった。
ノゾミ事件
OGs……新西暦157年にスペースコロニー・ノゾミで発生した大規模なテロ事件。
破界事変
第2次Z 破界篇……新帝国インペリウムなどの敵をZEXISが打ち破った一連の出来事のこと。インペリウムを打倒したのはZEXISではなく軍の功績になっている。また、このときの成果により、ブラスタの量産化が決定している。
バルトール事件
OG……新型機トライアルから伊豆の披露式襲撃に始まり、ヘルゲートの鎮圧で終わるウォン重工業製ゲシュタルト、ミロンガとバルトールによる一連の事件の総称。事件の発端は特殊戦技教導隊によるVTX-000「ミロンガ」のトライアルであった。同トライアルにおいてミロンガは謎の暴走を起こすものの教導隊各機の連携により撃破される。回収された機体のパイロットは全員死亡していたことが判明した。その後、開発が進められていたVTX-001「バルトール」の披露式典が伊豆で開催。だが、同式典においてバルトールは護衛のヒュッケバインを撃破するとともに来場していた一般人を大量に拉致。伊豆襲撃を開始した足止め部隊は突如出現した謎の特機、駆け付けたATXチームとハガネによって撃破されるも、日本各地で同時多発襲撃が発生し、多数の人員が拉致された。後、ギリアム・イェーガーの調査により、背後にユルゲン博士の関与とODEシステムの存在があることが判明した。テスラ・ライヒ研究所への襲撃は同所のスタッフ達によって退けられ、ハガネと合流した彼らにより大連で本隊が撃破。また、宇宙に出現したバルトールをヒリュウ改が撃破したことにより、バルトール群の本拠がスカルヘッドと判明、合流した両艦はクロガネと合流し、拉致されていた教導隊各員とクスハ・ミズハを救出、強襲をかける。内部で正体不明の機動兵器「コンパチブルカイザー」との遭遇を経、ODEシステムのコアとなっていたヴァルシオン改とユルゲンを撃破。しかし、直後に謎の生体兵器「デュミナス」が出現、拉致された人員は一部を除き全員死亡していたことが判明した。作戦失敗と判断した上層部はヘルゲートへの核攻撃を実行し、部隊はやむを得ず撤退を選択。しかし、その直後、ヘルゲート近隣の宙域に剣型の巨大構造物が出現。「ソーディアン」と名付けられたそれを巡る流れは、やがて修羅の乱へと繋がっていくことになる。
バルマー戦役
新 / スーパーロボットスピリッツ……トロニウムを求めて地球に侵攻してきた、バルマー帝国辺境銀河方面軍第8艦隊との戦争。『新スーパーロボット大戦』では本編中の出来事で、『スーパーロボットスピリッツ』ではL5戦役以前の戦いだが、両作品には設定的に地続きであってもパラレル扱いの世界観であるため、直接的な繋がりは無い。
α……『スーパーロボット大戦α』（ゲーム内の暦は新西暦187年）、『スーパーロボット大戦α外伝』の時に起きた大規模な戦争。ゼントラーディ、メルトランディ、STMC、そして他の異星文明を従えたゼ・バルマリィ帝国監察軍が地球に侵攻。地球側は、SDF1番旗艦マクロスとSDF零番旗艦エクセリヲンを中心に数多くの戦力と統合し、ゼ・バルマリィおよびSTMCの侵攻を阻止することに成功。ゼントラーディとの和平も実現するが、エクセリオンの動力を暴走させてSTMCを殲滅したことで大規模な重力波が地球を襲うことになり、さらに地球側ではティターンズが戦力を蓄えていたために、SDF本隊はティターンズに全面降伏。マクロスはティターンズの旗艦となり、SDFに協力していた一部の部隊もティターンズの戦力として取り込まれるが、情報機関プリベンターを中心に内乱が発生し、最終的にティターンズは壊滅。プリベンターによって月のマイクロウェーブ施設にてイージス計画が発動されたことで、地球圏は重力波の脅威から免れ、ようやくバルマー戦役は本当の意味での終結を迎える。
封印戦争
α……『第2次スーパーロボット大戦α』（新西暦188年）の時に起きた戦争。ミケーネ帝国、恐竜帝国、邪魔大王国の地下勢力とバーム星軍、ゼーラ星軍を始めとした異星人連合からの侵攻、さらに木星帝国やシャア・アズナブルを筆頭とするネオ・ジオンの決起が発生したが、地球連邦軍直轄の特別混合部隊「αナンバーズ」の活躍によって、地下勢力の殲滅は成功し、バーム星とゼーラ星二つの異星文明とは、独裁者の死亡と平和機構の活躍によって、地球側との和平路線に転向。ネオ・ジオンのアクシズ地球降下作戦も、αナンバーズがもたらした「人の心の光」という奇跡によって、失敗に終わった。ようやく終結を迎えたかに思われたが、人造神ナシム・ガンエデンの地球を封印し地球外全ての文明を抹殺するという宣言によって、事態は新たな混乱を迎えるが、これもαナンバーズの活躍によってナシム・ガンエデンが破壊されたことで、無事に終結を迎えることとなった。最終的に今回の戦争は、「地球という星を封印しようとした者」、「過去に地球へ封印された者」、「人類を地球に封印しようとした者」など様々な思惑が入り混じっていたことからキーワードである「封印」を冠して封印戦争と呼ばれることとなった。だが、これだけの戦いであったにもかかわらず、1か月後に勃発した銀河大戦の事実上の前哨戦でしかなかった。
第2次OG……本作の物語が封印戦争として語れる模様。
ブレイク・ザ・ワールド
Z……時空振動弾の影響でさまざまな世界が交じり合い、多元世界が誕生した出来事。第2次Zでは「大時空震動」と呼ばれている。名称はガンダムSEED DESTINYから。
ホープ事件
OG……新西暦172年に起きた、テロリストがジガンスクードを奪いスペースコロニー・ホープを占領した事件。連邦政府の対応が杜撰だったために事件は長期化、しかも人質の安全を考慮せずにジガンスクードを破壊したことで多くの犠牲者が出た。この事件でテンペスト・ホーカーは妻子を失い、連邦政府を強く憎むようになった。なお、公式記録ではテロリストがコロニーの隔壁を破壊したことになっているが、実際には連邦軍が隔壁ごとジガンスクードを撃ち抜いている。
魔力弾事件
旧シリーズ / 魔装機神 / OGシリーズ……『魔装機神I』第一章の終盤に王都ラングランで起こった謎のテロ事件のことを指す。魔装機神3のDLCキャンペーンマップ「アンティラス隊の名にかけて」で確認された呼称。計画を画策した組織は「ヴォルクルス教団」であり、成功させるべく水面下で手引きした教団の大司教は二人（シュウとルオゾール）と目される。この事件は、Iの冒頭で語られた予言『巨大な魔神が、ラングランを滅ぼす。そして、それはラ・ギアスに生けるものすべてに災厄をふりまく』と直結している。『巨大な魔神』と『ラングランを滅ぼす』と『ラ・ギアスに生けるものすべてに災厄をふりまく』のみっつは、燃え盛る王都ラングラン市に降り立った蒼いマシン（シュウの愛機グランゾン）を目撃したある人物の主観に同調し、その意識に強い影響を受けた未来見の口が発した文言。
ラ・ギアス事件（地上人召喚事件）
旧シリーズ / 魔装機神……インスペクター事件の直後、ロンド・ベル隊のパイロットの多くやDC残党、異世界バイストン・ウェルの勢力やグッドサンダーチーム、ドグーガがラ・ギアスへと召喚されてしまった事件。フェイルロード・グラン・ビルセイアが地上の戦力を得るため、造った召喚召喚プログラムの暴走により大量に召喚されたために発生したのが真相であった。マサキ・アンドー、リューネ・ゾルダーク、シュウ・シラカワの三者とそれぞれの仲間達が異なる立場でシュテドニアス軍、フェイルロード軍、カークス軍、サーヴァ・ヴォルクルスを撃破し、事件は収束した（結果的に、ラングランはシュテドニアスの占領からは解放された）。しかし、この事件でロンド・ベル隊の主要メンバーは1ヶ月間地上を留守にしたため、規模を縮小され、DC残党が多く所属するティターンズの台頭を許すこととなった。地上での呼称が「ラ・ギアス事件」、ラ・ギアスでの呼称が「地上人召喚事件」である。
OGシリーズ……大体の流れは旧シリーズと同様だが、インスペクター事件より後である修羅の乱終了後に勃発した。この事件により、鋼龍戦隊は新生教導隊、ツェントル・プロジェクトのメンバーや外部協力者であるリ・テクノロジストやL&Eコーポレーションだけを残してラ・ギアスに転移。ガイアセイバーズが暗躍する引き金、封印戦争の勃発を告げる鐘の音となる。
DC戦争
旧シリーズ……『第2次スーパーロボット大戦』で勃発した国際連合とDCの戦争の名称。「第2次大戦」とも呼ばれる。ジャブローにおけるホワイトベース隊との戦いで、DC総帥のビアン・ゾルダークが戦死したことで終結した。戦後、DC残党によるテロ活動に対抗するため、国際連合は解体され地球連邦が結成される。奇しくも、ビアンの悲願であった人類の統一がなされる結果となった。
OGシリーズ……『スーパーロボット大戦OG』で新西暦186年11月に勃発した、地球連邦とDC及びコロニー統合軍の戦争の名称。翌年1月にDC総帥のビアン・ゾルダークと、コロニー統合軍総司令のマイヤー・V・ブランシュタインが戦死し、その後、残党軍がジュネーブで撃破されたことで終結した。
L5戦役 (L5 Campaign)
スーパーロボットスピリッツ……本編前にL5宙域で行われた、エアロゲイターの地球降下阻止戦闘の名称。この戦役に地球防衛軍はSRXとダンクーガを主軸とした大戦力を投入するが、SRXとガンドールの大破をはじめ、地球防衛軍側が壊滅的な被害を受け敗北。エアロゲイターの地球降下を許してしまう。
OGシリーズ……『スーパーロボット大戦OG』で、DC戦争終結後にL5宙域に出現したエアロゲイターの本拠地「ネビーイーム」に、地球連邦軍が大規模な攻撃を仕掛けた戦闘の名称。ハガネとヒリュウ改によって、ジュデッカとセプタギンが撃破され終結した。

## 地名・異世界関連
アースクレイドル
アイドネウス島 (Aidoneus Island)
αシリーズ……マクロスが落着した島。マクロスシリーズが登場する『α』では「南アタリア島」だったが、同シリーズが登場しない『第2次α』では、OGシリーズ同様にこちらの名称が用いられた。
OGシリーズ……メテオ3が落着した島で、DCの本拠地が置かれた場所。ハガネ隊の突入でDCが崩壊した後は連邦軍の駐留部隊が置かれた。メテオ3がセプタギンとして覚醒したため、L5戦役の事実上の最終決戦の場となった。L5戦役後は封鎖されていたが、『第2次OG』にて再要塞化が進められて「グランド・クリスマス」と改名され、ガイアセイバーズの本拠地となる。
蒼の地球
第3次Z……新世時空震動によって誕生した新たな多元世界。ADWを中心にUCWの一部を除く区域、別の世界の一部が統合された。『時獄篇』では「アオの星」とだけ呼ばれ、『天獄篇』で制式名が判明。時空修復を行い時の牢獄を破ったことで翠の地球からサイデリアルの侵攻を受けた結果、そのほとんどを制圧されてしまう。
アビアノ基地
αシリーズ……地球圏における兵器開発拠点のひとつ。伊豆基地や南アタリア島とならんでバグスによる偵察目標にもなったが、何を開発していたのか詳細は不明。
OGシリーズ……地球連邦軍南欧支部が置かれる軍事基地。地球圏防衛計画の拠点のひとつであるが、詳細は不明。『OG2』での責任者はダンスト。『告死鳥戦記』ではカルロ・サッキ少将。L5戦役からバルトール事件の間にかけ、次期量産候補機のトライアルが行われた。
アグラッドヘイム
無限EXCEED……アレディ達の世界に攻め込んでいた空中国家。魔族や獣人、有翼種などが存在、中央部にエネルギーを放つ巨大な物体があるなどフォルミッドヘイムとの関連を思わせる国。実はフォルミッドヘイム自体がこのアグラッドから切り離された一部であった（分離独立、と言うべきらしい）。中央部のエネルギーは中枢部「シュテルベン・シュロス」に存在する「ヴェルトバオム」という樹のものである。世界統合時にヴェルトバオムが暴走し、転移を始めてしまう。その際アグラッドの王であるガグン・ラウズがヴェルトバオムの暴走を身を挺して食い止めるが、ガグンはこの一件で体を失い魂だけの存在となった。エンドレス・フロンティアでははるか上空に位置していたが、最終決戦で主要部が壊滅、ヴェルトバオムも機能を失ったことで空中にとどまれなくなり、エスピナ城近辺の海上に落着。現在はルボール・ククルスによって調査が行われている。
アースティア
アル・ワース
X……智の神エンデが守護するとされる異世界。星環（スターリング）に覆われたアル・ワースの星そのものと、それを取り巻く宇宙全体の両方を指す。アル・ワースの星には翼のような形の大陸が広がり、創界山、神聖ミスルギ皇国、獣人の国は元々アル・ワースに存在している。実は魔獣エンデが自らの餌場として認識宇宙内に自らの意思で作り出した世界で、「平和の世界」、「戦争の世界」、「革命の世界」と隣接している。なお、ふしぎの海のナディアとバディ・コンプレックスの2作はこれら3つの世界の所属ではなく、主人公達も元々はアル・ワース出身ではない。
平和の世界
X……真マジンガーやマイトガインが元々所属していた（そして戦部ワタルの出身でもある）世界。平和と言っても他の世界と比べて現状が相対的にそうであるだけで、Dr.ヘルやブラックノワールの一派が暗躍しており「革命の世界」へと移り変わる過渡期にある。召喚時点ではDr.ヘルは討たれあしゅら男爵による血の儀式が行われていた。
戦争の世界
X……Zガンダム（TV版）～逆襲のシャア・ガンダムF91～クロスボーンガンダム 鋼鉄の7人及びGのレコンギスタなど、主に宇宙世紀ガンダムの本来の出身である世界。おおむね宇宙世紀の世界同様の戦争が起きているが、宇宙世紀の正史とは一部時間経過が異なっている。アル・ワースへの召喚時点では「逆襲のシャア」のアクシズ落としが行われていた。また、この世界の未来から来たトビアによれば、木星戦役も起きている。
革命の世界
X……ガンダムW、コードギアス、ダンバイン、ダイターン3の元々所属していた世界。黒の騎士団やコロニーの送り込んだ特殊行動用ガンダムによる決起、バイストン・ウェルから追放されたドレイク軍の襲来などの混乱を経て大変革の起きた世界。最終的に皇帝ルルーシュが世界を掌握するもスザク扮する「ゼロ」により皇帝ルルーシュは討たれ地球圏統一国家が発足するが、マリーメイアの反乱に追われるさなかにアル・ワースへの召喚が起きた。
イカロス基地
αシリーズ……アステロイドベルトにある軍事基地で、地球圏防衛の最前線基地となっている。木星以遠の宙域全てをカバーしており、かなりの規模を誇る。戦略的に重要な基地なので異星人から攻撃されていてもおかしくはないのだが、なぜか基地そのものが攻撃を受けたことはない。銀河大戦の時はバスターマシン3号の建造が行われ、銀河中心殴りこみ艦隊の集結地となった。元ネタは『宇宙戦艦ヤマト』に登場した同名の小惑星。
OGシリーズ……アステロイドベルト付近に建設された木星エネルギー定期船団の中継基地。イカロス航宙士官学校が存在することや、ヒリュウやジガンスクードの改修を行っていることから、相応の規模の居住および工場施設を有しているとみられる。
伊豆基地
OGシリーズ……下田に造成された人工島に存在する軍事基地。地球連邦軍極東支部が置かれる。地球圏防衛計画の拠点のひとつであり、SRX計画機の開発が行われている。責任者はレイカー・ランドルフ准将。
ヴァルナカナイ
無限……エンドレス・フロンティアを構成する世界の一つ。魚人達の住む水中世界で、唯一探索可能なのはヴィルキュアキントの遺跡のみ。デューネポリス付近のクロスゲートから行き来することができる。クロスゲート消滅後は大部分がデューネポリスに統合され、陸地になった。
無限EXCEED……渾然大地の真ん中に存在しており、「ヴァルナ・ストリート」と呼称。住人のほとんどは海上都市と化した新フォルミッドヘイムに移っている。
ウェーク島基地
OGシリーズ……太平洋上のウェーク島に設置されている地球連邦軍の軍事基地。旧西暦時代からの重要拠点で多数の対艦砲台が設置されていた。DC戦争勃発時にDCによって占拠され出撃拠点となっていたが、アイドネウス島に向かうハガネの攻撃を受け陥落。DC戦争終結後も復旧が放棄されている。
ヴェルトバオム
無限EXCEED……アグラッドヘイムの中枢たる霊樹。人の魂を喰らってその力を増し、育つと他の世界に根を下ろし、アグラッドヘイムを別の世界へ転移させることが出来る。ただしこの方法を使う場合、アグラッドヘイムが存在している世界が引き裂かれ、バラバラになってしまう（波国が代表）。また、力が高まってくると暴走を起こし、存在する世界の一部を円形に切り取り、別世界へ飛ばしてしまう。最終的には神夜とネージュによってスヴァイサーごと完全封印され、その力を失った。
エルピス
ヒーロー戦記……物語の舞台となる惑星。ガンダム大陸、ライダー大陸、ウルトラ大陸の3大陸が存在する（これらは全て通称であり、正式名称は何時しか忘れ去られている）。多くの異星人が来襲し、多くの秘密結社が作り出した怪人、モビルスーツを使ったテロ組織や国家間戦争、怪獣までも存在する「出鱈目な世界」である。
OGシリーズ……人類初の密閉型スペースコロニー第1号基。新西暦75年完成。L4宙域に存在し、コロニー統合府やコロニー統合軍の司令部が置かれている。コロニー出身の人間にとっては聖地とも言える場所である。エルザム、ライ、カーウァイらはエルピス出身。なお、L4宙域のコロニー10基はいずれも「希望」を意味する名称を与えられており、1号から順に「エルピス」「ノゾミ」「ホフヌング」「ウィッシュ」「エスポワール」「ホープ」「スペース」「エスペランサ」「ナディエジーダ」となっている。
エスピナ城
無限……エルフェテイルにある妖精族の城。3年前、10年戦争終結後にアインストレジセイアが送り込んだミルトカイル石によって壊滅してしまい、現在は廃墟同然の姿になっている。また、妖精族は波国へと転移してしまった。無人だが宿は営業しており、琥魔が来ているため商店も利用可能。
無限EXCEED……ネージュの故郷。前作に比べて外観が大きく違う。本作では内部が登場。地下には「魔倣の鏡」という解析装置とフェイクライドを安置する場所が存在。
エルフェテイル
無限…妖精や獣人達が住む、俗に言うファンタジー系RPG風の世界。ロストエレンシア、神楽天原、ヴァルナカナイ、フォルミッドヘイムへとつながるクロスゲートがある。西側に広がる砂漠地帯はデューネポリスと呼ばれ、カッツェがリーダーとなっている街、マーカスタウンがジャイアント・マーカス号の上に広がっている。北部はミルトカイル石の影響で事実上壊滅。その中心にあるエスピナ城は被害が最も大きいが、宿屋は営業している。10年戦争時、フォルミッドヘイムが侵攻に利用したドゥルセウス封墓はデューネポリス側にある。10年戦争時には主戦場となり、その爪痕が今も残る。クロスゲート消滅後は主にロストエレンシアと統合された。
無限EXCEED…滅亡していたはずの国だが、実は何らかの事情で国ごと飛ばされ、波国に辿り着いていたらしい。ハーケン達がヴァールシャイン・リヒカイトを倒し、クロスゲートの消滅によって世界が統合された際に元の世界へと帰還した。元は妖精族の国であったらしい。本作では「メギ・エルフェテイル」と呼称。
新地球皇国（ガイアエンパイア）
第3次Z 天獄篇……サイデリアルが制圧した蒼の地球の支配地域に置いた支配国家。首都はロシアに置かれたラース・バビロン。皇帝アウストラリスの下、サイデリアルの幹部である尸空、ストラウス、バルビエルとその参加の特殊部隊により統治されており、戦力の質ではサイデリアル本隊をも凌駕する。天獄戦争のほとんどの期間、Z-BLUEと戦いを繰り広げる。一時は蒼の地球の9割を支配下に置いたものの、クロノ改革派の残した計画によるサイデリアルによる「飼育」の暴露、ヒビキ達Z-BLUEのリアクター達の成長とその快進撃によって3人の幹部の全てが敗北。皇帝アウストラリスこと次元将ヴィルダークまでも打ち破られ、蒼の地球を去ったことで消滅する。
ガウ=ラ・フューリア
神楽天原
無限…純和風の世界。「かぐらあまはら」と読む。ロストエレンシア、エルフェテイルへとつながるクロスゲートがある。桜と紅葉に覆われており、神楽天原の人間の本拠地「武酉（たけとり）城」、鬼の本拠地「滅魏（めぎ）城」がある。10年戦争時はクロスゲートを閉じて他国との行き来を絶つ篭国を行っていた。クロスゲート消滅後は主にデューネポリスと統合され、滅魏城とは大きく距離を隔てることになった。北部で関所の役割を果たしていた「龍寓島」はロストエレンシア部分に移動している。フィールドBGM「天衣夢泡」は、もともと神夜の専用BGMだったものを転用したもの。
無限EXCEED…統合後の現在は国自体が消滅しており、他の地域と合わせて「渾然大地」と呼称。武酉城・滅魏城は健在。本作では不死桜を狙ってアグラッドヘイムが襲撃し、ラストダンジョンへの入り口ともなる。
カオス・コスモス
第3次Z 天獄篇……惑星エス・テランのある平行宇宙。各並行世界の銀河中心に存在するゲート「天柱」を通ることで、この世界に辿り着くことができ、言い換えればどこの平行世界にも行くことができる。元々は普通の平行宇宙だったが、御使いの誕生時にその住居として法則を書き換えられると同時に天柱が創造された。その結果因果律の混乱した特殊空間となってしまい、意思によって存在が定義されるようになっている（そのため天元突破グレンラガンやダイバスターでも普通に活動ができる）。御使いがZ-BLUEに倒され、さらにアドヴェントによって至高神Z顕現のため次元力を放出したことで崩壊し、その後超時空世界として修復された世界を天柱が貫く形で繋ぎ止めるという形となった。
コルムナ (Columna)
OGシリーズ……地球と月の間に設置された宇宙ステーション。通信衛星の予備制御システムを有する。スペースコロニーにとってはその名の通り「柱」のような存在である。DC戦争勃発時にコロニー統合軍によって占拠されるが、連邦軍の各種衛星の機能を復活させるため、ヒリュウ改によって奪回された。
シュラーフェン・セレスト
無限……ロストエレンシア北部に存在する超巨大戦艦。ただし、現在は航行能力を完全に失っており、バウンティハンターたちの格好のターゲットと化している。内部機構は大半が生きており、その中には用途不明の転移装置群がある。その奥にはさらに大型の転移装置があり、KOS-MOSとT-erosはここから転移してきた。艦首部分の主砲によりゲートを開き、並行世界間を飛び回っていたらしい。前述の転移装置群の部屋には、ゲシュペンストやアルトアイゼン、アウセンザイターやコンパチブルカイザーなど、『OGS』に登場した機動兵器の残骸や破損した武装が転がっている。
無限EXCEED……新ロストエレンシアに存在する。どうもエンドレス・フロンティアの外の世界とつながっているらしく、転移装置群からアクセルとアルフィミィ、奥の巨大転移装置からT-erosとM.O.M.O.、そしてコウタ・アズマが転移してきている。最終局面では艦首主砲によってツァイト・クロコディールがアグラッドヘイムへ転移している。
ゼ・バルマリィ帝国
セレヴィス・シティ (Cerevis City)
OGシリーズ……月面ケイリー高原に建造された恒久都市。シティ郊外にはマオ・インダストリーの本社が存在する。L5戦役中にエアロゲイターの襲撃を受け、リン・マオ社長自ら機動兵器に乗り迎撃を行った。
セレネ基地 (Selene Base)
OGシリーズ……月面のハドリー・バレーに置かれている地球連邦軍の軍事基地。DC戦争中にコロニー統合軍の攻撃を受け音信不通となった。
多元世界
Zシリーズ……Zシリーズの世界観の中軸であり、複数の平行世界間の壁が破壊され、各平行世界の融合、誕生した新世界。また、第2次Zでは複数の多元世界の存在が判明した。
超次元世界
第3次Z……1億2000万年の終焉を巡る戦いの最終局面で敢行された真の時空修復により、新たに創造された世界群。大時空振動前の各世界を、カオス・コスモスがあった天柱がエレベーター状に貫く形で構成されており、ゲートを使用すれば各世界の行き来が可能。現在は出発世界から近い世界までしか広がっていないため、それぞれの世界で新たな世界を探す冒険家「ゲートトラベラー」が続出。ヒビキもこの一人である。
テクネチウム基地
αシリーズ / OGシリーズ……月面に置かれていた地球連邦軍の軍事基地。ヒュッケバインの起動実験時の暴走事故により消失した。
テスラ・ライヒ研究所 (Tesla-Leicht Institute)
旧シリーズ……主人公の父親が勤める研究所。ゲシュペンストやグルンガスト、ヒュッケバインを開発した。破嵐財閥も出資しており、資金や設備も豊富。『F』劇中では、甲児たちが光子力研究所とテスラ研の規模の違いを嘆く一幕もある。この場面では過去にテスラ研からノーベル賞受賞者が8名出ていることも語られている。
OGシリーズ……新西暦171年、ビアン・ゾルダーク博士が北米コロラドに創設したロボット研究機関。EOTやテスラ・ドライブの研究、特機の開発が行われている。ビアンは180年にEOTI機関に招かれて同研究所を後にし、同時に多くの研究員が移籍した。現在の所長はジョナサン・カザハラ博士が務める。『第○次』時代から名称だけは知られていたが、『OG2』において外観が判明した。なお、「向こう側」のテスラ研はリュケイオスの自爆と共に消滅している。
αシリーズ……基本的にOGと同様。
ドゥルセウス封墓
無限……デューネポリスに存在する古代の遺跡。最奥部にはフォルミッドヘイムに通ずるクロスゲートが存在し、戦争中は同国が前線基地として使用。その名の通り元々は墓であり、トラップが多く仕掛けられている。
無限EXCEED……渾然大地の北西部に存在。本作では下層部が登場。いかにも古代エジプト然とした上層部と異なり、下層部は墓守兼管理人のクレオ・グレーテルの趣味により、基本フォルムを残したまま全面お菓子に変わってしまっている。
ネオ東京
DW……作中における東京の名称。秋葉原も「秋葉原保存区」として、西暦時代と変わらぬ町並みが保存されている。
波国
無限EXCEED……「はこく」と読む。修羅界に存在する国家。元々妖精族の国だったエルフェテイルは何らかの事情でここへ飛ばされた。ハーケン達がヴァールシャイン・リヒカイトを倒したことでクロスゲートが消滅し世界が統合された際、巻き込まれてエンドレス・フロンティアと統合されてしまう。元の世界にフォルカ達の国である「羅国」があったかは不明。
始まりの地 (The land of beginnings)
OGシリーズ……アインストから見た地球。もしくは修羅から見た修羅界。
覇龍の塔
無限EXCEED……波国に存在した、修羅達が修練を積むための塔。アレディの師、シンディ・バードが最下層を守り、最上階は羅刹機アルクオンが守護している。世界統合後は新ロストエレンシアに存在。黒ミルトカイル石の発生に伴ってアルクオンが姿を消すという異例の事態が発生し、それが今回の物語の始まりとなる。通常入ることが出来るのは最下層のみだが、周回プレイを行うと「覇龍の修練」に挑むことが出来る。これは修羅が積む修練で、覇気によって再現されたその世界の強者達と戦うことになる（現在はエンドレス・フロンティアの強者、つまり本編のボスとなる）。それらの幻影は本物よりも圧倒的に高い戦闘力を持ち、レベル最大、武装最強でも苦戦を強いられるほど。最上階は「覇龍の間」と呼称され、本来はそこにアルクオンがいる。そのさらに奥には「争覇の間」と呼ばれるスペースが存在するが、これは設定とは関係のないスタッフルームである。
フォルミッドヘイム
無限…エルフェテイルのとある場所にあるクロスゲートから行くことのできる、空中に広がる暗黒世界（国と言うよりは都市）。悪魔や魔族に代表されるものの住む世界で、常に闇に覆われ雷が鳴り響く。10年戦争を仕掛けた当事者の国であるため、終盤までは行き来できない。エンドレス・フロンティアでは最も高い科学技術を持っており、ロストエレンシアに墜落した戦艦ネバーランドのもう片方から得られたデータで、3機のパーソナルトルーパーを複製し、ネバーランドに搭載されていたアークゲインを修復、運用した。クロスゲート消滅後は地上に落下し、ヴァルナカナイ・デューネポリスと統合された。各ブロックの配置はそのままだが、ネバーランドのあったサウス・オリトリア部分はドロシーの要塞の真ん前に移動している。
無限EXCEED…周囲に海水が流れ込み、水上国家となっている。構造やオリトリアの構成がだいぶ変わっており、かなり移動しづらい。もともとは「アグラッドヘイム」という別の国の一部であったものが分離独立したもの。国としての歴史は浅い。
不死桜
無限……神楽天原の首都、武酉城の中心部に聳え立つ巨大な桜。「ふじざくら」と読む。霊験あらたかなる神木であり、最上部には「使者の間」と呼ばれるスペースが存在。内部には宝刀や神具、楠舞一刀流の秘伝書が存在。クロスゲートを始めとする異世界への扉に干渉する力を持ち、その力を使うためには使者の間の勾玉、そして楠舞家の霊力が必要。「籠国」はこの力によって行われたが、全てのクロスゲートに干渉するためには命令者の霊力を限界まで使う必要があり、そのため神夜の母、羽衣が命を落としている。
無限EXCEED……変わらず武酉城に存在。異世界への扉に干渉する力を狙い、アグラッドヘイムの襲撃を受ける。
ヘリオス要塞
ヒーロー戦記……本作のラストダンジョン。ネオ・アクシズの本拠地でXNガイストの力によって異空間に存在している。物語の最後でゼウスのメンバーによってXNガイストが破壊されたため、ギリアムを残したまま消滅した。
OGシリーズ……ギリアム・イェーガーの「向こう側」の世界での偽名「ヘリオス・オリンパス」、その由来の一つ。
ヘルゲート
OGシリーズ……バルトール事件の終盤で登場した製造プラント。元の名は「スカルヘッド」であり、EOT特別審議会がゾヴォーグに対する忠誠の証として献上するため、極秘に建造したもの。建造にはイスルギ重工が関わっている。DC戦争中からDCやコロニー統合軍らが捜索していたが発見されず、インスペクター事件においてインスペクターが占領、自軍の拠点として使用する。
戦後はウォン重工業によって修復。ミツコ・イスルギの手回しによってロレンツォ率いるDC残党の手に落ち現名称に改名される。しかし間もなくユルゲン博士らによって奪取されバルトールの拠点となり、クスハやラミアを始めとする拉致された人々が連れ去られた。
外観は赤茶けた小惑星であり、2つの窪みや歯のような構造物が人間の頭蓋骨のような形状を見せている。単独で航行でき、ステルスシェードを展開可能なため移動可能な軍事拠点として高い価値を持つ。中枢部はハガネやヒリュウ改が部隊を展開できるほどに広く、与圧されたそこにはODEシステムのマスターコアが置かれていた。そのほかに港湾施設、イージスの盾のプロトタイプなども置かれていたが、ハガネやATXチーム・SRXチームらの活躍（サイバスターやクロガネも参戦した）により港は輸送船もろとも破壊され、展開されたイージスの盾もクロガネの艦首超大型回転衝角により突破。中枢となっていたODEシステムを破壊され機能を停止した。
『OGs』『OG外伝』ではその後、デュミナスによって占拠され彼女達の本拠地や兵器製造プラントとして利用される。『OG外伝』では最後はグライエンによって廃棄されることが決定している。
『第2次OG』では「ヘブンゲート」と改名されイスルギ重工の手で改修が行われていた。オフィチナスの候補地としてルイーナによって占拠され、さらにその後ゲストが占拠した。オペレーション・レコンキスタ完遂後はメキボスの艦隊が駐留していたが、バラルの園からの砲撃に曝された。『OGDP』ではその後の展開が描かれ、ゴライクンルの部隊がロブ達を消すために襲い掛かるが、シュウやセレーナ達が救援に駆けつけゴライクンルの部隊を壊滅させた。
ホワイトスター
OGシリーズ……地球連邦がネビーイームに付けたコードネーム。由来は表面が白い装甲で覆われていることから。
翠の地球
第3次Z……エタニティ・フラットの崩壊とともに確認された世界。UCWが中心になった多元世界である。『時獄篇』では「ミドリの星」と呼ばれていた。サイデリアルに完全に制圧されたもう一つの地球で、海面の一部が緑色に輝く理由は「ガルガンティア」のガルガンティア船団が「残されの海」ごと転移してきた際に、彼らの海にあったヒカリムシが拡散したことによる。『時獄篇』に登場しなかった『Z』『第2次Z』の主人公達や『天獄篇』で復帰した参戦作品の面々はこの世界に転移しており、『第3次Z』で参戦作品から外れたシリーズ参戦作品の面々（ただし、Z-BLUEに並行世界の同一人物がいる者は存在そのものが消滅している可能性がある）も、この世界で戦っていることが語られている。レジスタンスとして戦っていたかつての仲間達と合流したZ-BLUEによってサイデリアルから解放されるが、宇宙怪獣との決戦時には「トップをねらえ2!」の原作再現でドゥーズミーユが起動され、宇宙怪獣に対する質量兵器として使われそうになった。なお、翠の地球には統一政府が存在しない。
ムーンクレイドル (Moon Cradle)
αシリーズ / OGシリーズ……アースクレイドルと同じく、「プロジェクト・アーク」の一環で建設された巨大地下冬眠施設。こちらは月に建造され、既に完成している。『α外伝』では、マイクロウェーブ送信施設が置かれ、黒歴史の真実が封じられていたのもこの場所だった（『∀ガンダム』における冬の宮殿の役割も併せ持っている）。『OG』では設計はEOTI機関が、建設は月の企業コングロマリットによって行われ、DC戦争時にマオ社のスタッフが一時避難していた。
もうひとつの地球

約束の地
OGシリーズ……アインストが目指す理想の地。もしくは修羅から見た地球。
MX……エンディングテーマのタイトル。歌はJAM Project。最終シーンの名称にも使われている（「そして、約束の地へ」）。
第3次α……カヲルが前にいた世界が機械仕掛けの神の歌声によって、その世界の住人達が望んだ「約束の地」となったことが語られている。その世界は滅びの運命から逃れられずに滅亡し、その後新生したのが『α』の世界であるという。
ラ・ギアス (La Gias)
旧シリーズ / αシリーズ / OGシリーズ……魔装機神シリーズ#世界観を参照。『α外伝』にてラ・ギアスと地上では時間の経過が異なることが語られているが、これは『α』シリーズのみの設定で、本来のラ・ギアスの地上における時間の流れは北緯30度から40度の歳差運動に相当し、これは地上とラ・ギアスの接点であるチベットと同期である。ただし閏年は存在しないようである。
ラングレー基地 (Langley Base)
OGシリーズ……地球連邦軍北米支部が置かれる軍事基地。地球圏防衛計画の拠点のひとつであり、ATX計画機の開発が行われている。責任者はグレッグ・パストラル少将。DC戦争時に一度陥落しておりグレッグは戦死。後任にはケネス・ギャレット少将が就いている。オペレーション・プランタジネットにおいても決戦の舞台となった。
リクセント公国 (The Dukedom of Riksent)
OGシリーズ……地中海沿岸に位置する小国。現国家元首はシャイン・ハウゼン。特別独立自治権をもつ中立国であるが、連邦政府本部があるジュネーブに程近い位置にあるためかDCやノイエDCに度々占領された。国内には豊富な埋蔵量を誇る金鉱山がある。観光地としても有名で、リオは避暑のために来たことがあるという。『OGs』の移動MAPにおけるロケーション表示では、所在がコート・ダジュール付近となっている。
リモネシア共和国
第2次Z……第2次Zの世界に存在する太平洋上の島国。固有の産業を持たず、観光業を主な外貨獲得の手段としている小国であるが、DEC（ディメイション・エナジー・クリスタル）と呼ばれる希少鉱石が産出することが判明し一転して大きな発言力を持つ国家となった。しかし、『破界篇』ではDECの産出量は年々減少し、仮に枯渇すればこれまでの立場を失うことを恐れた宰相シオニーがプロジェクト・ウズメと称したプランを実行。ガイオウを召喚してしまうと同時に市街地を壊滅させた。『再世篇』では無事だった沿岸部を中心に再び観光を軸として国家の再建が行われているが、カラミティ・バースで壊滅した市街地跡のクレーターはそのままになっている。緯度と経度が聖インサラウム王国と同じ場所にあるとされ、それ故に第4のZONE設置場所として選ばれたが、カルロスの特攻によりZONE起動は防がれている。
ロストエレンシア
無限……荒野の広がる、西部劇風の世界。機械文明が発達しているのも特徴。23年前に謎の戦艦と思しき残骸が落着した場所。「トレイデル・シュタット」が中心都市。他の世界から流れ着いたと思しき遺物が多く、それを探索して収入に変えるバウンティハンターが多い。北部にはシュラーフェン・セレストと呼ばれる巨大戦艦がある。クロスゲート消滅後は主にエルフェテイルと統合された。
無限EXCEED……「新ロストエレンシア」と呼称。代表は変わらずジョーン。南部がゲルダの覇気によって氷原と化す危機に陥っていたが、修羅の一派が撃退されたことにより窮地を脱した。
矮惑星134340
W……かつての冥王星。現実世界同様太陽系第九惑星の地位を失っており、いつしか人々からは忘れ去られ観測すらも行われない星となっていた。この「忘れられている」ことそのものが重大な伏線であり、「忘れられている」が故にザ・データベースの本拠地がこの星にあることがわからず、（登場人物達が忘れてしまっているせいで）プレイヤーにも「忘れられた星」が「冥王星」であることが終盤まで伏せられていた。なお、現実では『W』発売のおよそ1ヶ月後である2007年4月に日本学術会議が日本語では「準惑星」と表記することを推奨するとしたため、矮惑星の名称は使われない名称となった。また、134340は実際に冥王星につけられた小惑星番号である。
惑星アトリーム
惑星ウルス
RR戦線……『リアルロボット戦線』の舞台となる異界の惑星。宇宙には3つの月が存在し、かつては宇宙進出計画も行われ、（デュプリケートされたものではあるが）スペースコロニーも存在するが、戦争によって人口が大幅に激減し、ほとんどのコロニーは放棄されている。ウルスの世界は、高度な科学力を持った前文明の遺産であるデュプリケーターによって支えられている。この装置によってもたらされた異世界からの人的資源と技術によって、特に軍事面において大幅な発展をもたらした。しかしその代償として、長きに渡る数多くの戦争が巻き起こってしまっている。また、異世界の技術を活用することが多いため、ウルス独自の技術や文化はほとんど失われてしまっている。
惑星エス・テラン
第3次Z……御使いの母星。カオス・コスモスにおける太陽系第三惑星で、言い換えればカオス・コスモスの地球。重力が弱く高高度ではほとんど宇宙空間同然。カオス・コスモス同様に因果が混乱している為、天元突破グレンラガンやダイバスターでも地上で活動可能。さらに霊子がすべて御使いとなったため生命がおらず、細菌やウイルスすらいない。地表は結晶体に覆われ、海も白く染まった異様な景観を持つ。さらにエス・テランそのものが惑星でありながら光を発している。惑星周辺は次元結界で守られている。元々の文明レベルは地球と同様だったらしく、星座の名前や年月の表記方法は地球と同じ。また、蒼の地球でラース・バビロンが置かれたロシア北部には、御使いの本拠地にして神器である「黒い太陽」がある。
惑星ベザード
ADW
第3次Z 時獄篇……『第2次Z』の多元世界。「機動戦士ガンダム00」の「西暦」で年代を表記していたことがその名の由来。特徴として2つの日本列島、2つの月が存在する。また、アフリカ南部は暗黒大陸と呼ばれ、次元封鎖の影響で進入できない状況にあった。ZEUTHがUCWへ帰還した直後、新世時空震動によって誕生した蒼の地球の中心世界となった。『第3次Z』から登場した「フルメタル・パニック!」の勢力も元々はこちらの世界の所属。
UCW
第3次Z 時獄篇……『Z』の多元世界。「機動戦士ガンダム」の「宇宙世紀」で年代を表記していたことがその名の由来。大時空震動により地形そのものにも大きな変化が生じており、インド洋は陸地となり、オーストラリアやオセアニアの島嶼群はすべて地続きになっている。ADWとは時間の流れが異なっており、ADWでの1年間の時間が経過しても、UCWでは1ヶ月程度しか経過しない。新生時空振動の後、翠の地球の中心世界となっていたことが後に判明する。

## プレイヤー部隊名関連
アンティラス隊
アンノウン・エクストライカーズ
UX……リチャード・クルーガーをリーダーとする傭兵団。略称「UX」。フラグシップであるオルフェスの戦闘力から「地獄の処刑人」と恐れられ、あるいは敵視されている。各国首脳による緊急コードの発信を受けて出動し、解決、あるいは現地の戦力で収集可能なレベルまで落ち着くと撤退する。メンバーはリチャードと娘のサヤ、元チームDのエイーダ・ロッサのみと少数だが、ソレスタルビーイングと連携を取っているため行動の不自由はない。後に加藤機関やザ・ブームに対抗するため、スポンサーであったJUDA特務室を中心に各地から戦力が集まり、勢力が強大化。核ミサイル発射作戦阻止後、連邦政府の承認を受け正式に特務部隊として発足した。
アルティメット・クロス
UX……アンノウン・エクストライカーズが特務部隊として認定された後の名称。略称は変わらず「UX」。マクロス・クォーター、プトレマイオス2改、エルシャンクが母艦となっている。
ヴェルター
W……『W』第1部の部隊名。ヴェルターとはドイツ語で「灯台守」を意味する。命名者はハインリッヒ・フォン・フリーマン。新・国際連合事務局直属の治安維持部隊として、GGG・スペースナイツ・プリベンターの三者を母体に、ミスリル、ヴァルストークファミリー、その他民間研究所や異星からの協力者達によって結成された。責任者は新・国連事務総長ロゼ・アプロヴァールだがロゼが現場に口出しすることは基本的になく、現場指揮はヴァルストーク艦長ブレスやナデシコ艦長ミスマル・ユリカ、GGG長官大河幸太郎らが担当した。数多くの戦いで戦果を挙げるが、機界新種戦で消耗し、ガオガイガーやナデシコなどの主戦力を失う。そのまま連合による核攻撃の危機を察知し宇宙へ出るも、ラダムとイバリューダーの挟み撃ちに晒され、テッカマンブレードをも失う。アーキオーガンの捨て身の援護でなんとかその場を脱するが、突如出現した謎の機動兵器（スキエンティア）による攻撃でヴァルストーク艦長ブレスを失い、事実上壊滅。「血のバレンタイン」を防ぐことができず、その後まもなく自然消滅的に解散した。
ノイ・ヴェルター
W……『W』第2部における部隊名。ヴェルター崩壊から半年後にかつてのメンバーが中心となって設立。設置目的はヴェルターと同じである。同じく新・国連事務局直属のため、連合軍とは指揮系統が独立しており、場合によっては連合軍との交戦も認められる。最高責任者は事務総長ロゼ・アプロヴァールが引き続き担うが、基本的に現場指揮はナデシコC艦長ホシノ・ルリやGGG長官大河らに委ねられる形になっている。以前に比べ大幅に規模が拡大しており、運用された艦艇はナデシコ（Yユニット）、ナデシコBおよびナデシコC、ユーチャリス（のちにナデシコYユニット装備に改修）、アークエンジェル、エターナル、ホームおよびリ・ホーム、ヴァルストーク（のちにヴァルザカードとなり母艦の機能は失う）とかなり多く、母艦機能のない戦艦としてほかにジェイアーク、ディヴィジョン艦であるイザナギ、カナヤゴ、スサノオ、アマテラスが存在しており、その後新たにノイ・ヴェルター最終作戦にも参加したツクヨミ、タケハヤ、ヒルメが加わる指折り（携帯機のプレイヤー部隊では最大規模）の大所帯である。ただしディビジョン艦はユニットとしては登場しない。ザ・データベースやアマルガムを始めとする各組織と激戦を繰り広げつつ各地を転戦、数々の事件を終結に導く。終戦後は解散している。
エクスクロス
X……『X』における部隊名。アル・ワースに召喚された異界人達が元の世界への帰還とアル・ワースの戦乱の解決を目的に結成した。当初は部隊名が無く、暫定的に救世主一行と名乗っていたがアンジュの提案で正式名称が設定された。母艦はメガファウナ、シグナス、N-ノーチラス号、超銀河ダイグレンで、宇宙世紀ガンダムシリーズ作品が登場する作品であるにもかかわらず同シリーズから母艦の参加が無い。名称の由来は出身や立場が十人十色であることを「X」にかけたもの。
ガイアセイバーズ
SH作戦……『スーパーヒーロー作戦』におけるプレイヤー部隊名で、SRXチームやキカイダー、宇宙刑事など、地球防衛のために戦う戦士達で構成されたTDF第2独立遊撃部隊。ETFの本格的な地球侵略作戦に対抗すべく結成された。宇宙刑事の戦闘要塞を移動本部としており、独自の判断による行動が許されている。第1独立遊撃部隊であるウルトラ警備隊などと協力体制をとることも多い。なお、この名称は『ガイアセイバー ヒーロー最大の作戦』から。
α……新西暦50年代に暗躍を行った正体不明の犯罪組織「バディム」を殲滅した、地球連邦軍の特殊部隊の名称。指揮官がシュワルツ・V・ブランシュタインであること以外に関しては、明かされていない。
αオリジナルストーリー/OGシリーズ……基本的な設定はαシリーズ同様。
第2次OG……敵対勢力名として登場。詳細は前述を参照。
カイルス
CC……CCの部隊名。クレディオによって繋がってしまったそれぞれの地球の戦士達が結成した。部隊名の名の由来は天空を守護する神との事。
ガンドール隊
COMPACT2 / IMPACT……第1部の部隊名。呼称は旗艦ガンドールに由来。本拠地は極東支部・獣戦機隊基地。ガンドールは動力炉に欠陥を抱え、183日しか稼動できないため、ジャブロー攻防戦で限界間近に達していた。最後の力で宇宙へ上がりロンド・ベル隊の援護を行うが、動力炉の限界から炉心を暴走させ、ディラド星を消滅させて轟沈。ガンドール喪失後、所属する機体やパイロットはロンド・ベル隊と合流し、合同部隊として各地を転戦した。地上では各地の研究所から戦力提供を受けることができたため、一部のスーパーロボットを宇宙へ派遣した。
鋼龍戦隊
OG/ OG2 / OG外伝……自軍部隊。この時点では名称がなく、「ハガネ」「ヒリュウ改」と艦名で呼ばれていた。ハガネ（状況によってはクロガネ）とヒリュウ改を旗艦として活動していた。L5戦役に始まり、インスペクター事件、バルトール事件、修羅の乱に至るまで数多くの戦いで戦果を挙げる。
第2次OG……自軍部隊。正式名称は地球連邦軍極東方面軍第1独立特殊部隊。戦隊司令はレフィーナ・エンフィールド大佐。母港は伊豆基地。それまで艦名で呼ばれていた二つの艦の戦力を部隊として正式にまとめたもの。修羅の乱終結後に結成された。数々の戦功により民衆からは英雄視されている。発足直後からラ・ギアスへ召喚され行方不明になった上、帰還後は反逆者として追われる立場になるなど封印戦争中は試練の連続となった。
OGMD以降……ガイアセイバーズによるグライエン前大統領暗殺の件によって地球連邦軍統合参謀本部預かりとなり、レフィーナは戦隊指令から解任、テツヤはハガネ副長に降格し、新たな戦隊司令としてマイルズ、ギントがハガネ艦長に就任した。
なお、この部隊名は『第2次OG』まで本編で呼称されない（理由は「地球連邦軍の一部隊」であること、命名時期が上記の理由からである）。『OGIN』最終話終了後の特報からゲーム本編へ逆輸入の形であり、命名イベントも存在しない。
コネクト・フォース
OE……『OE』の部隊名。地球圏最大の貿易会社、コネクトが対ミューカスを目的として設立した民間の防衛組織。ミューカスに対抗すべく全宇宙規模の組織の協力を取りつけている。ホワイトベースやマクロス・クォーターのほか、ペンタゴナ・ワールドの反乱軍の母艦であるターナ、惑星Ziではヘリック共和国軍の超大型ゾイドであるウルトラザウルスが母艦として機能した。
Z-BLUE（ズィー・ブルー）
第3次Z……『時獄篇』『天獄篇』における部隊名。プレイヤー側で変更可能。ゲーム中の命名者はレディ・アンで、名称はエルガン・ローディックの死後、彼の足跡を追っている時に発見した「この青く美しい星を守るために地球と宇宙の垣根を越えて、戦う人達が手を携える事を切に願う」というメッセージと「Z」を組み合わせた「Z Busters Link Universe & Earth」を略している。
所属母艦は『時獄篇』ではマクロス・クォーター、ネェル・アーガマ、ラー・カイラム、ドラゴンズハイヴ、プトレマイオス2改、真ドラゴン。終盤で潜水艦であるトゥアハー・デ・ダナンが飛行、宙間航行を可能にするために改造され、超銀河ダイグレンも合流した。『天獄篇』ではソーラリアンが新たに合流した。
ゼウス
ヒーロー戦記……『ヒーロー戦記 プロジェクト オリュンポス』におけるプレイヤー部隊名で、正式名称は「Zet Extraordinary United Space（連盟特別大使）」であり、略して「Z.E.U.S」となる。
OG……システムXNのエキストラコード「ゼウス」。
ZEUTH（ゼウス）
Z……『Z』『第2次Z』（『破界篇』（中盤以降）『再世篇』）における部隊名。『Z』のみプレイヤー側で変更可能。ゲーム中での命名者は神北兵左ェ門。名称は「Z Emergency Union of Terrestrial Human（地球人類救援連合）」を略している。ブレイク・ザ・ワールドの後に混乱した地球圏に集結したが、個々の目的や思惑は異なっており、組織としての目的を持つグループと自由を重んじるグループの方向性の違い（前者のグループには自身の野心のために同行した者が、後者のグループは商売として部隊を利用していた者や、自分達の目的のために部隊を利用していた者までいた）で、一度は2つに分かれて行動するが、カイメラ隊の巧妙な情報操作に惑わされたことで、互いの誤解から同士討ちに発展してしまう。しかしそれに気づいた彼らは再集結し、後にアークエンジェルを正式に部隊に加え、多元世界の平和を守るために戦った。再集結後は2つの部隊同士の人間関係はほぼ修復されたものの、アークエンジェルの編入に対してはオーブ軍が関係する戦闘への介入行動が尾を引いていたため、キラ・ヤマトを初めとする所属メンバーに対しても前者（セツコルート）のグループのメンバー達からの反発が強かったが、終盤で彼らを仲間として認めるに至った。
所属していた艦艇はアーガマ、ミネルバ、フリーデン、アイアン・ギアー、キングビアル、グローマ、月光号。のちにソレイユ、アークエンジェル、エターナルが加入し流れ次第ではミネルバが外れる。なお、『ヒーロー戦記』のゼウスとは無関係。この部隊名は応募の中から選ばれた。
第2次Z……『破界篇』では、アイムらが引き起こしたカラミティ・バースの事件により、一部メンバーが別の多元世界に転移した。機体を操縦しているときに転移した者はともかく、そうでない者も強制的に機体に乗せられた上で転移するという不自然な現象もみられた。転移したメンバーは随時ZEXISに保護されたが、一旦はZEXISへの協力を拒否するものの、直後に起こった戦いを通じ、改めてZEXISに協力することとなった。『第2次Z』の世界に平行世界の同一人物がいるマジンガーチーム・ゲッターチーム・月光号のメンバー達は転移されていないが、セツコの一件から、平行世界の同一人物同士の比較をしないというルールがZEUTH内で設けられている。そのため、マジンガーチーム・ゲッターチームの前では『Z』の世界に彼らの同一人物がいることには触れられていない。
なお、転移したメンバーはこのときからアサキムと同じ「呪われし放浪者」（戻るべき世界を持たない並行世界の旅人）となってしまったことが作中示唆されているが、『再世篇』で消えてしまった（第2次Zの世界へ転移してしまった）メンバーを追ってアビスから転移してきたエターナルが登場し元の世界と行き来が可能であることが判明。エンディングで元の世界へと帰還するが、直後に新生時空振動に巻き込まれる。
013特命部隊
Z/ZSPD……新連合政府が結成した特命部隊で、前線隊長はネオ・ロアノーク。所属不明の機動兵器「BG」ことシュロウガを追跡するために結成された部隊で、ティターンズやカイメラ、シベリア鉄道等の隊員で構成されている。雑多な組織の集まりであることから、将来的にはZEUTHに対抗するための組織になるだろうと思われていた。
ZEXIS（ゼクシス）
第2次Z……『破界篇』『再世篇』における部隊名。プレイヤー側で変更可能。ゲーム中での命名者はエルガン・ローディック。名称は「Z EXtra International Savers（特別国際救助隊）」を略している。序盤では主に企業や研究所、軍隊所属のメンバーで構成された「表部隊」と、ソレスタルビーイングやダンクーガ、コロニーのガンダム、黒の騎士団など各国からテロリストと目される「裏部隊」に分けられ、それぞれ任務に着いていた。相反する目的を持つ者もいるため、特に裏部隊では、互いの目的には必要以上に干渉しないという暗黙の了解を設けている。WLFを壊滅させた後、カラミティ・バースの一件で一度ガイオウに敗北を喫するも、打倒インペリウムという目的のため、自らを鍛え上げたり、戦力を増強したりして、ZEUTHのメンバーも加え、最後には団結していった。しかし、自分達の目的のためにアイムと結託したホランド達の裏切りに加え、トリニティの暴走やナンバーズ虐殺事件により、ソレスタルビーイングや黒の騎士団・コロニーのガンダムに対する協力者として三大国家からも敵と見なされてしまうが、それらに属する人物の人間性を知る数少ない存在として彼らを信じる道を選び、最終的にはホランドとも和解を果たす。インペリウムなどの共通の敵がいるからこそまとまった部隊ともいえ、表部隊のメンバーには裏部隊のやり方を完全には受け入れられない者もいたり、互いの目的のためにたびたびメンバーを分散することもあったが、比較的メンバーの仲は良好である。最終的にゼロが総代表に任命され、召集権が与えられた。『再世篇』での『コードギアス 反逆のルルーシュ』の原作再現ルートでは、シュナイゼルからゼロの正体と目的、ナンバーズ虐殺事件の真相を知ったZEXISのメンバー（主に黒の騎士団のメンバー）が一斉的に彼を批判、敵対視して追放する。
所属母艦は『破界篇』ではプトレマイオス、マクロス・クォーター、月光号。途中で月光号が外れ、入れ替わりにダイグレンが加入する。『再世篇』ではプトレマイオス2、イカルガ、マクロス・クォーター、タワー、ドラゴンズハイヴ、『Z』の世界から転移してきたエターナルが母艦として運用された。これらとは別に、終盤にタワーが自爆し、入れ替わるように加入する真ドラゴンも今作では母艦として運用することが出来る。
第十三独立部隊
GC / XO……『GC/XO』における序盤の部隊名。地球連邦軍の一部隊で、ジャブロー基地にて正式に任命される。旗艦はホワイトベース。ブライト・ノアを艦長とし、ホワイトベースの運用スタッフ、D兵器のパイロット、V作戦モビルスーツのパイロット、第08MS小隊、連邦のスーパーロボットダンクーガ、新造艦護衛の目的で雇われた民間のスーパーロボットおよび民間人で構成されている。後に新型モビルスーツアレックスとともにクリスチーナ・マッケンジーが配属される。連邦軍内でも一部でしか知られていない外宇宙遠征計画を見据え、過剰ともいえる戦力を所有している。ジャブローでの任命を終えた後は連邦の方針に従い宇宙へ上がり、ソロモン攻略戦に参加する。その後は葉月博士が立案した外宇宙遠征計画のため、ブライトほか一部のクルー以外の全クルーはガンドールに移乗、外宇宙へ偵察を目的とした遠征に出る。
地球艦隊・天駆（てんく）
V……『V』における部隊名。新正暦、西暦、宇宙世紀の各世界からイスカンダルへ向かいコスモリバースシステムを受領および持ち帰り、三つの世界におけるそれぞれの地球を救うため結成された。命名者は沖田。他のプレイヤー部隊と違い、「イスカンダル到達」という明確な目的があることが特徴。実質的な旗艦はヤマトで、ラー・カイラム、ネェル・アーガマ（UC仕様）、エターナル、プトレマイオス2改、ナデシコB→ナデシコC、トゥアハー・デ・ダナンと条件を満たすとガランシェールが所属する。また、第40話になるまで部隊名が決まらないほか、今回は真ドラゴンが戦艦の扱いにはならない。
T3
T……『T』における部隊名。由来は「Tread on the Tiger's Tail（虎の尾を踏む）」より。
ディバイン・ドゥアーズ
DD……『DD』における主人公部隊。
テラダーマン
MXポータブル……『MXポータブル』における声優の斉藤梨絵がスパロボの公式ブログでプレイヤーの部隊名（デフォルト名はマグネイト・テン）を決める際にプロデューサーの寺田貴信の苗字から取って命名をした部隊名（プレイヤーが部隊名を決めることが可能）。後日の公式ブログで寺田は社員から「テラダーマン」と言われ、愛称になった。
特務艦隊
J……『J』における部隊名。正式名称「地球連合軍第3艦隊特務分艦隊」。分艦隊というだけあって所属する艦艇はナデシコとアークエンジェルの2隻だけである。オーブ攻防戦で部隊ごと地球連合から離脱したため、反乱軍として連合から追われることになるが、ヤキン・ドゥーエ宙域戦でブルーコスモス派が壊滅状態になったことで再び連合に所属し、フューリーとの決戦に臨んだ。
ドライクロイツ
30……『30』における部隊名。
H.I.A.W.D（ハイアード）
X-Ω……『X-Ω』における主人公部隊。
ブライティクス
BX……『BX』における部隊名。
ブルー・スウェア
ホワイトベース隊
第2次/第2次G……DCに対抗するために、ガンダム、マジンガーZ、ゲッターロボなどのスーパーロボット達がホワイトベースに集まって組織された義勇軍的組織。DC側からもっぱら反乱軍として扱われているが、DCに抵抗する勢力からは解放軍やレジスタンスとして扱われていた。第2次では既に結成した状態で物語が開始されるが、第2次Gではホワイトベースにゲッターロボが救援に駆けつける所から始まる。世界各地でDCに捕らわれていた仲間のスーパーロボット達を救いつつDCに対抗し、最終的にはジャブローでの決戦にてビアン総帥を破り、DC戦争を終結させる。戦後、地球連邦が樹立した際に連邦軍所属の治安維持部隊「ロンド・ベル」として再結成される。なお、ブライトが率いるホワイトベース隊本隊以外にも、ヘンケン艦長らの別働隊も存在し、サポートなどに回っていた。
GC / XO……『GC/XO』における部隊名。命名者はかつて「木馬」と何度か交戦し、クワトロ・バジーナとして地球連邦軍側に付いたシャア・アズナブル。それまでの目覚しい戦果に敬意を表し、旗艦ホワイトベースの名をつけた。外宇宙遠征から帰ってきた第十三独立部隊のクルー、外宇宙で仲間になったクルー、ブライト、クワトロを中心とする現ホワイトベースのクルーで構成される。なお、ホワイトベースのほかに外宇宙遠征用に建造したガンドールも同行する。ジオン・ギガノス連合軍との決戦を制し地球での騒乱を鎮めた後はミト王子、ダバ・マイロードの意向もあり全宇宙の和平を目指し再び外宇宙を目指す。その後の地球上空でのガディソードとの最終決戦でホワイトベースは爆散しその役目を終える。戦争終結後は解散するが、ブライト・ノア、アムロ・レイ、ハヤト・コバヤシを始めとする一部クルーは新造艦アーガマに引き継がれる。地球防衛組をはじめ、小学生が非常に多いため士官学校卒のクルーが定期的に授業を行っているのも特徴のひとつ。
マーチウィンド
64……『64』における部隊名。プレイヤー側で変更可能。ゲーム中での命名者はアムロ・レイ。アムロがかつて読んだ詩「3月の風、4月の雨、5月の花のために」が元になっている。所属艦艇はアウドムラ（→アルビオン→アーガマ→ネェル・アーガマ→ラー・カイラム）、グラン・ガランとゴラオンのいずれか、ガンドール。ラビアン・ローズもマーチウィンド側の戦力で、1話限りの母艦ユニットとして使用できる。
マグネイト・テン
MX……『MX』における部隊名。プレイヤー側で変更可能。ゲーム中での命名者はホシノ・ルリ。略称するとMODEL-Xと同様に『MX』というタイトルと繋がる言葉なのだが、寺田から「格好悪いから好きな部隊名にしてください」と言われている。これについてはのちに公式ブログでも「シナリオライターに嫌な顔をされた」「自分の中でワースト1」とまで述べている。母艦はネェル・アーガマとナデシコB→ナデシコC。
ラウンドナイツ
R……『R』における部隊名。プレイヤー側で変更可能。ゲーム中での命名者は不明。ラウンドナイツを和訳すると円卓の騎士となり、アーサー王伝説に登場する騎士団の名前になる。正式名称は「地球圏統一国家防衛隊」だが吉良国進やダイゴウジ・ガイらに「長くて格好悪い」「正義の味方らしくない」という反対を受け、8時間におよぶ議論の末に決定された。所属艦艇はネェル・アーガマ→ラー・カイラムとナデシコ（→ナデシコ・Yユニット→ナデシコC）。地上でのみフリーデンも運用された。
LOTUS（ロータス）
ロンド・ベル
元々は『機動戦士ガンダム 逆襲のシャア』でアムロ・レイらが所属していた部隊名である。原作の扱いについては該当項目を参照。
第○次……『第3次』以降部隊名として登場。『第2次』におけるホワイトベース隊の面々が集結した独立部隊だったが、その力を恐れた連邦軍上層部には度々戦力を縮小されている（ラ・ギアス事件で一時メンバーの多くが行方不明になり、ティターンズが結成されたためという事情もある）。『第4次』では一般市民にはエリート部隊と認識されていることが分かっている。『F』ではドクターJに、連邦のコロニー弾圧の象徴のようにとられることもあった。
α……『α』序盤における部隊名。最初期の部隊構成はエゥーゴのアーガマ隊（リガ・ミリティアなどのMSも含む）とマジンガーチームおよびゲッターチーム、獣戦機隊、コープランダー隊、ジャイアントロボだったが、『第2次α』以降は宇宙世紀ガンダム作品の面々が所属する部隊という扱いになっている。のち、SDF艦隊に合流。
A……作品を通して、この部隊名で登場。旗艦はアーガマ（のちにネェル・アーガマ → ラー・カイラム）。ナデシコが行動を共にしている。
COMPACT2 / IMPACT……第2部の部隊名として登場。前大戦で活躍したアーガマ隊の解体後、新たに設立された部隊。戦力的には冷遇されており、初期の艦載機はMS数機とグレンダイザーのみだったが、ガンドール隊から獣戦機隊やマジンガーチームの一部を派遣され、さらにライディーンやダイターン3が合流。第2部終盤には宇宙最強の戦力を擁し、ディラド星に突入作戦を敢行。以後、ガンドール隊との合同部隊となった。本来の旗艦はラー・カイラムだが、グラン・ガランやゴラオン（IMPACTのみ）、エルシャンクを臨時の旗艦としたこともある。
Aフォース
SC2nd……『SC2nd』における主人公部隊。命名者はケイジ・タチバナ。A3を追われた後、参加したカラバのアウドムラ、アークエンジェルと母艦の名前の頭文字がAであった事とA3の遺志を継ぐ意味を込めて、A4thと引っ掛けたダブルネーミングとなっている。
SDF艦隊
α……『α』における部隊名。EOTの機密保持と対エアロゲイターの戦力として、南アタリア島の特別防衛部隊を再編した部隊。新西暦183年11月に結成。表向きには南アタリア島駐留部隊であり、連邦特別宇宙軍と命名されているが、実際には軍とは異なる独自の指揮系統が与えられている。司令官はブルーノ・J・グローバル准将。EOTを応用した独自の兵器開発を進めるDCを連邦が危惧したため、DCの直属ではなく並立する別組織とされた。零番旗艦ヱクセリヲンと1番旗艦マクロスを母艦として保有、バルキリーおよびトップ部隊を主力とする。のちにロンド・ベル隊やリガ・ミリティア、バイストン・ウェルの艦隊も合流し、バルマー戦役を戦うことになる。しかし異星人から集中的に狙われていることで連邦軍から孤立し、さらにイージス計画の発動を優先させるためにティターンズに全面降伏してしまい、事実上の解散に追い込まれる。もっともメンバーの大半がプリベンターに移籍したので戦力が徴収されることは無かった。SDFは『超時空要塞マクロス』でマクロスに地球人が付けた形式番号だが、SDF艦隊はゲームオリジナルの設定である。所属艦艇はマクロス、ヱクセリヲン、アーガマ→リーンホースJr.→ラー・カイラム、グラン・ガラン、ゴラオン。DC版『α』のみ、ブリタイ艦も加わっている。
プリベンター
α外伝……ティターンズに全面降伏したSDF艦隊のメンバーのうち、トップ部隊、NERV、国際警察機構、新生クロスボーン・バンガードの構成員、バイストン・ウェル一行以外のメンバーが移籍した組織。元は『新機動戦記ガンダムW Endless Waltz』に登場する地球圏統一国家直属の平和維持のための諜報組織。イージス計画発動のためティターンズと全面戦争を繰り広げ、マクロスシティでティターンズを壊滅させたが、その後惑星ゾラへと飛ばされ、離散。再集結の後にアイアン・ギアー一行、フリーデン一行、ミリシャやムーンレィス一行など未来世界の住人達と共闘し、アンセスターを壊滅させ現代世界へ帰還。イージス計画を成功させ、地球圏を守り抜いた。その後未来世界のメンバー達はアウルゲルミルの最後の力で未来へ帰還した。所属艦艇はアーガマ→ラー・カイラム、ソレイユ、アイアン・ギアー、フリーデン。新西暦世界に残留した戦力としてリーンホースJr.とアレキサンドリアがある。この作品のみラー・カイラムは発掘兵器であり、アーガマは未来世界に残されたことになっている。
αナンバーズ
第2次α / 第3次α……αシリーズ後半における部隊名。プレイヤー側で変更可能。ゲーム中での命名者はキンケドゥ・ナウ。名称には「大いなる最初の一歩」「期待の未知数」といった意味合いが込められている。大空魔竜隊、クロスボーン・バンガード、旧SDF艦隊、プリベンター、ロンド・ベル隊のメンバーを中心に構成されており、封印戦争や銀河大戦といった激戦を潜り抜けてきた。『第3次α』では「地球圏最強の遊撃部隊」としてその名が知られており、『α』で登場したロンド・ベル時代の面々も加わる大所帯となっている。戦力が分散していた序盤では防衛線を破られる、SRXを失う、ゲートを占拠されるなど失敗が目立ったが、各地での独自行動に入って以降は戦力が徐々に集結し、地底勢力と異星人の度重なる侵略をことごとく退け、幾度も繰り返された人類同士の戦争を終結に導くなどまさに縦横無尽の活躍と戦果を挙げている。一時は太陽系追放の憂き目にもあったが、ブルーコスモス派の壊滅により事なきを得ている。銀河大戦の終結後に正式解散し、外宇宙へ旅立つ側と地球圏に残る側に分かれ、その活動を終えた。所属艦艇はラー・カイラム、大空魔竜、封印戦争時にはマザー・バンガード、アルビオン、銀河大戦時にはバトル7、ヱルトリウム、アークエンジェル、エターナル、ソロ・シップ。
その他名称なし
K……スーパーロボット大戦K#設定を参照。
NEO……スーパーロボット大戦NEO#設定を参照。

## その他関連
アインスト
アカシック・レコード
α……過去や未来に至るまであらゆる事象や出来事が記録されていると言われる概念を指す。ゲーム中では「運命」とも呼ばれ、抗うことのできない絶対的な力として描写された。この「運命」に抗うことがαシリーズの大きなテーマとなっている。（正の）無限力は因果律・運命を操作する力を持ち、アカシックレコード/運命とほぼ同一視されている。またサイコドライバーはアカシックレコードにアクセスすることである程度因果律を操作することができる。
悪を断つ剣
α / OG……ゼンガーやリシュウが名乗りを上げる際の自称。バリエーションとして「神を断つ剣」「メイガスの剣」「怨霊を断つ剣」「星を薙ぐ剣」「ソフィアの剣」がある。「メイガスの剣」はアンセスターに洗脳されたゼンガーやウォーダン・ユミルが名乗る。なお、自称ではないがこのフレーズを最初に使ったのはリオ。
無限……神夜が名乗りを上げる際の自称。護式・斬冠刀そのものを指すこともある。
アドバンスド・チルドレン
OGシリーズ……短期間で機動兵器の扱いに習熟する若者達を指す。対戦ゲーム型のアミューズメント・マシンが高度に発達したことが原因と言われている。ブーステッド・チルドレンのように精神効用剤などの投薬処置や精神操作を行わず、なおかつ僅かな訓練期間で並みの熟練兵以上の戦果を挙げることが可能なため、軍事関係者はこぞってスカウトに走っている。アードラー曰く「テレビゲームが産み出した突然変異」。リュウセイ・ダテやテンザン・ナカジマ、リョウト・ヒカワがこれに該当しており、いずれも最終的には機動兵器のパイロットとして優秀な成果を挙げている。アードラーは彼等のデータを元にした、より高度な戦闘用AIを開発している。
アポカリュプシス
α……アカシック・レコードに刻まれた終焉と再生の時。『α』シリーズにおいては、異次元からのプロトデビルンの召喚、STMCの大量発生やイデの起こす流星群の発生などがこれに相当する。なお、『第3次α』では銀河を中心に実行される「宇宙の死と新生」の時を、イデEDで見ることが可能となっている。アポカリュプシスという単語自体は黙示録のラテン語読み。
アル=イー=クイス
64……
イデアラント
第2次OG……人類の上位種である「優良種」として生み出された人造人間。ハイブリッド・ヒューマンに近い有機的な構造であり、自らの感情や代謝などをコントロールし、肉体機能をより効率的に使うことが出来る。状況判断力や身体能力も高いが、その反面で生殖能力を持たず、常人に比べて遥かに寿命が短いという欠点を抱えている。アリエイル・オーグとドゥバン・オーグは製造から約3年で寿命が尽きるとされているが、それでもこれまでの試験体の中では長寿であるとされている。
エタニティ・フラット
第3次Z 時獄篇……新世時空震動による影響で、世界の時の流れが徐々に緩やかになり、最終的には完全に停止する現象。作中では、ある時を境に出産予定日を超過する妊婦が世界各地で増加した事から、この現象が確認された。完全に停止した場合、全ての生命は老化、新たな生命の出産をする事が不可能になり、緩やかな滅びを迎える事になる。また、この雛形として新たに再構築されたパラダイムシティはエタニティ・フラットが完全な状態となっている。
それは、「時の牢獄」と呼ばれる隔絶空間でありバアルもその空間には入れず、緩やかな死かバアルによる滅びを選ぶ事態となっていた、また、何らかの形で人々に記憶の一部欠落が見られ、それは外から転移してきたものでも例外ではない。
様々な勢力の妨害を経て、ネオ・ジオンのシャア・アズナブルがアクシズを落下させようとする。それは地球潰しではなく、新世時空震動発生のトリガーとなった、いずこかの世界で起きたアクシズ落としの再現であり、人々の意志を大特異点であるアクシズに集めるための試みであった。この作戦は中途で、パラダイムシティで再現された「正しい歴史」に世界を導こうとするもう1人の特異点、フル・フロンタルの妨害を受けるが、最終的にシナンジュを無力化することに成功。地球やコロニーにGNドライブの設置とGN粒子とZチップの広域散布、及び過去にインサラウム王国が設置していた各地のZONEをスピーカーとアンプ代わりに使い増幅。時空修復に同意しないフロンタルは、シャアがサイコフレームを介して意識を上書きすることで強引に意志を揃え、未来を望む意志に感応させることで決行。アクシズはシャアの読み通りZ-BLUEが食い止め、パラダイムシティはその世界そのものであるエンジェルに対してロジャー・スミスがネゴシエイトを行い、生きることを選んだエンジェルによりパラダイムシティの現象も終息した。
オリジネイター
originatorとは「元祖」の意。
OG……「マシンナリー・チルドレン」のイーグレット・ウルズがこう呼ばれる。オリジネイターであるウルズを元にして、アンサズ以下15体のマシンナリー・チルドレンが作成されている。
α……イングラム・プリスケン、ユーゼス・ゴッツォ、イングラムの意思を受けたクォヴレー・ゴードンのことを指しており、全員にそのオリジネイターの証である「刻印」が刻み込まれている。ただし、イングラム以外は明確にオリジネイターであると断言されてはおらず、クォヴレーは「刻印がある」とは言及されたがオリジネイターだとは言われていない。
壁際のいぶし銀
OG……ギリアム・イェーガーの通り名。よく壁際で腕を組んでいることからリュウセイに名付けられた。由来は、OVAでよく壁際にもたれかかって喋っていたことから。
ガンエデン
虚憶
OGシリーズ……再有生した者が持っている前世の記憶の一部。それに関するものを見るとおぼろげな形で思い出す。現状で該当するのはSRXチーム（ライだけは虚憶を有していない模様）、クスハ、ブリット、ユーゼス。シュウも虚憶を持っているようだが現状では不明。SRXチームとクスハ、ブリットは『α』シリーズの虚憶を持っているため、クロスゲートやガリルナガンで虚憶が浮かび上がる。
銀の流星
α / OG……アイビス・ダグラスの通り名。『OG2』では流星のように撃墜されることから名づけられたが、フィリオは「夜を斬り裂いて飛んでいく」と肯定的に捉えた。
クストース
クスハ汁
α / OG……クスハ・ミズハ特製の健康栄養ドリンク。様々な生薬や漢方薬などが配合されており、どんな病気や疲労も一発で吹き飛ぶ（美容効果があるものもある）。ただし怪しげな見た目に加え、死ぬほど不味い悪魔のドリンクでもあり、大抵の人は一口飲んだだけで卒倒する。中にはマサキやラミアのようにトラウマになった者もいる（『DW』のマサキに至っては「（飲むくらいなら）死んだ方がマシ」とまで言っている）が、味オンチのアラド（『OG』シリーズのみ。『第3次α』のスペシャルシナリオでは噂を聞いていたらしく飲むことを拒否した）や味覚が地球人と異なるバルマー人には好評であった。命名はカチーナ。杉田智和曰く、『OG』で「気力が150になるが1ターン動けなくなる」という効果の強化パーツになる予定もあったらしい。なお2011年2月27日に開催されたイベント「生ネタバレ!?インスペクター」でアルコール入りの「クスハ汁弐式」とノンアルコールの「クスハ汁参式」が提供されたことがあり、こちらは（当たり前だが）飲んでも卒倒しない。コップには『OGIN』第11話同様クスハの顔が描かれており、持ち帰り可能な記念品となっていたとのこと。『第2次OG』にて、味覚が大幅に改善され、普通の味覚の人間が飲んでも「に、にがーーーー！」の一言で済むようになった。
無限……楠葉汁として登場。やはり効果は抜群らしく、パーティ全員のHPを全快する。楠の葉の樹液 という設定で、この世界でも不味いらしい。
黒い竜巻
α / OG……エルザム・V・ブランシュタインの異名。
クロスゲート
第3次α……新西暦189年にアステロイドベルトに突然出現したリング状の巨大構造物。単にゲートとも呼ばれる。第一始祖民族と呼ばれる人々の遺産。ナシム・ガンエデンが地球へと帰還した頃は地球とバルマー本星との間を結んでおり、いずれまた二つの星の住人が出会うために残された。基本的には超長距離ワープを行うためのシステムだが、恒星系内の短距離ワープや超空間航行中の物体の引き寄せ、さらには異世界への扉を開いたり時間跳躍をも可能にするなど「異次元移動」に当たる移動法なら何でも行える。バルマー帝国側にも同様のシステムが存在し、アステロイドベルトのものと対になっている。ただしその制御は著しく困難であり、自由に扱えるのは『第3次α』の時点ではナシム・ガンエデンの意志と融合したイルイのみである。サイコドライバーの一人であるリュウセイも扱う事は出来るが、現時点では本人の念の未熟により、バンプレイオスを介して「次元斬」を発動させる必要が在る。また、イデなど「無限力」によって勝手に起動する事もある。
無限のフロンティアシリーズ……エンドレス・フロンティアの各世界を結ぶ通路として登場する。形状は『第3次α』のものと同じ。なお、アインストの力の源でもあるという。神楽天原では「交鬼門」と呼称。
第2次OG……南極遺跡のファブラ・フォレースの正体。これまでのシリーズに登場したものと形状は同じ。ユーゼス・ゴッツォがアダマトロンの力の源として使用し、鋼龍戦隊と激突したが敗北。アダマトロンの消滅後も破壊されることはなく、宇宙空間に残留した。アダマトロンとの決戦の舞台となった異空間にはアダマトロンに使われたクロスゲートの他に別のクロスゲートが存在していて、ラ・ギアスの神聖ラングラン王国へとつながっている。
魔装機神F……ラ・ギアスのラングラン王宮の最深部、ヨーテンナイが邪神の封印として捧げられた古代遺跡のさらに地下に存在していることが発覚。アダマトロンとの決戦の場にあったクロスゲートとつながっていて、巨人族もここから出現した。アダマトロンの撃破まで停止していたが、撃破の衝撃とガンエデンの念が放射されたことで起動。境界空間のエネルギーがラ・ギアスへもたらされた結果、「静死の棺」発動のきっかけとなっている。また、アーマラをガリルナガンと共にラ・ギアスへ転移させたのもこのクロスゲートである。カドゥム・ハーカーム撃破後は停止している。
OGMD……フューリーやガディソードの故郷の星にも存在していた事が判明し、彼等の故郷の星はクロスゲートから出現した謎の軍勢（ルイーナらしいが詳細は不明）の出現に伴う戦闘で星が砕け散る事態に至ってしまった。惑星の崩壊でも傷一つもつかないが特定の条件下では破壊可能であり、『第2次OG』で宇宙空間に残留したクロスゲートは創世神フューレイムが完全覚醒したグランティード・ドラコデウスのインフィニティ・キャリバーによって破壊された。なお、フューリーでは「ル＝クク・ヴォーデュ」、ガディソードでは「ゼモン」と呼称されているが、どちらも地球の言語に翻訳すると「地獄の門」を意味する言葉であり、いずれの文明圏でも「ロクなものではない」という認識は共通している模様。
黒の英知
第2次Z……Dr.ヘルやリボンズ・アルマークなど、世界をその手にせんとする者たちがこぞって求めている力。エルガン・ローディックの語るところによると、この力に触れた者は宇宙の始まりから終わりに至るまでの全ての知識を得ることができるが、同時に「根源的災厄」を知ることになり、深い絶望に包まれるという。スフィアとも関わりがあり、スフィアの因子がより高くなっていくにつれて、黒の英知を断片的に理解することができるようである。その本質は『Z』の世界における黒歴史の記録とほぼ同一のもの。ちなみに、ヴェーダの特殊コードとしてイオリアとエルガンが仕込んでいたコード名も「CHRONO-H」であり、これによりリボンズはティエリアにヴェーダを奪還されることになった。
第3次Z……シャアが新生時空振動の際に触れている。これによりシャアは「根源的災厄」の断片を知ることとなる。その正体はスフィアと同時に誕生した至高神ソルの記憶そのものの断片で、正式名称は「CHRONO HORIZON（時の境界）」。
黒歴史
用語そのものは「∀ガンダム」のものだが、ここではZシリーズにおける設定を記述する。
Zシリーズ……UCWのD.O.M.E.に封印されていた戦いの歴史。UCWのある可能性においてシャア・アズナブルがアクシズを落とし、結果地球の環境は荒廃した。それでも人類は戦争を止めず、さらに外敵とも戦っていた。この中で、地球の環境をどうにか戻そうという試みが行われた。ナノマシンによる海洋浄化の「翠星蟲計画」が行われたのが「翠星のガルガンティア」の世界観に繋がる未来である（このナノマシンは月光蝶に使われているものの原型である）。結局、月光蝶によって文明は埋葬されることになったが、その前に汚染された地球を捨てた者達がいた。それが後のヒディアーズである。残った人類は環境の回復を待つため月やコロニーに移住した。これがムーンレィスや宇宙革命軍の先祖である。その後も人類の意見は割れ、ドーム内での生活を選んだイノセントとシビリアン、汚染の少ない高緯度で生活することを選んだ「オーバーマン キングゲイナー」の人間達などが出てきた。更に後のヒディアーズとは別に、人類の姿のまま宇宙に進出する者がいた。これが人類銀河同盟の祖先である。
しかし、それは一側面に過ぎない。∀ガンダムの月光蝶は、人類の進化を監視するクロノの意志により、進化を停止させるために使われた。さらにクロノは進化の萌芽としてニュータイプを恐れた。彼らはニュータイプの意味を知らず、能力を持つ人間を恐れていた。さらに、クロノはもっとも近い天体である月にD.O.M.Eを建造してファースト・ニュータイプを解体・封印したが、これによりファーストはシンカの一つ形である永遠を手に入れることになった（これは「装甲騎兵ボトムズ」のワイズマンと同質である）。
さらに「機動戦士ガンダム00」のヴェーダはD.O.M.E.と同じ存在であり、似た役割を持たされている。破界事変と再世戦争においてガロードがサテライトキャノンを使えたのは、同じコードを使用されているヴェーダがシステムを起動させていたためである。
コードATA
OG……Wシリーズが搭乗機に深刻なダメージを受けた際、機密保持のために発動させる自己消滅の特殊コード。原理は不明ながら、痕跡一つ残さず消えてなくなる。シャドウミラー製の機体に搭載された自爆コードで、マシンセルですら完全消滅させるほどの威力を持つ。初期型ナンバーズのものは威力が個体ごとに異なり、カルディアやアークゲインのものは然程の威力を持たず、ピートのものは爆発を集中することで隔壁を破壊し、アシェンのものは未発動に終わったがネバーランドを丸ごと吹き飛ばせる。ATAは「ASH TO ASH」の略で、語源はキリスト教の葬儀の祈祷文“Earth to earth; ashes to ashes, dust to dust.”「土は土に、灰は灰に、塵は塵に」から。
コードDTD
OG……Wナンバー中ラミアとW07の二体にのみ搭載された強制的にオーバーヒートを起こす特殊コードで、コードATAより優先度が高い。DTDは「DUST TO DUST」の略。外部から強制的な起動が可能である。
無限……アシェンが使用している。ハーケンのセリフから、単にオーバーヒートを起こすためのコードではなく、熱暴走によって一時的に能力を高めるための一種のリミッター解除コードであることが明かされた。勿論、熱暴走が続いたらオーバーヒートを起こしてしまうので長時間は使えない。一方、瞬間的にオーバーヒートを発生させると敵に状態異常を起こす効果があり、それを利用した特殊技「コード・エムプーサ」が存在する。なおこのコードは正確には「優先度が高い」のではなく、起動するとそれ以前に受けたコードの命令を全てキャンセルする作用によるもの。緊急手段として外部から強制起動させることが出来るが、これを実行したのは（そして可能なのは）今のところアクセルただ一人である。
コードPTP
無限EXCEED……W03、ピート・ペインだけが持つ特殊コード。「PLAY THE PUPPET」の略。他のWシリーズを支配下に置くことのできる強制指令コードである。コードDTDを以ってしても通常状態では抗えないが、アシェンは後にプロテクトを組み、DTDによるキャンセルを可能とした。また、生身の人間であるW00には通じない。
虚空の使者
α……イングラム、およびその使命を受け継いだクォヴレーの二つ名。これを使ったのは極々一部の人間のみ。
根源的厄災
第3次Z……バアルとは異なる全宇宙に終焉をもたらすものとして、宇宙魔王やハーデス神から語られているが、その正体は御使い。
サイコドライバー
α……念動力、精神感応能力、透視能力、予知能力などを持つ「限りなく神に近い汎超能力者」のことを指す。「強念者」とも呼ばれる。この素質は『α』の主人公8名（詳しくはバンプレストオリジナルのキャラクター一覧を参照）とSRXチームのリュウセイ・ダテ、マイ・コバヤシ（レビ・トーラー）、ガンエデンの巫女であるイルイ・ガンエデンが秘めている（『αforDC』ではビッグファイアもガンエデンと同格のサイコドライバーであったことが語られていた）。『第3次α』においてサイコドライバー自身がアカシック・レコードにアクセスする鍵であることが判明した。単独でアカシック・レコードに触れられるまでに達しているサイコドライバーはイルイのみである。ただしその力は銀河大戦終結に伴うナシム・ガンエデンの意思の消滅に伴い失われたため、大戦終結後の現在、クロスゲートにアクセスできる存在はリュウセイ（バンプレイオスを介する必要あり）のみとなっている。
再有生 （さいゆうしょう）
OGシリーズ……前世の姿、性格、能力などをそのままの姿で転生した者達を指す。
時空間ゲート
次元獣
第2次Z……『第2次Z』の多元世界に突如出現し、見境なく破壊する正体不明の生物。その正体は、破界の王ガイオウの操るゲールティランから放たれるリヴァイブ・セルの浸食によって次元獣化（ヴァイオレイション）した人間および、機動兵器である。次元獣化の際にその人物が強ければ強大なクラスに変貌するが、実力を伴わない者、次元獣化に不具合が起こった者は不完全体である最下級のダモンとなる。ダモンは出現後5分から10分で消滅するが、ブルダモン以上のクラスは時間経過による消滅はない。ガイオウによって統率された行動を行っていたが、ガイオウの死後は見境ない破壊行動に戻っている。なお、『再世篇』ではインサラウムによって改造された制御次元獣や人造次元獣が登場するが、簡単な命令しか受け付けないという問題点を抱えている。その他、記憶を取り戻し「次元の将」となったガイオウが召喚した「真次元獣」も登場。こちらは体色が金色となり、オリジナルの次元獣と違った、あるいはオリジナルの攻撃方法を強化した攻撃を繰り出す。能力面でも大幅にパワーアップしており、数値だけで言えばガイオウを上回っているパラメータもある（技量など）。『天獄篇』ではヴィルダークが生み出した次元獣も登場する。次元獣化の実態はリヴァイヴ・セルを用いた疑似的な真化融合であり、機体とパイロットを強制的に一体化することで強化するが、次元獣化された段階で意識が失われ、強さが打ち止めになってしまう為、「無限に成長する戦士には及ばない」と、ガイオウとヴィルダークは倫理的な面も含めて次元獣化を否定している。
実験室のフラスコ
ヒーロー戦記 / αシリーズなど……様々な作品で幾人ものキャラクターが世界のことを指すときに使う言葉。この発言をしたのはギリアム・イェーガー。話し方は変えているが、概ね「この世界は何者かによって作られた実験室のフラスコであり、その実験は失敗したのだろう」と言っている。
漆黒の堕天使
ヒーロー戦記……ギリアム・イェーガーの異名。スパロボシリーズにはこの異名は引き継がれていない。
α……直接この名称は登場しないが、ギリアムのオマージュキャラであるイングラム・プリスケンが搭乗するアストラナガンの地球側のコードネームが「ブラック・エンジェル」であり、あるシナリオのタイトルで「漆黒の天使」と呼ばれていた。
漆黒の羅刹機
無限EXCEED……アルクオンの通称。色々なところで使われる。
シンカの5要素
Zシリーズ……人が神になる「シンカ」への道筋のこと。「獣の血」は生きるための闘争本能であり、シンボルはダンクーガ。「水の交わり」は異なるものが融けあい澄んでいくことで、シンボルはアクエリオン。「風の行き先」はドリルの如く螺旋の渦を巻き、留まらず常に新たな地、高みを目指すことで、シンボルはグレンラガン。これらは時空震動により、「火の文明」を進めるために蒼の地球と翠の地球に呼ばれた。「火の文明」は人の英知であり、未来のために目の前の敵をマシンとともに乗り越えていくこと。シンボルは人の知恵と戦いの象徴たる銃、すなわち「ガン」の名を持つマシン。ガンダムやガンバスターが該当する。
真戦
Zシリーズ……「獣の血」「水の交わり」「風の行き先」「火の文明」「太陽の輝き」を経てシンカをとげ、高次元生命体となった者たちの戦い。高次元生命体は自ら神を名乗るが、神であるがゆえに他の神の存在を許さず、滅ぼそうとする。この闘いを真戦と呼ぶ。
神話の果ての終焉
第3次Z……宇宙の「真の」終焉を意味する言葉。多元宇宙は「獣の血」「水の交わり」「風の行き先」「火の文明」「太陽の輝き」を象徴する5つの時代に分かれており、その中で生命体はシンカを進めていく。
それぞれの宇宙は12000年周期で崩壊と再生を繰り返す。この時、「滅びようとする力」と「あり続ける力」が衝突するのだが、この過程で「滅びようとする力」が生み出すのがバアルである。1億2000万年の周期を迎えると、その宇宙は輪廻が終わり、「滅びる力」と「存在する力」が最後の衝突に発展し、存在するすべての並行世界を巻き込んで崩壊する。これが「神話の果ての終焉」である。これを超えるものが、シンカの頂点たる神の力である。
スカーフェイス・キッド
SC2……ケイジ・タチバナの通り名。演習で41機もの撃墜記録を出したことと顔の傷から付けられたが、本人はあまり好んでいない。
刻印 / 烙印（スティグマ）
α……『第3次α』第35話でエイスがクォヴレーの身体を調べた際に「オリジネイターの刻印」と言っている。ユーゼスが調整したバルシェムシリーズの1号体の証で、因果律の番人として異なる世界を渡り歩く放浪者であるイングラムから受け継いだもの。エイスは「イングラム」を覚醒させ、ユーゼスが手に入れることのなかった「鍵」を手に入れようとしていた。ただし、クォヴレーがオリジネイターであるという発言は無い。
Z……呪われし放浪者達に刻まれた、太極に対し大罪を犯した者であることを示すもの。ただし、烙印を押されても直ちに放浪者にはならない模様。また、この烙印が目に見えるものなのかは不明。烙印にも強弱が存在するらしく、時空振動弾、ブレイク・ザ・ワールドの両方に居合わせた「オーガス」の桂木桂の烙印は特に強いものであるらしい。なお、ZEUTHのメンバーの次元転移に居合わせたZEXISのメンバーにも、烙印が刻まれた可能性が示唆されている。
その正体は「御使い」の哀しみのサクリファイが、真化の可能性を持った存在を守るためにつけたマークポイント。これにより、烙印を押されたメンバーは蒼の地球へ集められた。
創世神ズフィルード
ソーディアン
SC……地球圏に転移してきた謎の建造物。あらゆる勢力が求め争った。実態は様々な世界を旅してきた箱舟であり、最終的にはまた別の世界へ転移した。
OG外伝……崩壊目前の修羅界に現れ、生き残った修羅達を乗せ地球に転移してきた建造物で、ソーディアンは地球側でのコードネーム。修羅達は転空魔城と呼んでいる。ソーディアンの周辺には特殊な結界が展開されており、あらゆるエネルギーを相殺し停止させてしまう（生体エネルギーで動く修羅神は例外）。この結界を修羅達は「絶界宝」と呼んでいる。ソーディアンの本当の名は「ラディ・エス・ラディウス」であり、ダークブレインの支配から逃れようとした文明が作り出した方舟だったが、5隻の内3隻がダークブレインに破壊され、残りの2隻の内の4番艦であるラディ・エス・ラディウス4は修羅界に転移してきた（後の1隻は様々な世界をめぐりながら、スクランブルコマンダーの世界へ転移した）。なお、ラディ・エス・ラディウスを作りダークブレインから逃れようとした人々は既に滅びている。
血塗られた眼
第3次Z……新世時空震動前にADWで出現した謎の存在「テンシ」との接触によって両目が真っ赤に染まり、恐怖以外の感情が破壊されてしまう病状。ヒビキは接触が一瞬であったため、左目のみが発症時に変化する。その発症にはスフィア・リアクターが深く関わっている模様。
その真実は、生命力たるスピリチアの欠乏に加え、心の中をトラウマに支配されてしまったことによる症状。天獄篇ではサイデリアルがレイラインからオリジン・ローを吸い上げ、それを捉えた人々から吸い上げたスピリチアで制御しようと試みていた（霊子吸収システム）。
デュプリケーター
RR戦線……惑星ウルスに存在する、先代文明の遺産。3つの月の一つであるフシコを通じて映し出された異世界の映像を実体化させることができる、名前通りの複製装置。デュプリケーターごとに映し出される世界は決まっているが、ある程度の時間軸をずらすことは可能となっている。ただし、同一の人間が実体化されている状態でその人物を実体化することは出来ない。惑星ウルスに存在する全てのデュプリケーターは、マスターユニットにして自己防衛兵器を内蔵したマザーデュプリケーターによって統括されており、これが破壊される事で全てのデュプリケーターは停止するがブランチも全て消滅してしまう。
トレイラー心得
W……作中、カズマ達が幾度となく口にする、トレイラーとしての心構えを説いた格言。単なることわざからドラマの家なき子やアニメの銀河旋風ブライガーの文句のパロディ、はたまたマクドナルドの文句まで、一貫しない。
Z……ランド編でアクエリオンの不動GENが、トレイラー心得のうちの一つを口にしている。
トレイラーの真実
W……本編のEDで引用されている書籍。本編では明かされていないが、実はW本編から約30年後に出版されたカズマの自伝で正式名称は「トレイラーの真実 〜トンビがクルリと輪を書いた〜」。カズマには文才があったらしく、大ベストセラーになっているとのこと。
念動力（ねんどうりょく）
α……αの主人公（ブリット、ユウキ、リョウト、タスク、リオ、レオナ、クスハ、カーラの8名）、ライを除くSRXチームの面々、シュウ、ひびき洸が所持する特殊能力。通常念動力といえば、科学を超えた超常的な力によって物体に作用する力(PK)を指すが、ゲーム中ではもっと広義的にT-LINKシステムを介し機動兵器の操縦や兵装のコントロール、果てはレーダー範囲外の悪意を持つものの探知までを可能となっている（PSIや「汎超能力」の概念に近いが作中では「超能力」とは分けて設定されている）。念動力はアカシック・レコードにアクセスできるサイコドライバーの第一条件といわれている。
OG……基本は『α』シリーズと同じだが、こちらの世界ではイングラムとヴィレッタ、シュウは念動力を持っていない。
第3次Z 時獄篇……ガドライト、アンナロッタ、ジェミニス兵が所持している特殊能力。
呪われし放浪者
Zシリーズ……帰るべき世界を持たない並行世界を彷徨う宿命を負った人物達の総称。一度放浪者となってしまうと元の世界に戻れる可能性は限りなく低くなる（そもそも元の世界という概念そのものが意味を失う）。該当者はアサキムと「アクエリオン」の不動GENで、太極への大罪を犯した罪人の烙印を押されると呪われし放浪者となるというが、スフィア・リアクターの共鳴に関わった者以外に呪われし放浪者となる条件があるのかは不明。アサキムは「無限獄」と呼ぶが、「烙印を押された者」などの別名も存在する。呪われし放浪者達は不老不死という特徴があるが、ZEUTHのメンバーについては不明。また、次元獣は「不死」ではない。
第2次Z……ZEUTHの一部メンバーが次元転移をきっかけに呪われし放浪者となったことが示唆されている。また「コードギアス」のC.C.、「ダンクーガ」の獣戦機隊、「グラヴィオンツヴァイ」のサンドマン、オリジナルキャラのエルガン、次元獣も呪われし放浪者であるとされている（エルガンは自称）。さらに、ZEUTHメンバーの転移に居合わせたZEXISのメンバーもまた呪われし放浪者の烙印を押されており、『再世篇』では烙印を押されていたためにギアスがなくてもCの世界へアクセスすることができた。
バーニングPT
α……リュウセイはこのゲームの全国大会の優勝者。また、マクシミリアン・ジーナスとミリア・ファリーナがこのゲームで対戦している。実際にはPT操縦の資質を図る目的で作られた。
OGシリーズ……PTのコックピットを模した密閉型筐体に入り込み、仮想現実空間内で相手とのバトルを楽しむロボット対戦シミュレーションゲーム。新西暦186年2月にソフトメーカー「ピアザ」より発売された。が、実際は地球連邦軍が開発した、SRX計画に必要な念動力者を探し出すためのものである。GBA版の『OG』シリーズではリュウセイはこのゲームの全国大会優勝者だが、『DW』以降の設定ではテンザンに負けている。リョウトも同じ大会に出場しており、トーナメント表ではテンザンの初戦の相手であった。『OG2』ではリュウセイとラトゥーニが対戦したが、ラトゥーニに負け越してしまったため、リュウセイは少し落ち込んでいた。『第2次OG』ではミオもこのゲームのプレイヤーであったほか、トウマがグッズ販売のバイトのために全国大会の会場にいたことが明らかになっている。
OGIB…本作ではメインに扱われており、封印戦争までのほとんどの機体のデータが導入されており、操作系統が異なる機体（ダイナミック・ゼネラル・ガーディアンなど）も一貫して登録されている。
ハイブリッド・ヒューマン
破壊神ヴォルクルス
破滅の王
D……メリオルエッセがペルフェクティオを指す言葉。
破滅の導き手
D……グラキエースの通り名。ただし、劇中では当人以外は使わない。
バルシェムシリーズ
緋の彗星
α / OG……スレイ・プレスティの通り名。『OG2』ではアイビスとの戦いでスレイ自ら彗星を名乗ったが、後にマサキ・アンドーが再度同じ名を命名した（『OGs』の該当シナリオでは、スレイの名乗りは削除されている）。
武機覇拳流
64……巨大機動兵器による格闘術。専用の機体と搭乗者の「生体エネルギー」を必要とし、生体エネルギーをパワーへ変換することで技を繰り出すため、武器の類は一切使用しない。この生体エネルギーは武機覇拳流の修行を積んだものにしか生成できない。
分の悪い賭け
IMPACT / OG……キョウスケ・ナンブの決め台詞。ギャンブル好きだけあってキョウスケは目の前の危機をこの言葉で斬って捨てることが多い。
D……ジョシュア・ラドクリフの決め台詞。キョウスケとは対照的にジョッシュは分の悪い賭けには否定的である。
W……カズマ・アーディガンの台詞。「分の悪い賭けは…」と言いかけるのだが、その後の言葉が続かず、最後は「どっちでもいい」と言ってしまう。
無限EXCEED……ハーケン達の台詞。ハーケンや神夜、アルフィミィなどは乗り気だが、アクセルや零児は否定的。
第2次Z 破界篇……クロウ・ブルーストの戦闘時の台詞。借金漬けであり、ギャンブルをしない主義の彼は、分の悪い賭けは主義ではないと語っている。
OGシリーズ……同名のBGMが存在するほか、『第2次OG』で獲得できるトロフィーの中に同名のものが存在する。
ブランチ
RR戦線……デュプリケーターによって、コピー・実体化させられた異世界の人間達の総称。ブランチとは英語で「枝」を意味し、「オリジナルから枝分かれしたコピー」という意味合いでそう呼ばれる。ほとんどが元の人間と変わらないが、死んでしまうと死体が消滅してしまうという違いはある。そのため、ウルス人の中にはブランチを使い捨ての道具のように扱う者や差別化する者が多い。ブランチ側の方もその扱いに不満を感じている者は数多く、過去にもブランチの集団が蜂起した事件が過去に何例も存在しており、それが原因なのかシャア・アズナブルの実体化は禁止されている。また、ブランチはウルス人との婚姻も可能で、僅かではあるが、ブランチとウルス人のハーフやクォーターも存在しており、リアルロボット戦線の主人公、ムジカ・ファーエデンもその一人である。
ブーステッド・チルドレン
ベーオウルフ (Beowulf)
OG……「向こう側」のキョウスケ・ナンブの通り名。ベーオウルブズを率いて、アクセル・アルマーを含むシャドウミラーを追い詰めている。名称は英国の叙事詩『ベーオウルフ』からだが、このネーミング自体はキョウスケの専用BGM『鋼鉄の孤狼（ベーオウルフ）』から。
ホワイト・リンクス
J……カルヴィナ・クーランジュの軍時代の通り名。日本語で白い山猫という意味。
マ改造
OGs……マリオン・ラドムが考案した、ジガンスクードとガーリオン・カスタムの改造計画を略したもの。命名者はカチーナ。短所には目をつむり長所を引き伸ばすプランが特徴。後にアルトアイゼンをリーゼに改造したプランもマ改造と呼ばれ、エクセレンはライン・ヴァイスリッターを「超絶マ改造」と呼んだ。
マシンナリー・チルドレン
魔法剣・エーテルちゃぶ台返し
LOEほか……マサキがディスカッターもしくはバニティリッパーを使用する際の台詞。この後に「…嘘」と続くが、『OGs』では『…嘘』と言わず、クロに「そんな技ない」とツッコまれている。マサキのネーミングセンスが読み取れる一例ともいえるが、これはマサキが子供の頃に見た戦隊物の特撮番組の巨大ロボットの必殺技に由来する。『LOE』第一章ではこの台詞を使わない。
メリオルエッセ
予知能力
ヒーロー戦記……ギリアム・イェーガーの特技。ゲーム序盤でαフォースの全滅を予知したが、このときの描写から、曖昧にしかわからないようである。後にギリアムはこれによって世界の破滅を予知してしまい、それが彼を暴走させるきっかけとなってしまう。
魔装機神……未来見（みらいみ）と呼ばれる文字通り未来をのぞき見る事が出来る能力者が存在し、登場人物の中ではモニカがこれに該当。第2次OGにてモニカが登場した際にも特殊技能に反映されている。
万能な能力というわけではなく、なにについてのビジョンが見えるかは実際に予言を行ってみるまでわからず、また見えるビジョンも、500年後のある日の天気や明日の晩ご飯のおかずは何かなどといった、何の役にも立たないビジョンが見えることもあり、作中マサキからは「占いの方がまだマシじゃないか」と言われている。また、予言は、未来見自身の意識が時空を超え他者の意識と同調する現象であるため、同調者の主観が大きく影響を及ぼすため、具体的な事象が判別しにくく、そのため、『魔神』などといった抽象的表現となってしまう。それでも確実性は高く、情報の多様性も未来見の人数によりカバー可能であるため、信頼性は高い。なお、予言の確率は必ずしも100％ではなく、かなりの揺らぎがあり、努力次第では未来を変える事も可能であり、そのため、ラングランは魔装機計画を実行した。
ラ・ギアスでは、予知能力の曖昧さを出来るだけ排除するための変換理論として、ラプラス変換理論が導入されている。
また、過去にさかのぼってビジョンを見ることが出来る過去見という能力者も存在する。
旧シリーズ……ギリアムが持っているが、第4次（S）に再登場した際には描写自体が存在しなかった。後に『F』のキャラクター図鑑には、ライターが持っていることを忘れていたために使わなかったと記載されており、『F完結編』では実際に予知をする場面が見られた。
OGシリーズ……ギリアム・イェーガー、ラーダ・バイラバン、シャイン・ハウゼン、アルフィミィが所有。ただしアルフィミィは特殊技能としての表記に過ぎず、物語の中で断言されてはいない。アインストに洗脳された状態のエクセレン・ブロウニングも同様である。リクセント公国の王族は代々この能力を持っており、シャインは特に能力が強いためアードラーに狙われることになった。ギリアムは『ヒーロー戦記』に引き続き有しているが、誰にもそれを教えていない様子。そのためカイを中心に教導隊メンバーから「時々予知めいたことを言う」、「（判断材料が少ない、状況が不透明な際は）ギリアムに聞くのが一番いい」と評されている。ラーダは先述の二人ほど強い能力者ではないが、レーダーに映らないような距離の敵の出現を予知することも多い。
D……メリオルエッセと精神を共有したジョッシュが敵の居場所を言及し、これを持っていると誤解された。
Dコン
OG……高性能携帯情報端末機。リュウセイはほとんどゲーム機とバーニングPTのデータ、タスクは芸能情報の入手手段、ジャーダはほとんどデジタルオーディオプレーヤー代わり、イルムは機体の遠隔操作ソフトと女性のパーソナルデータ（アドレス含む）、情報部員のギリアムはXN666というプロテクト解除ツールをインストールしている。
TPLテスト
OG……念動力所有者を判別するためのテスト。内容は不明。L5戦役以降、ハガネおよびヒリュウ改のクルーは全員このテストを受けており、念動力所持の有無が判明している。
UN
Z……新連邦が多元世界となった世界で迅速に配置した情報インフラの総称。正式名称は「Universal Network」。混乱した世界で総合的かつ多彩な情報を得られるということで、多くの住民に利用されているが、大都市では各一般家庭にまで回線が引かれているほど普及しているが、都市部を離れると一転して、公共施設などにしか回線が引かれていないことが多い。また設置自体が突貫作業で行われたためか、断線やメールなどの送受信に障害が発生することが多い。さらに、賢人会議とカイメラ隊による検閲や削除、改変、改竄が日常的に行われている。カイメラの本部である北アメリアの軌道エレベーターで一括管理されており、ここを押さえられると一切の干渉が不可能となる。
Wシリーズ